# Liste der Biografien/Eb
Liste der Biografien |
Portal Biografien |
Personensuche
# |
A |
B |
C |
D |
E |
F |
G |
H |
I |
J |
K |
L |
M |
N |
O |
P |
Q |
R |
S |
T |
U |
V |
W |
X |
Y |
Z |
?
 
Ea |
Eb |
Ec |
Ed |
Ee |
Ef |
Eg |
Eh |
Ei |
Ej |
Ek |
El |
Em |
En |
Eo |
Ep |
Eq |
Er |
Es |
Et |
Eu |
Ev |
Ew |
Ex |
Ey |
Ez
Die Liste der Biografien führt alle Personen auf, die in der deutschsprachigen Wikipedia einen Artikel haben. Dieses ist eine Teilliste mit 1200 Einträgen von Personen, deren Namen mit den Buchstaben „Eb“ beginnt.

## Eb
- Eb, Alex J. van der (* 1934), niederländischer Zellbiologe
- Eb, Michael (* 1988), deutscher Sänger, Songwriter und Gitarrist

### Eba
- Ebach, Jürgen (* 1945), deutscher Alttestamentler
- Ébacher, Roger (* 1936), kanadischer Priester und Erzbischof von Gatineau
- Ebādi, Ahmad (1906–1993), iranischer Setarspieler
- Ebadi, Shirin (* 1947), iranische Menschenrechtsaktivistin und FriedensnobelpreisträgerinShirin Ebadi (* 1947)
- Ebalus († 935), Graf von Poitou

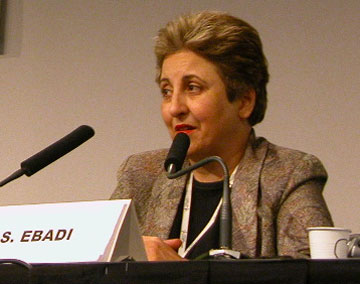
Shirin Ebadi (* 1947)

- Eban, Abba (1915–2002), israelischer Diplomat, Minister und Abgeordneter
- Eban, Fumi, japanische Manga-Zeichnerin
- Ebana, König von Axum
- Ebana, Andrea (* 1984), italienischer Volleyballtrainer
- Ebanega, Rémy (* 1989), gabunischer Fußballspieler
- Ebanga Baboga, Paola (* 1997), kamerunische Handballspielerin
- Ebanks, Alfred (* 1953), Radrennfahrer der Cayman Islands
- Ebanks, Carson (* 1956), kaymanischer Segler
- Ebanks, Devin (* 1989), US-amerikanischer Basketballspieler
- Ebanks, Keanu (* 1994), britischer American-Football-Spieler
- Ebanks, Selita (* 1983), kaimanianisches Model
- Ebanks-Blake, Sylvan (* 1986), englischer Fußballspieler
- Ebart, Johann Gottlieb (1746–1805), deutscher Papierhändler und Papiermühlenbesitzer
- Ebarti I., König von Elam und Šimaški
- Ebashi, Setsurō (1922–2006), japanischer Physiologe
- Ebata, Shunsuke (* 2000), japanischer Fußballspieler
- Ebata, Yukiko (* 1989), japanische Volleyballspielerin

### Ebb
- Ebb, Fred (1928–2004), US-amerikanischer Liedtexter
- Ebb, Karl (1896–1988), finnischer Unternehmer, Leichtathlet und Automobilrennfahrer
- Ebba Eriksdotter Wasa († 1549), schwedische Adelige
- Ebbage, Ernest (1873–1943), britischer Tauzieher
- Ebbe, Axel (1868–1941), schwedischer Bildhauer und AutorAxel Ebbe (1868–1941)

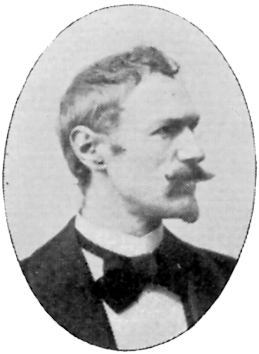
Axel Ebbe (1868–1941)

- Ebbecke, Berthold (1906–1969), deutscher Schauspieler und Drehbuchautor
- Ebbecke, Hans Albert (1893–1973), Literaturwissenschaftler, Sänger
- Ebbecke, Julius (1853–1928), deutscher Reichsgerichtsrat
- Ebbecke, Max (1882–1945), deutscher Jurist und Wirtschaftsfunktionär
- Ebbecke, Ulrich (1883–1960), deutscher Mediziner, Physiologe und Hochschullehrer
- Ebbeke, Johann Philip Ernst (1759–1845), deutscher evangelischer Pastor und Prinzessinnen-Erzieher
- Ebbeke, Johann Valentin (1775–1822), Heilbronner Papierfabrikant, Vorgänger von Gustav Schaeuffelen
- Ebbel, Ole Falck (1839–1919), norwegischer Architekt
- Ebbell-Staehelin, Ole-Falk (1879–1969), norwegisch-schweizerischer Bauingenieur
- Ebben, Anton (1930–2011), niederländischer Springreiter
- Ebberfeld, Ingelore (1952–2020), deutsche Sexualwissenschaftlerin und Kulturanthropologin
- Ebbern, Robyn (* 1944), australische Tennisspielerin
- Ebbers, Bernard (1941–2020), kanadischer Manager und Betrüger
- Ebbers, Herbert (* 1934), deutscher Radrennfahrer
- Ebbers, Ilona (* 1970), deutsche Wirtschaftswissenschaftlerin und Hochschullehrerin
- Ebbers, Marius (* 1978), deutscher Fußballspieler und -trainerMarius Ebbers (* 1978)

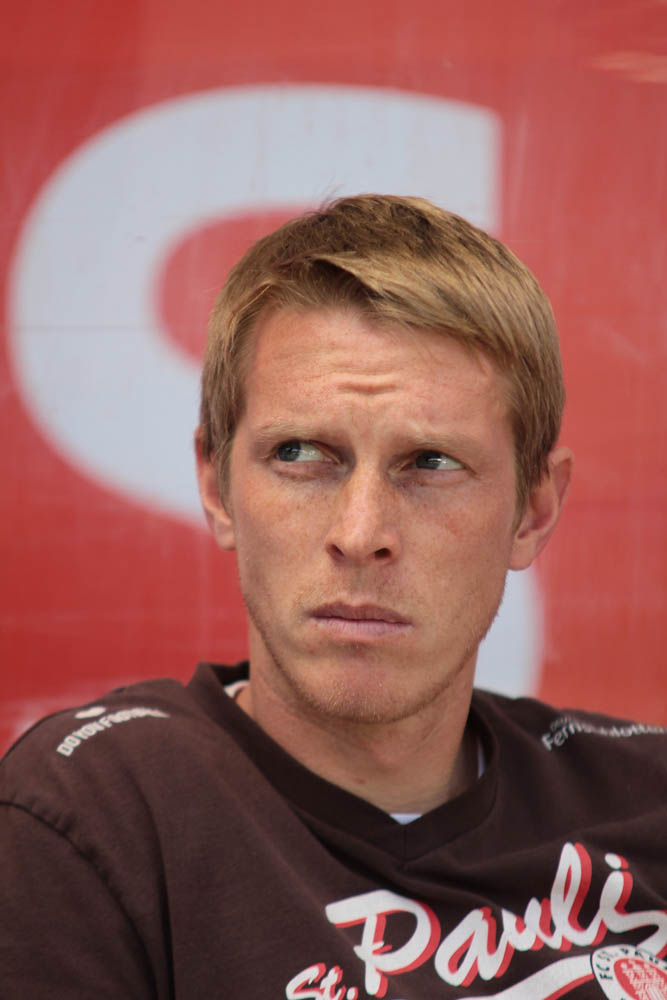
Marius Ebbers (* 1978)

- Ebbert, Birgit (* 1962), deutsche Autorin für Kinderbücher, Fachbücher und Lernmaterialien
- Ebbert, Fritz (1914–1992), deutscher Manager, kaufmännischer Geschäftsführer der Zahnradfabrik Passau (ZP)
- Ebbertz, Martin (* 1962), deutscher Schriftsteller
- Ebbesen, Dagmar (1891–1954), schwedische Schauspielerin
- Ebbesen, Eskild (* 1972), dänischer Ruderer
- Ebbesen, Klaus (* 1946), dänischer Prähistoriker und Politiker
- Ebbesen, Margunn (* 1962), norwegische Politikerin
- Ebbesen, Niels († 1340), dänischer Adliger und Mörder
- Ebbesen, Sten (* 1946), dänischer Altphilologe, Mediävist und Philosophiehistoriker
- Ebbesen, Thomas (* 1954), norwegischer Physikochemiker
- Ebbesmeyer, Charles Curtis (* 1943), US-amerikanischer Ozeanograph
- Ebbesvik, Thor-Christian (* 1983), norwegischer Rennfahrer
- Ebbets, Charles Clyde (1905–1978), US-amerikanischer Fotograf
- Ebbett, Andrew (* 1983), kanadischer Eishockeyspieler und -funktionär
- Ebbighausen, Rolf (* 1937), deutscher Soziologe und Hochschullehrer
- Ebbin, Adam (* 1963), US-amerikanischer Politiker
- Ebbing, Doris (1938–2009), deutsche Kommunalpolitikerin und Bürgermeisterin
- Ebbing, Hartmut (* 1956), deutscher Politiker (FDP), MdB
- Ebbinghaus, Angelika (* 1945), deutsche Diplompsychologin, Historikerin und Autorin
- Ebbinghaus, Bernhard (* 1961), deutscher Soziologe
- Ebbinghaus, Carl (1872–1950), deutscher Bildhauer und Medailleur
- Ebbinghaus, Carl Dietrich (1794–1867), deutscher Unternehmer und Politiker
- Ebbinghaus, Christof von (1856–1927), württembergischer Generalmajor
- Ebbinghaus, Ernst Albrecht (1926–1995), deutsch-amerikanischer Germanist
- Ebbinghaus, Friedrich Wilhelm (1789–1847), deutscher Unternehmer und Politiker
- Ebbinghaus, Gustav (1864–1946), deutscher Verwaltungsjurist, MdHH
- Ebbinghaus, Heinz-Dieter (* 1939), deutscher Mathematiker
- Ebbinghaus, Hermann (1850–1909), deutscher PsychologeHermann Ebbinghaus (1850–1909)

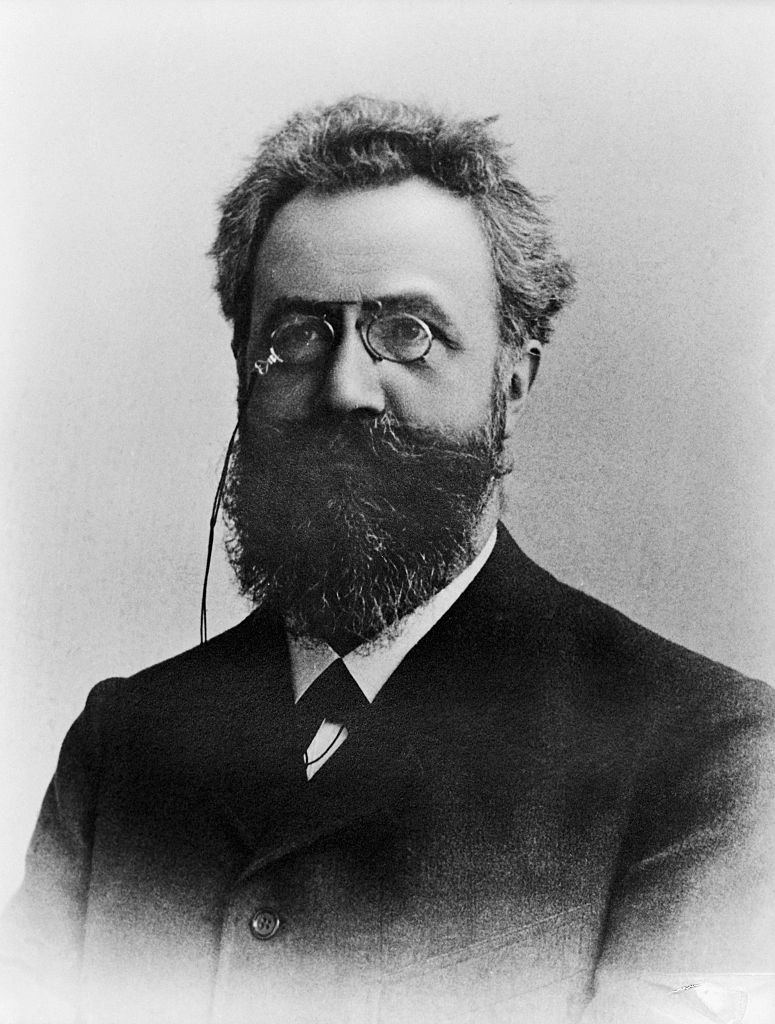
Hermann Ebbinghaus (1850–1909)

- Ebbinghaus, Hildegard († 1947), deutsche Kommunistin und Widerstandskämpferin
- Ebbinghaus, Hugo (1830–1893), deutscher Unternehmer und Politiker
- Ebbinghaus, Hugo (1884–1945), deutscher Kommunist und Widerstandskämpfer
- Ebbinghaus, Julius (1885–1981), deutscher Philosoph
- Ebbinghaus, Katja (* 1948), deutsche Tennisspielerin
- Ebbinghaus, Kurt (1902–1966), deutscher Schauspieler und Hörspielsprecher
- Ebbinghaus, Susanne (* 1969), deutsche Klassische Archäologin
- Ebbinghaus, Wilhelm (1864–1951), deutscher Maler
- Ebbinghaus, Willi (1914–2006), deutscher Kaufmann
- Ebbinghouse, Bernard (1927–2012), britischer Jazz- und Unterhaltungsmusiker
- Ebbo († 918), Benediktinerabt
- Ebbracht, Dietrich (1395–1462), deutscher Kanoniker, Scholastiker, Kirchenpolitiker
- Ebbs, Helmuth (1894–1970), deutscher Schauspieler, Theaterregisseur und -intendant
- Ebbutt, Norman (1894–1968), britischer Journalist

### Ebd
- Ebdalin, Franklin (* 1943), philippinischer Diplomat und Rechtsanwalt
- Ebdane, Hermogenes, Jr. (* 1948), philippinischer Politiker und General
- Ebden, Matthew (* 1987), australischer Tennisspieler
- Ebdon, Peter (* 1970), englischer SnookerspielerPeter Ebdon (* 1970)

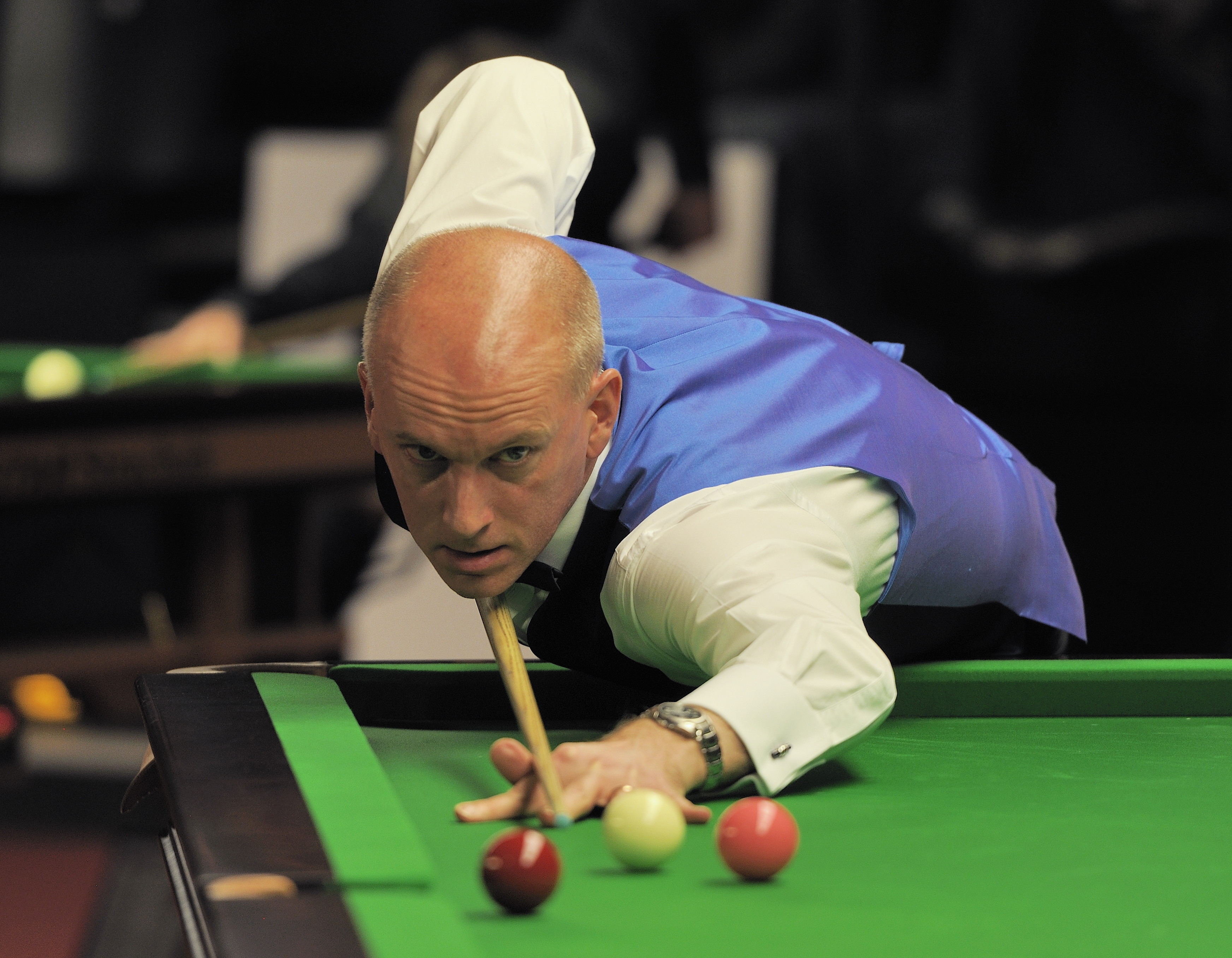
Peter Ebdon (* 1970)

- Ebdulsemedê Babek (972–1019), kurdischer Dichter

### Ebe
- Ebe, Burkhart (1881–1949), deutscher Bildhauer und Plastiker
- Ebe, Gustav (1834–1916), deutscher Architekt und Kunsthistoriker

#### Ebeb
- Ebebe Ayah, John (* 1959), nigerianischer Geistlicher, römisch-katholischer Bischof von Uyo

#### Ebec
- Ebecilio, Kyle (* 1994), niederländischer Fußballspieler
- Ebecilio, Lorenzo (* 1991), niederländischer Fußballspieler

#### Ebed
- Ebed, Vater Gaals
- Ebed, Amar Ebed (* 2002), katarischer Sprinter
- Ebede, Pierre Owono (* 1980), kamerunischer Fußballspieler

#### Ebej
- Ebejer, Francis (1925–1993), maltesischer Schriftsteller
- Ebejer, Walter Michael (1929–2021), maltesischer Ordensgeistlicher, römisch-katholischer Bischof von União da Vitória

#### Ebel
- Ebel von Sosen, Otto (1899–1974), deutscher Komponist und Dirigent
- Ebel, Andreas (* 1968), deutscher Journalist und Chefredakteur der Ostsee-Zeitung
- Ebel, Andreas (* 1971), deutscher Politiker (CDU)
- Ebel, Arnold (1883–1963), deutscher Musikpädagoge und Komponist
- Ebel, Basilius (1896–1968), deutscher Benediktiner und Abt der Abteien St. Matthias und Maria Laach
- Ebel, Christian (* 1934), deutscher Schauspieler und Hörspielsprecher
- Ebel, David, deutsch-dänischer Musiker und Komponist
- Ebel, David (1593–1639), deutscher Organist und Komponist der Norddeutschen Orgelschule
- Ebel, Eduard (1839–1905), deutscher evangelischer Pfarrer, Superintendent und Dichter
- Ebel, Else (* 1937), deutsche Skandinavistin
- Ebel, Erich (1901–1973), deutscher Beamter (NSDAP)
- Ebel, Frank (1957–2015), deutscher Politiker (SPD)
- Ebel, Friedrich (1872–1915), deutscher Architekt des Historismus
- Ebel, Friedrich Wilhelm (1944–2005), deutscher Jurist und Autor
- Ebel, Fritz (1835–1895), deutscher Landschaftsmaler
- Ebel, Fritz (1890–1946), Maler und Grafiker
- Ebel, Gerhild (* 1965), deutsche Künstlerin, Autorin und Herausgeberin
- Ebel, Goran (1941–2019), deutscher Schauspieler
- Ebel, Gudrun (* 1943), deutsche Opernsängerin (Sopran)
- Ebel, Hans (1859–1920), deutscher evangelischer Pfarrer
- Ebel, Hans Friedrich (1933–2019), deutscher Chemiker, Lektor und Autor
- Ebel, Heinrich (1849–1931), deutscher Maler und Plastiker
- Ebel, Heinz (1928–2020), deutscher Gebrauchsgrafiker und Illustrator
- Ebel, Herbert (1885–1963), deutscher Bergrechtler
- Ebel, Hermann († 1616), deutscher Organist
- Ebel, Hermann (1713–1781), deutscher Maler
- Ebel, Hermann (1820–1875), deutscher Keltologe
- Ebel, Horst (1905–1971), deutscher Verwaltungsbeamter
- Ebel, Johann Gottfried (1764–1830), deutscher Reiseschriftsteller
- Ebel, Johann Wilhelm (1784–1861), deutscher Theologe
- Ebel, Judith (* 1972), deutsche Gesundheits- und Kinderkrankenschwester
- Ebel, Kai (* 1964), deutscher Sportredakteur, Moderator und ReporterKai Ebel (* 1964)

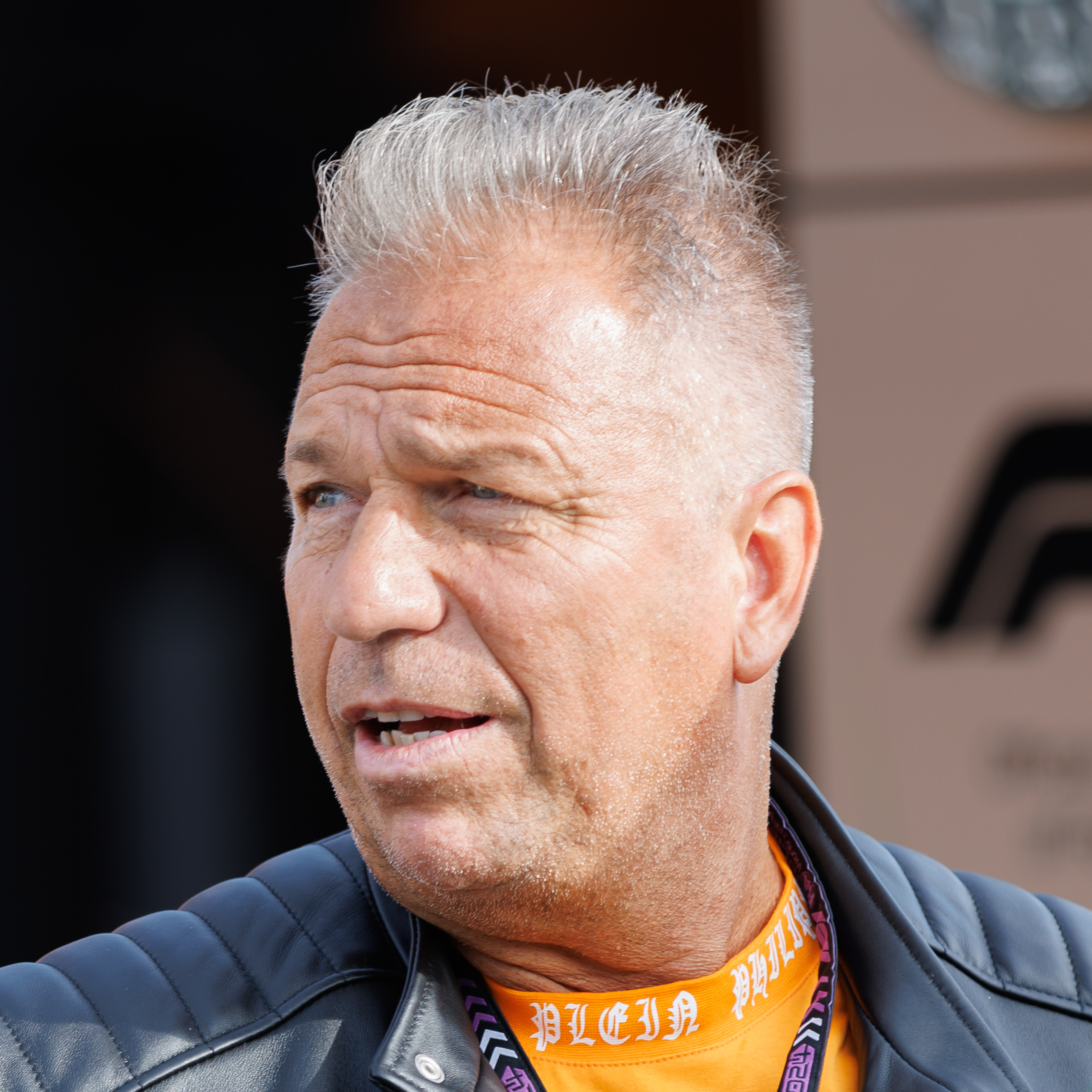
Kai Ebel (* 1964)

- Ebel, Karl (1868–1933), deutscher Historiker und Bibliothekar
- Ebel, Kaspar (1595–1664), deutscher Pädagoge, Logiker und Metaphysiker
- Ebel, Kurt (1906–2004), deutscher Jurist, Politiker (NSDAP) und Bankier
- Ebel, Manfred (1932–1999), deutscher Politiker (CDU), MdEP
- Ebel, Martin (* 1955), Journalist und Autor
- Ebel, Martin (1959–2025), deutscher Eishockeyspieler
- Ebel, Norbert (* 1958), deutscher Autor, Dramaturg, Theaterschauspieler und Regisseur
- Ebel, Otto (1843–1893), deutscher Holzschneider, Graphiker und Buch-Illustrator
- Ebel, Robert (1874–1930), deutscher Komponist
- Ebel, Sebastian (* 1963), deutscher Manager
- Ebel, Siegfried (1934–2019), deutscher Pharmazeut
- Ebel, Toni (1881–1961), deutsche Malerin
- Ebel, Uwe (1943–2023), deutscher Skandinavist
- Ebel, Wilhelm (1891–1955), deutscher Pädagoge und Autor
- Ebel, Wilhelm (1908–1980), deutscher Rechtshistoriker
- Ebel-Wilde, Minna (1890–1975), deutsche Oratorien-, Konzert- und Liedersängerin (Sopran)
- Ebel-Zepezauer, Wolfgang (* 1962), deutscher Klassischer Archäologe
- Ebeleben, Hans Christoph von (1578–1651), deutscher Jurist und Verwaltungsbeamter
- Ebeler, Gerhard (1877–1956), Kölner Autor, Liedermacher und Karnevalsschlager-Komponist
- Ebelhäuser, Kurt, deutscher Gitarrist und ProduzentKurt Ebelhäuser

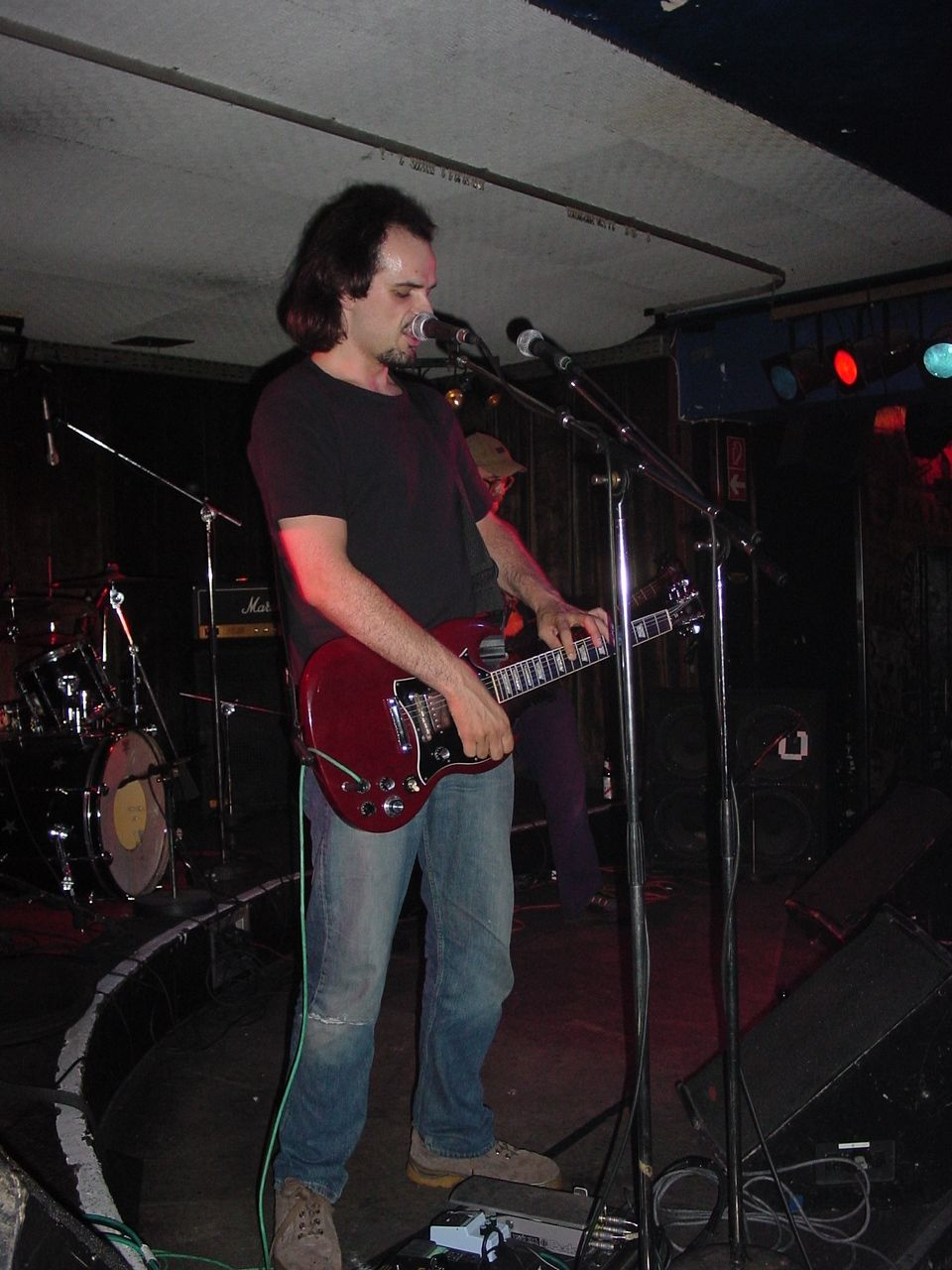
Kurt Ebelhäuser

- Ebeling Koning, Loes (* 2006), niederländische Tennisspielerin
- Ebeling, Adolf (1827–1896), deutscher Schriftsteller
- Ebeling, Alfred (1857–1931), deutscher Bankier
- Ebeling, Alfred (* 1906), deutscher Radrennfahrer
- Ebeling, Anna Maria (1767–1812), niederländische Zeichnerin und Kunstsammlerin
- Ebeling, August (1859–1935), deutscher Physiker und Ingenieur
- Ebeling, Christoph Daniel (1741–1817), Hamburger Aufklärer, Amerikanist, Pädagoge, Musikkritiker und Bibliothekar
- Ebeling, Dietrich (* 1950), deutscher Historiker
- Ebeling, Edith von (1908–1955), deutsche Kabarettistin, Bühnen- und Filmschauspielerin
- Ebeling, Elisabeth (1828–1905), deutsche Schriftstellerin
- Ebeling, Elisabeth (1946–2020), deutsche Schauspielerin
- Ebeling, Erich (1886–1955), deutscher Assyriologe
- Ebeling, Erich (1922–2011), deutscher Fußballspieler
- Ebeling, Ernst (1804–1851), deutscher Architekt, hannoverscher Baubeamter
- Ebeling, Ernst (1859–1932), deutscher Verwaltungsjurist und Kommunalpolitiker
- Ebeling, Ernst (1919–1991), deutscher Luftwaffenoffizier und Generalarzt der Luftwaffe
- Ebeling, Ferdinand (1878–1933), deutscher Landwirt
- Ebeling, Franz (1881–1941), deutscher Geologe und Verleger
- Ebeling, Georg (1853–1925), deutscher Bergmann und Pionier der deutschen Kalisalzindustrie
- Ebeling, Georg (1867–1950), deutscher Romanist und Mediävist
- Ebeling, Gerhard (1912–2001), deutscher evangelischer Kirchenhistoriker und Fundamentaltheologe
- Ebeling, Hans (1897–1968), deutscher Publizist
- Ebeling, Hans (1906–1967), deutscher Historiker und Geschichtsdidaktiker
- Ebeling, Hans (* 1939), deutscher Philosoph und Hochschullehrer
- Ebeling, Hans-Heinrich (1954–2016), deutscher Historiker und Archivar
- Ebeling, Hans-Wilhelm (1934–2021), deutscher Pfarrer und Politiker (DSU), MdV, Minister für wirtschaftliche Zusammenarbeit der DDRHans-Wilhelm Ebeling (1934–2021)

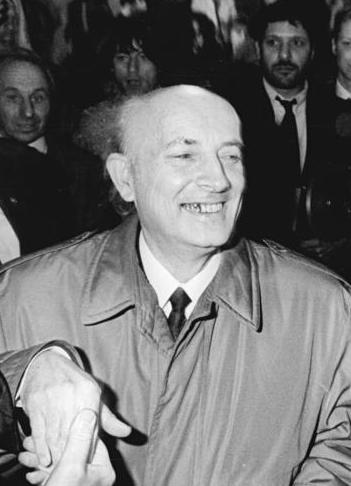
Hans-Wilhelm Ebeling (1934–2021)

- Ebeling, Heinrich († 1475), Ratsherr der Hansestadt Lübeck
- Ebeling, Heinrich (* 1840), deutscher Klassischer Philologe und Gymnasiallehrer
- Ebeling, Hermann (1852–1939), deutscher Landwirt und Politiker
- Ebeling, Hermann (1909–1980), deutsch-US-amerikanischer Pädagoge, Emigrant, Journalist, Aktivist der christlich-jüdischen Verständigung
- Ebeling, Hermann (1928–2000), deutscher Theaterschauspieler und Synchronsprecher
- Ebeling, Hermann (1935–2018), deutscher Autor von Science-Fiction-Hörspielen
- Ebeling, Johann Dietrich Philipp Christian (1753–1795), deutscher Arzt und Übersetzer
- Ebeling, Johann Georg (1637–1676), deutscher Komponist
- Ebeling, Jörn (1939–2006), deutscher Dichter
- Ebeling, Jürgen (* 1955), deutscher Fußballspieler
- Ebeling, Jutta (* 1946), deutsche Politikerin (Bündnis 90/Die Grünen)
- Ebeling, Karl Joachim (* 1949), deutscher Physiker und Hochschullehrer
- Ebeling, Karola (* 1935), deutsche Schauspielerin und Sängerin
- Ebeling, Klaus (1931–2011), deutscher Schauspieler
- Ebeling, Knut (* 1970), deutscher Philosoph, Medientheoretiker und Kunstkritiker
- Ebeling, Monika (* 1959), deutsche Sozialpädagogin
- Ebeling, Moritz († 1537), deutscher römisch-katholischer Geistlicher und Domherr am Lübecker Dom
- Ebeling, Nicolaus (1870–1939), deutscher Reeder
- Ebeling, Ralf Michael (* 1959), deutscher Ökonom, Professor für Betriebswirtschaftslehre
- Ebeling, Reinhold, deutscher Maler und Kirchenmaler sowie Restaurator
- Ebeling, Rudi (1921–2007), deutscher Maler und Grafiker
- Ebeling, Siegfried (1894–1963), deutscher Maler, Architekt und Architekturtheoretiker
- Ebeling, Thomas (* 1959), deutscher Manager
- Ebeling, Thomas (* 1975), deutscher Kommunalpolitiker (CSU) und JuristThomas Ebeling (* 1975)

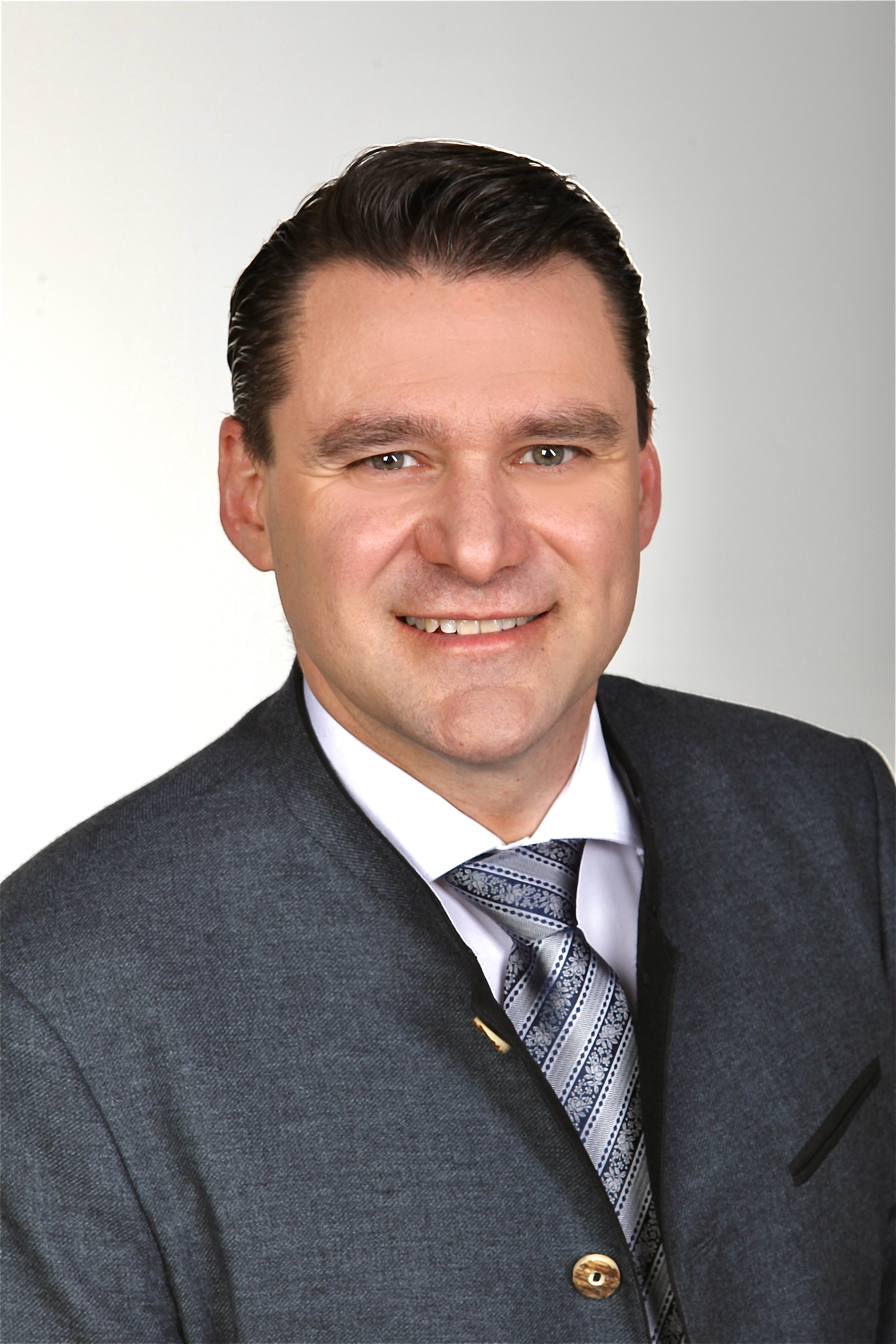
Thomas Ebeling (* 1975)

- Ebeling, Walter (1908–1988), deutscher Maler und Grafiker
- Ebeling, Werner (1913–2008), deutscher Generalmajor und Autor
- Ebeling, Werner (* 1936), deutscher theoretischer Physiker
- Ebeling, Wolfgang (* 1929), deutscher Drehbuchautor und Dramaturg
- Ebeling, Wolfgang (1951–2025), deutscher Mathematiker
- Ebell, Georg (1696–1770), Abt im Kloster Loccum
- Ebell, Georg August (1745–1824), deutscher Jurist, Postdirektor und Privatgelehrter
- Ebell, Heinrich Carl (1775–1824), deutscher Komponist, Musikdirektor, Musikschriftsteller, Jurist und Regierungsrat
- Ebell, Heinrich Christoph (1652–1727), deutscher Mathematiker, Mediziner, Herzoglich Braunschweig-Lüneburgischer Hof- und Leibarzt sowie Königlich Großbritannischer Leibarzt
- Ebell, Martin (1871–1944), deutscher Astronom
- Ebell, Myron (* 1953), US-amerikanischer Lobbyist
- Ebell, Paul Heinrich (1908–1998), deutscher Maler, Grafiker und Kunstpädagoge
- Ebell, Sina (* 1984), deutsche Schauspielerin
- Ebelmen, Jacques-Joseph (1814–1852), französischer Chemiker, Ingenieur und Autor
- Ebeloe, Walther (1896–1982), deutscher Klavier-, Cembalo-, Clavichord- und Orgelbauer
- Ebels, Dieter (* 1955), deutscher Schriftsteller
- Ebels, Gina (* 2004), deutsche Fußballspielerin
- Ebelseder, Sepp (1928–2014), österreichischer Journalist
- Ebelt, Christina (* 1979), deutsche Filmregisseurin und Drehbuchautorin
- Ebelt, Klaus-Jürgen (1922–1996), deutscher LDPD-Funktionär
- Ebelthite, Colin (* 1984), australischer Tennisspieler

#### Eben
- Eben und Brunnen, Friedrich Christian von (1773–1835), preußischer, britischer, portugiesischer und kolumbianischer Offizier
- Eben und Brunnen, Karl Adolf August von (1734–1800), preußischer General und Kommandeur des 2. Husaren-Regimentes
- Eben, Carl Theodor (1836–1909), deutscher Übersetzer
- Eben, Johann Georg (1795–1838), deutscher Beamter und Archivar
- Eben, Johannes von (1855–1924), preußischer General der Infanterie im Ersten WeltkriegJohannes von Eben (1855–1924)

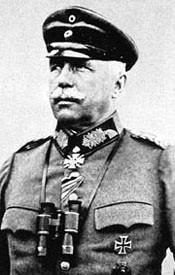
Johannes von Eben (1855–1924)

- Eben, Petr (1929–2007), tschechischer Komponist
- Eben, Wilhelm (1849–1924), preußischer Offizier, zuletzt Generalleutnant
- Ebenau, Carl (1800–1879), deutscher Bibliothekar
- Ebenauer, Maximilian (1819–1891), deutscher Textilhersteller
- Ebenbauer, Alfred (1945–2007), österreichischer Germanist
- Ebenbauer, Johannes (* 1963), österreichischer Organist, Chorleiter, Dirigent, Komponist und Kirchenmusiker
- Ebenbauer, Peter (* 1966), österreichischer Liturgiewissenschaftler
- Ebenberger, Elisabeth (* 1942), österreichische Schriftstellerin
- Ebenberger, Tobias (* 1990), deutscher Politiker (AfD)
- Ebenbichler, Gerhard (1896–1966), österreichischer Kaufmann und Politiker (VdU), Abgeordneter zum Nationalrat
- Ebenböck, Fritz (1901–1982), deutscher Politiker (NSDAP)
- Ebendorfer, Thomas (1388–1464), österreichischer Theologe, Universitätsprofessor und Geschichtsschreiber
- Ebéné, Tarek (* 1986), deutscher Rapper, Hip-Hop-Musiker und SängerTarek Ebéné (* 1986)

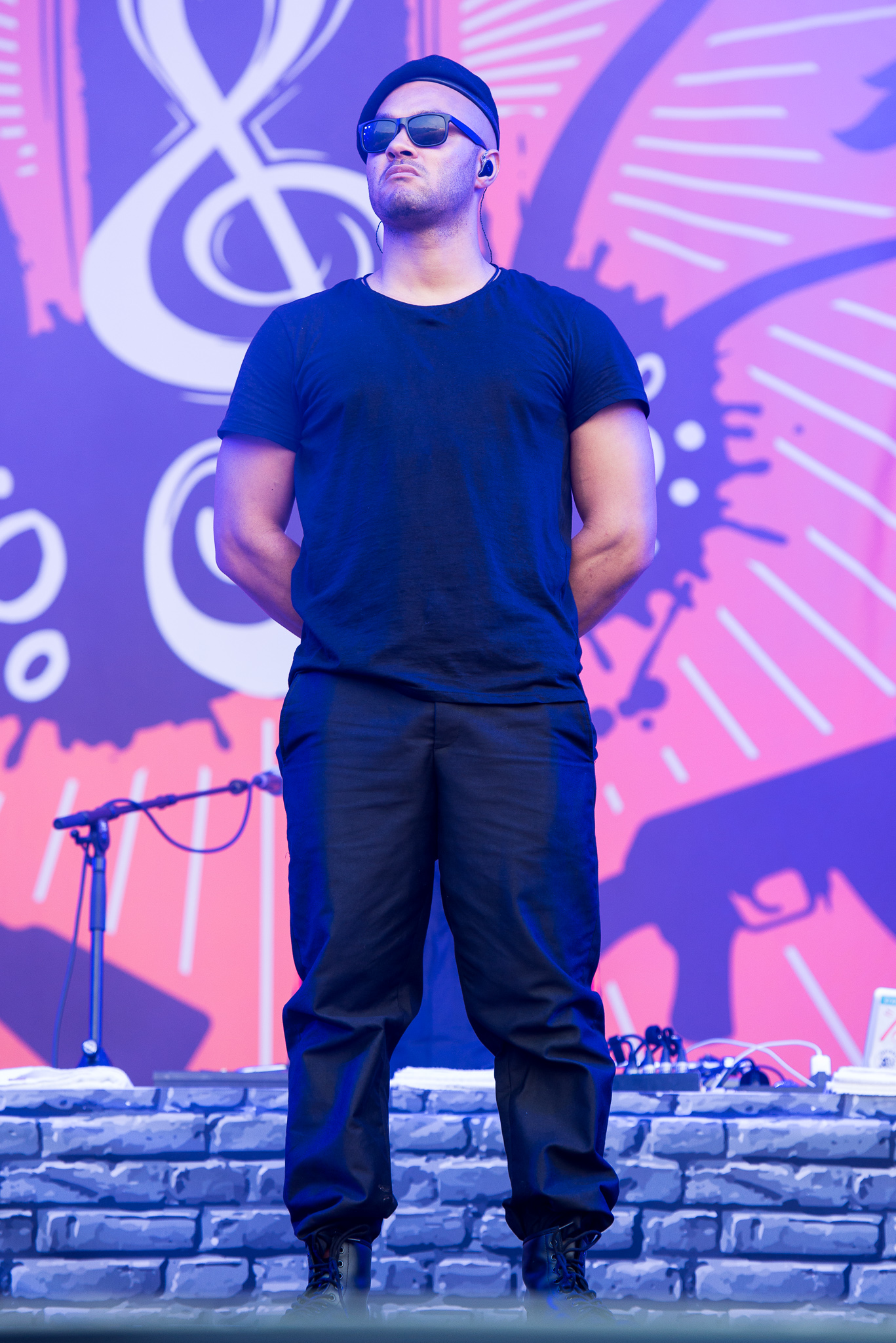
Tarek Ebéné (* 1986)

- Ebener, Dietrich (1920–2011), deutscher Altphilologe, Autor und Übersetzer
- Ebener, Volker (* 1944), deutscher Judoka und Unternehmer
- Ebeneser Þórarinsson (1932–2003), isländischer Skilangläufer
- Ebenfelt, Peter (* 1965), schwedischer Mathematiker
- Ebenführer, Emmerich (1857–1937), österreichischer Lehrer und Heimatforscher
- Ebengue, Justin Georges (* 1970), kamerunischer römisch-katholischer Geistlicher, Bischof von Yokadouma
- Ebenhech, Georg Franz († 1757), deutscher Bildhauer, Stuckateur, Elfenbeinschnitzer
- Ebenhoch von Hocheneben, Georg Franz (* 1653), Jurist und Burggraf, Pfleger und Verwalter
- Ebenhöch, Alberich (1666–1727), deutscher Rektor und Abt
- Ebenhoch, Alfred (1855–1912), österreichischer Politiker (katholische Volkspartei, CSP), Landtagsabgeordneter
- Ebenhoch, Fabian (* 1979), österreichischer Skispringer und Skisprungtrainer
- Ebenhöch, Franz Andreas (1789–1857), deutscher Politiker in der bayerischen Abgeordnetenkammer
- Ebenhöch, Friedrich (1714–1786), deutscher Jurist, würzburgischer Hof- und Konsistorialrat und Senior des Stadtmagistrats
- Ebenhofer, Mario (* 1992), österreichischer Fußballspieler
- Ebenhofer, Walter (* 1952), österreichischer Fotograf
- Ebenhöh, Horst (1930–2022), österreichischer Komponist und Musikerzieher
- Ebenhöh, Manfred (* 1948), deutscher Fußballspieler
- Ebenhöh, Oliver (* 1970), deutscher Biophysiker
- Ebenroth, Carsten Thomas (1943–2013), deutscher Rechtswissenschaftler
- Ebensperger, Karin (* 1955), chilenische Journalistin und Fernsehmoderatorin
- Ebensperger, Luz (* 1964), chilenische Senatorin
- Ebenstein, Julius (1901–1962), österreichisch-israelischer Violinist, Dirigent und Violinpädagoge
- Ebenstein, Thomas (* 1979), österreichischer Opernsänger der Stimmlage Tenor
- Ebenstein, Viktor (1888–1968), österreichischer Pianist und Musikpädagoge
- Ebenstein, William (1910–1976), austroamerikanischer Jurist und Politikwissenschaftler
- Ebenyo, Daniel Simiu (* 1995), kenianischer Leichtathlet

#### Eber
- Eber, August (1865–1937), deutscher Veterinär
- Eber, Bernd (1958–2021), österreichischer Internist mit Schwerpunkt Kardiologie und Angiologie
- Eber, Elk (1892–1941), deutscher Maler und Grafiker
- Eber, Heinrich (1915–2008), deutscher evangelischer Pfarrer und Bürgerrechtler
- Eber, Herbert W. (1928–2016), US-amerikanischer Psychologe
- Eber, Irene (1929–2019), israelische Sinologin
- Eber, Jacob, Buchdrucker
- Eber, Johannes (* 1971), deutscher Wirtschaftsjournalist
- Eber, Karlheinz (1927–2004), deutscher Autor, Generalsekretär des CVJM-Landesverband Bayern
- Eber, Paul (1511–1569), deutscher Theologe, Kirchenliederdichter und Reformator
- Eber, Ralph (* 1968), deutscher Eishockeyspieler
- Eber, Robert, US-amerikanischer Toningenieur
- Eber, Ruth (1899–1973), deutsche Tierärztin
- Eber, Wolfgang (1939–2021), deutscher Botaniker und Hochschullehrer

##### Ebera
- Eberan von Eberhorst, Robert (1902–1982), österreichischer Konstrukteur

##### Eberb
- Eberbach, Heinrich (1895–1992), deutscher General der Panzertruppe im Zweiten WeltkriegHeinrich Eberbach (1895–1992)

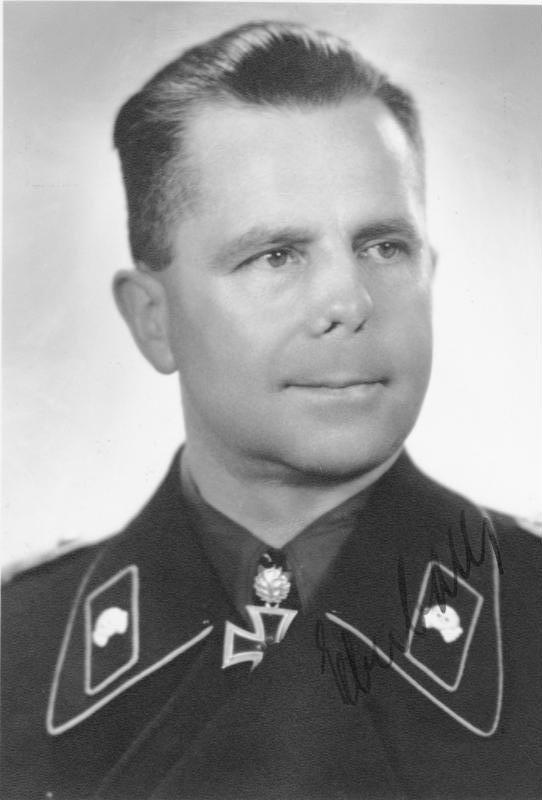
Heinrich Eberbach (1895–1992)

- Eberbach, Heinz-Eugen (1921–1982), deutscher U-Boot-Kommandant, Jurist und Kapitän zur See der Bundesmarine
- Eberbach, Heinz-Eugen (1946–2003), deutscher Flottillenadmiral der Deutschen Marine
- Eberbach, Otto (1865–1928), deutscher Forstmann
- Eberbach, Otto (1876–1935), deutscher Architekt und kommunaler Baubeamter
- Eberbach, Walther (1866–1944), deutscher Bildhauer, Maler, Grafiker, Medailleur und Ziseleur
- Eberbach-Born, Birgit (* 1954), deutsche Juristin

##### Eberd
- Eberdorfer, Siegfried (1927–1977), österreichischer Politiker (ÖVP), Landtagsabgeordneter, Mitglied des Bundesrates

##### Ebere
- Ēbere, Līva (* 2007), litauische Volleyball- und Beachvolleyballspielerin
- Eberenz, Johann Baptist (1723–1788), deutscher Mathematiker und Ingenieur

##### Eberf
- Eberflus, Matt (* 1970), US-amerikanischer American-Football-Trainer

##### Eberg
- Ebergisl von Minden († 950), Bischof von Minden

##### Eberh
- Eberhard, Abt des Klosters Waldsassen
- Eberhard, Zisterzienserabt
- Eberhard († 1079), Bischof von Naumburg-Zeitz
- Eberhard († 1304), Pfalzgraf von Tübingen
- Eberhard († 939), Herzog von Franken und Lothringen
- Eberhard, Herzog von Bayern (937–938)
- Eberhard (1535–1570), Graf zu Hohenlohe-Waldenburg
- Eberhard der Schwabe († 1167), Bischof von Regensburg
- Eberhard I. († 1047), Bischof von Augsburg (1029–1047)
- Eberhard I. († 1277), Bischof von Worms
- Eberhard I. († 1311), Graf und Herrscher der Grafschaft Katzenelnbogen
- Eberhard I. († 1040), Bischof von Bamberg
- Eberhard I. (1265–1325), Graf von Württemberg (1279–1325)
- Eberhard I. († 1391), Adliger
- Eberhard I. († 1494), deutscher Graf
- Eberhard I. (1445–1496), Graf und später Herzog von WürttembergEberhard I. (1445–1496)

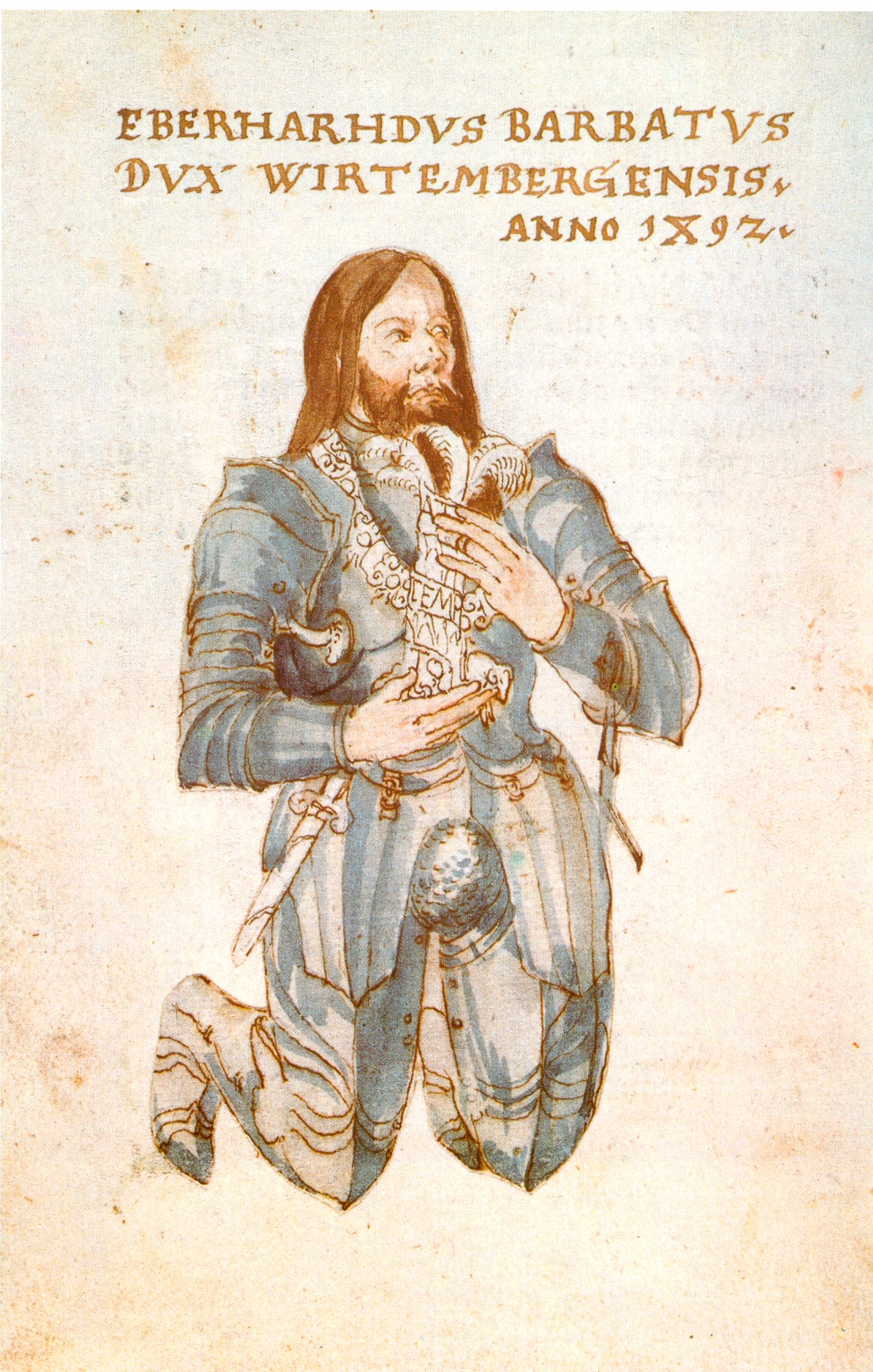
Eberhard I. (1445–1496)

- Eberhard I. von Berg-Altena († 1180), Graf von Berg-Altena (1161–1180)
- Eberhard I. von der Marck-Arenberg, Domherr, später Graf von Arenberg
- Eberhard I. von der Mark († 1308), Vogt zu Essen, Graf von Mark, Graf von Altena
- Eberhard I. von Hildrizhausen († 1112), Fürstbischof von Eichstätt
- Eberhard I. von Kapellen, Hauptmann zu Enns
- Eberhard I. von Konstanz († 1046), Bischof von Konstanz (1034–1046)
- Eberhard II., Graf von Ebersberg; Markgraf von Krain; Vogt von Ebersberg und Geisenfeld
- Eberhard II. († 1392), Graf von Württemberg (1344–1392)
- Eberhard II. († 1394), Graf von Zweibrücken
- Eberhard II. († 1443), Adliger
- Eberhard II. († 1504), Graf von Württemberg-Stuttgart und Herzog von WürttembergEberhard II. († 1504)

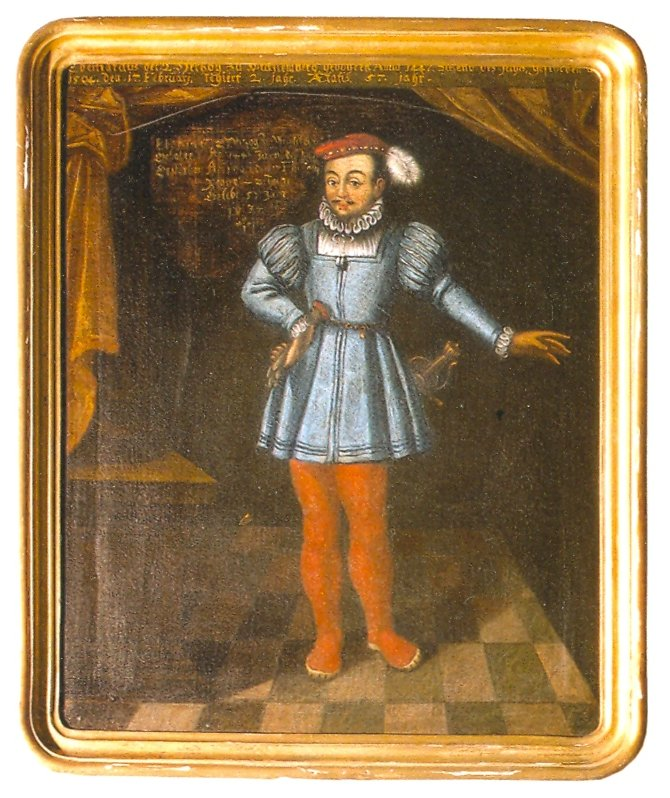
Eberhard II. († 1504)

- Eberhard II. von der Marck-Arenberg, Graf von Arenberg
- Eberhard II. von Hirnheim (1494–1560), Fürstbischof von Eichstätt
- Eberhard II. von Kirchberg († 1413), Bischof von Augsburg
- Eberhard II. von Otelingen († 1170), Bischof von Bamberg
- Eberhard II. von Varendorff (1268–1303), Ritter, sowie Iburger Burg- und Lehnsmann der Bischöfe von Osnabrück
- Eberhard II. von Waldburg († 1274), Fürstbischof von Konstanz (1248–1274)
- Eberhard III. († 1417), Graf von Württemberg (1392–1417)
- Eberhard III. (1614–1674), Herzog von Württemberg (1628–1674)
- Eberhard III. von Breuberg († 1323), Landvogt der Wetterau
- Eberhard III. von Neuhaus († 1427), Salzburger Erzbischof
- Eberhard IV. (1388–1419), Graf von Württemberg (1417–1419)
- Eberhard IV. von Schlüsselberg († 1283), Stifter von Kloster Schlüsselau
- Eberhard IV. von Walsee († 1325), Landrichter ob der Enns
- Eberhard Ludwig (1676–1733), Herzog von WürttembergEberhard Ludwig (1676–1733)

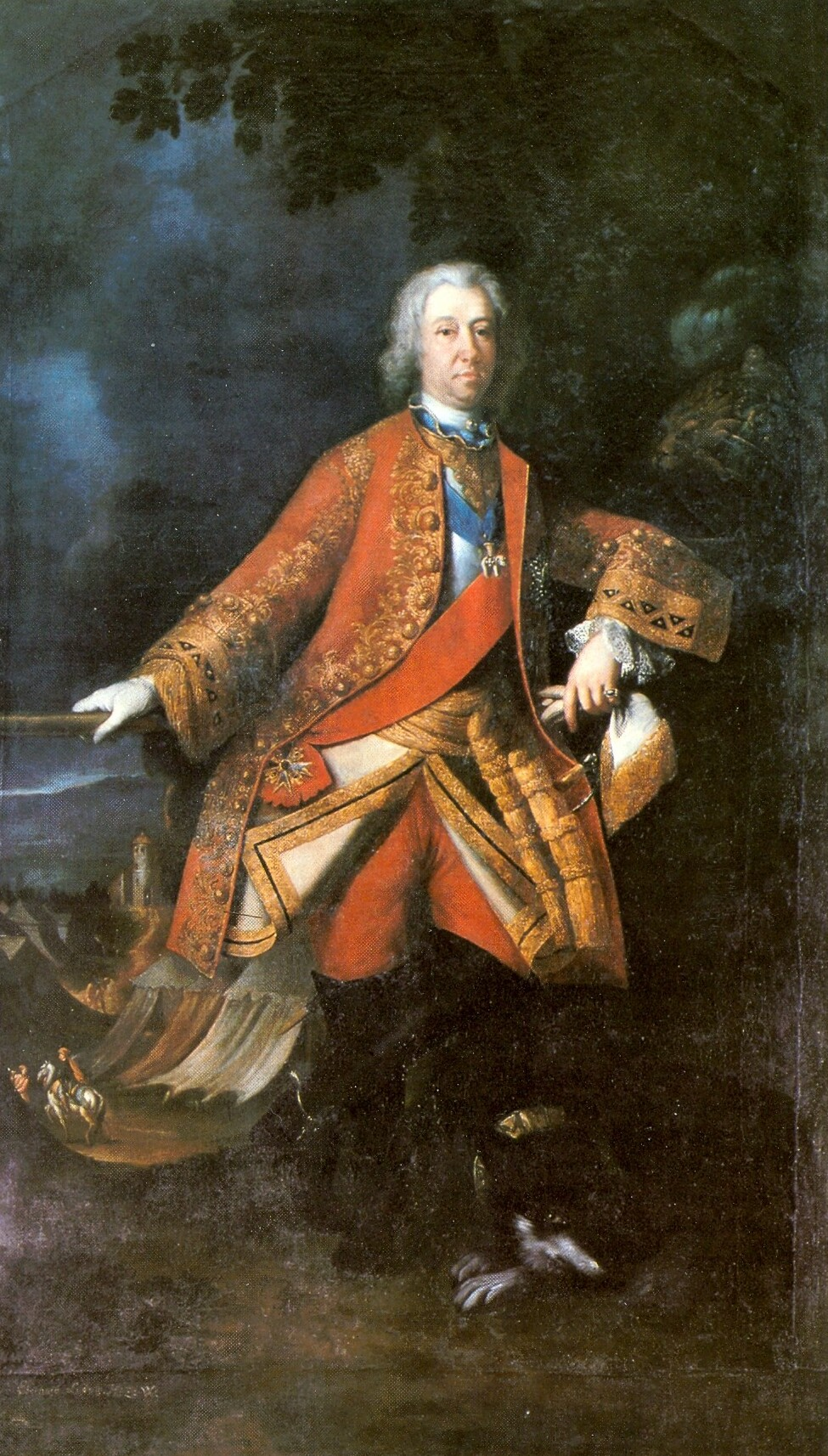
Eberhard Ludwig (1676–1733)

- Eberhard Sachs († 1319), Stiftspropst von Berchtesgaden
- Eberhard V. von Walsee († 1371), Hauptmann ob der Enns
- Eberhard VI. von Nellenburg, Graf von Nellenburg, Graf im Zürichgau und Neckargau
- Eberhard VIII. von Walsee († 1363), Landeshauptmann der Steiermark
- Eberhard von Alen († 1342), Bürgermeister der Hansestadt Lübeck
- Eberhard von Aquileia († 1048), Patriarch von Aquileja
- Eberhard von Attendorn († 1399), deutscher Bischof von Lübeck
- Eberhard von Biburg († 1164), Erzbischof von Salzburg
- Eberhard von Einsiedeln († 958), Mitbegründer und erster Abt des Klosters Einsiedeln
- Eberhard von Elsass († 747), Graf im Elsass
- Eberhard von Entringen, deutscher Dekan und Kanoniker in Straßburg
- Eberhard von Friaul (810–866), Markgraf von Friaul
- Eberhard von Fürstenberg († 1127), Bischof von Straßburg
- Eberhard von Gandersheim, Verfasser der Gandersheimer Reimchronik
- Eberhard von Gemmingen, Abt im Stift Sinsheim
- Eberhard von Holle († 1586), Bischof von Lübeck
- Eberhard von Kumbd (1165–1191), Seliger Subdiakon
- Eberhard von Monheim, Landmeister von Livland des Deutschen Ordens
- Eberhard von Neisse († 1326), Bischof von Ermland
- Eberhard von Randeck († 1372), Domdekan und erwählter Bischof von Speyer
- Eberhard von Regensberg († 1246), Erzbischof von Salzburg, Bischof von BrixenEberhard von Regensberg († 1246)

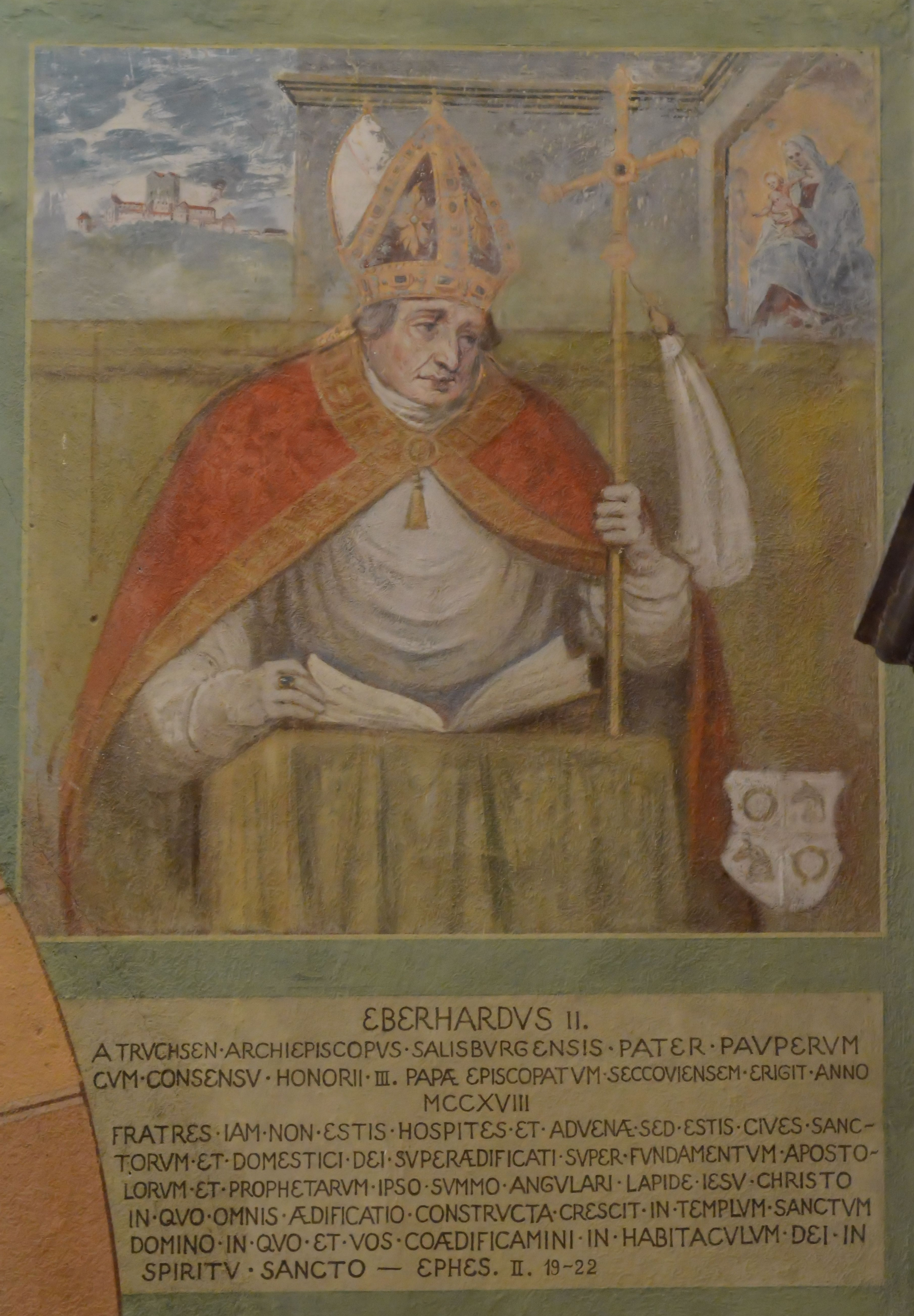
Eberhard von Regensberg († 1246)

- Eberhard von Reischach († 1491), Abt im Kloster St. Blasien
- Eberhard von Rodenstein († 1315), Fürstabt des Klosters Fulda
- Eberhard von Rohrdorf, Abt der Reichsabtei Salem
- Eberhard von Sax, Adliger, Freiherr und Minnesänger
- Eberhard von Strahlenberg († 1293), Bischof von Worms
- Eberhard von Trier († 1066), Erzbischof von Trier
- Eberhard von Virneburg, Ordensgeistlicher, Deutschordenskomtur von Ramersdorf
- Eberhard von Wurmlingen, Ministeriale der Pfalzgrafen von Tübingen
- Eberhard Zmol, markgräflicher Rat und Protonotarius in Brandenburg, Propst von Stolpe und Berlin
- Eberhard, Anton (1892–1967), deutscher Politiker (FDP), MdL, MdB
- Eberhard, August (1941–2016), österreichischer Politiker (ÖVP), Landtagsabgeordneter, Mitglied des Bundesrates
- Eberhard, August Gottlob (1769–1845), deutscher Dichter und Schriftsteller
- Eberhard, Bernhard (1795–1860), kurhessischer Innenminister
- Eberhard, Bettina (* 1972), Schweizer Filmregisseurin und Künstlerin
- Eberhard, Christian (1787–1854), deutscher Landwirt, Gastwirt und Politiker
- Eberhard, Christian (1886–1973), deutscher Kommunalpolitiker
- Eberhard, Christoph (1675–1750), deutscher Geograph und Prediger
- Eberhard, Daniel († 1710), deutsch-baltischer Orientalist
- Eberhard, Daniel Mark (* 1976), deutscher Musikdidaktiker und Jazzmusiker
- Eberhard, David (* 1966), schwedischer Psychiater und Autor
- Eberhard, Dennis (1943–2005), US-amerikanischer Komponist und Musikpädagoge
- Eberhard, Engelbert (1893–1958), deutscher Augustinermönch
- Eberhard, Ennichen, Mätresse des Grafen Ulrich II. von Ostfriesland
- Eberhard, Ernst (1901–1978), Schweizer Schriftsteller und Maler
- Eberhard, Ernst Friedrich (1809–1868), deutscher Lehrer, Biologe und Altphilologe
- Eberhard, Ernst Hans (1866–1945), deutscher Studentenhistoriker
- Eberhard, Franz (1944–2014), Schweizer Architekt und Stadtbaumeister
- Eberhard, Friedrich (1782–1835), nassauischer Politiker
- Eberhard, Fritz (1896–1982), deutscher Politiker (SPD), MdL
- Eberhard, Georgius († 1519), Abt im Kloster St. Blasien
- Eberhard, Gerold (1824–1880), Schweizer Lehrer und Autor
- Eberhard, Gundi (* 1966), deutsche Schauspielerin und Synchronsprecherin
- Eberhard, Gustav (1805–1880), deutscher Architekt und Baubeamter des Herzogtums Sachsen-Coburg und Gotha
- Eberhard, Gustav (1867–1940), deutscher Astronom
- Eberhard, Hans (1861–1940), deutscher Richter, zuletzt Präsident des Oberlandesgerichts Rostock
- Eberhard, Harald (* 1978), österreichischer Jurist und Universitätsprofessor
- Eberhard, Heinrich (1884–1973), deutscher Maler
- Eberhard, Hermann (1852–1908), deutscher Unternehmer in Patagonien
- Eberhard, Igor (* 1973), deutscher Anthropologe
- Eberhard, Jacob Heinrich (1775–1838), nassauischer Politiker
- Eberhard, Jacques (1919–2009), französischer Politiker (FKP), Résistancekämpfer, Abgeordneter und Bürgermeister von Gonfreville-l’Orcher
- Eberhard, Johann († 1630), deutscher Mediziner
- Eberhard, Johann August (1739–1809), deutscher Philosoph
- Eberhard, Johann Peter (1727–1779), deutscher Arzt, Theologe, Mathematiker und Physiker
- Eberhard, Johann Richard (1739–1813), süddeutscher Rokokobildhauer
- Eberhard, Jörg (* 1956), deutscher Maler
- Eberhard, Julian (* 1986), österreichischer Biathlet
- Eberhard, Karl (1820–1907), deutscher Maurermeister und Architekt
- Eberhard, Kaspar (1523–1575), deutscher lutherischer Theologe und Pädagoge
- Eberhard, Klaus (1940–2021), deutscher Kernphysiker, Galerist, Kunstsammler und Hotelier
- Eberhard, Klaus (* 1956), österreichischer Skirennläufer
- Eberhard, Klaus (* 1957), deutscher Tennisspieler
- Eberhard, Konrad (1768–1859), deutscher Bildhauer und Maler
- Eberhard, Kurt (1874–1947), deutscher Generalmajor im Zweiten Weltkrieg, SS-Führer
- Eberhard, Kurt (1938–2008), deutscher Hochschullehrer, Psychologe, Psychotherapeut, Sozialwissenschaftler und Autor
- Eberhard, Marie (1897–1975), deutsche Malerin
- Eberhard, Markus H. (* 1966), deutscher Schauspieler, Sänger und Coach
- Eberhard, Martin (* 1960), US-amerikanischer Elektroingenieur und UnternehmerMartin Eberhard (* 1960)

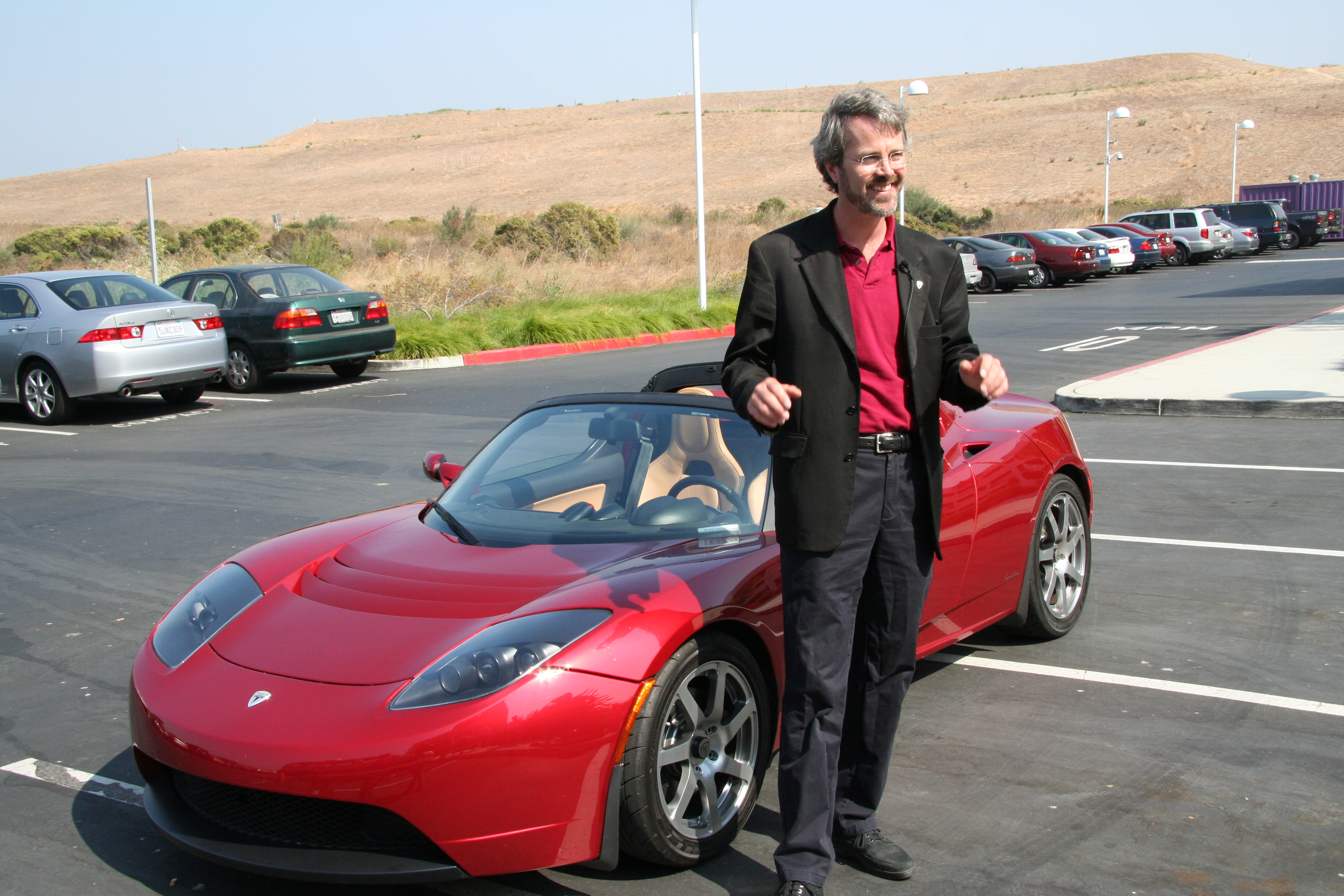
Martin Eberhard (* 1960)

- Eberhard, Matthias (1815–1876), deutscher Geistlicher und Bischof von Trier (1867–1876)
- Eberhard, Matthias (1871–1944), preußischer Verwaltungsjurist, Landrat
- Eberhard, Melchior (1701–1777), deutscher Barockbildhauer
- Eberhard, Otto (1875–1966), deutscher evangelischer Theologe und Religionspädagoge
- Eberhard, Paul Hans (1917–1983), Schweizer Bobsportler
- Eberhard, Peter (* 1966), deutscher Maschinenbauingenieur und Hochschullehrer
- Eberhard, Roger (* 1984), Schweizer Fotograf
- Eberhard, Rosa (1910–1944), österreichische kommunistische Widerstandskämpferin
- Eberhard, Rudolf (1891–1965), deutscher Politiker (SPD/SED), Oberbürgermeister der Stadt Magdeburg
- Eberhard, Rudolf (1914–1998), deutscher Politiker (CSU), MdL und Volkswirt
- Eberhard, Sepp (1917–1986), österreichischer Beamter und Politiker (SPÖ), Abgeordneter zum Nationalrat, Mitglied des Bundesrates
- Eberhard, Silke (* 1972), deutsche Jazzmusikerin
- Eberhard, Simone (* 1922), Schweizer Lyrikerin und Schriftstellerin
- Eberhard, Tobias (* 1985), österreichischer Biathlet
- Eberhard, Winfried (* 1941), deutscher Historiker
- Eberhard, Wolfgang (* 1967), österreichischer Fußballspieler und Trainer
- Eberhard, Wolfram (1909–1989), deutscher Sinologe und Ethnologe
- Eberhard-Halter, Barbara (* 1945), Schweizer Politikerin (zuerst LdU, später CVP)
- Eberhard-Schobacher, Else (1887–1955), deutsche Autorin
- Eberhardine Sophie von Oettingen-Oettingen (1666–1700), Fürstin von Ostfriesland
- Eberhardsteiner, Josef (* 1957), österreichischer Bauingenieur und Werkstoffwissenschaftler
- Eberhardt, Andreas (* 1962), deutscher Sozialwissenschaftler
- Eberhardt, Andrei Awgustowitsch (1856–1919), russischer Admiral
- Eberhardt, Annika (* 1992), deutsche Fußballspielerin
- Eberhardt, Caleb (* 1990), US-amerikanischer Schauspieler
- Eberhardt, Carl (1877–1932), deutscher Hochschullehrer für Luftschifffahrt und Flugtechnik
- Eberhardt, Christian (1857–1939), Vorstandsmitglied von Knorr
- Eberhardt, Cornelius (1932–2011), deutscher Dirigent, Generalmusikdirektor und Präsident der Hochschule für Musik und Theater München
- Eberhardt, Dorothee (* 1952), deutsche Komponistin und Musikpädagogin
- Eberhardt, Elisabeth (1885–1952), deutsche Politikerin (DDP)
- Eberhardt, Friedrich (1895–1971), deutscher Maler, Grafiker und Kunsthandwerker
- Eberhardt, Friedrich-Georg (1892–1964), deutscher Generalleutnant im Zweiten Weltkrieg
- Eberhardt, Hans (1908–1999), deutscher Archivar und Historiker
- Eberhardt, Hans (1919–2006), deutscher Fußballspieler
- Eberhardt, Hans-Jürgen (1936–2017), deutscher Radiologe und Strahlentherapeut
- Eberhardt, Hans-Jürgen (* 1958), deutscher römisch-katholischer Geistlicher und Prälat
- Eberhardt, Hansmartin (* 1966), deutscher Jazzmusiker
- Eberhardt, Heinrich (1919–2003), deutscher Maler, Graphiker und Kunstpädagoge
- Eberhardt, Heinrich von (1821–1899), preußischer Generalmajor und Kommandeur der 38. Infanterie-Brigade
- Eberhardt, Heinz (1950–2005), deutscher Grafiker
- Eberhardt, Henri (1913–1976), französischer Kanute
- Eberhardt, Hugo (1874–1959), deutscher Architekt
- Eberhardt, Hugo (* 1948), österreichischer Manager
- Eberhardt, Ida (1888–1974), deutsche Pädagogin
- Eberhardt, Isabelle (1877–1904), schweizerisch-französische Abenteuerin, Reiseschriftstellerin und JournalistinIsabelle Eberhardt (1877–1904)

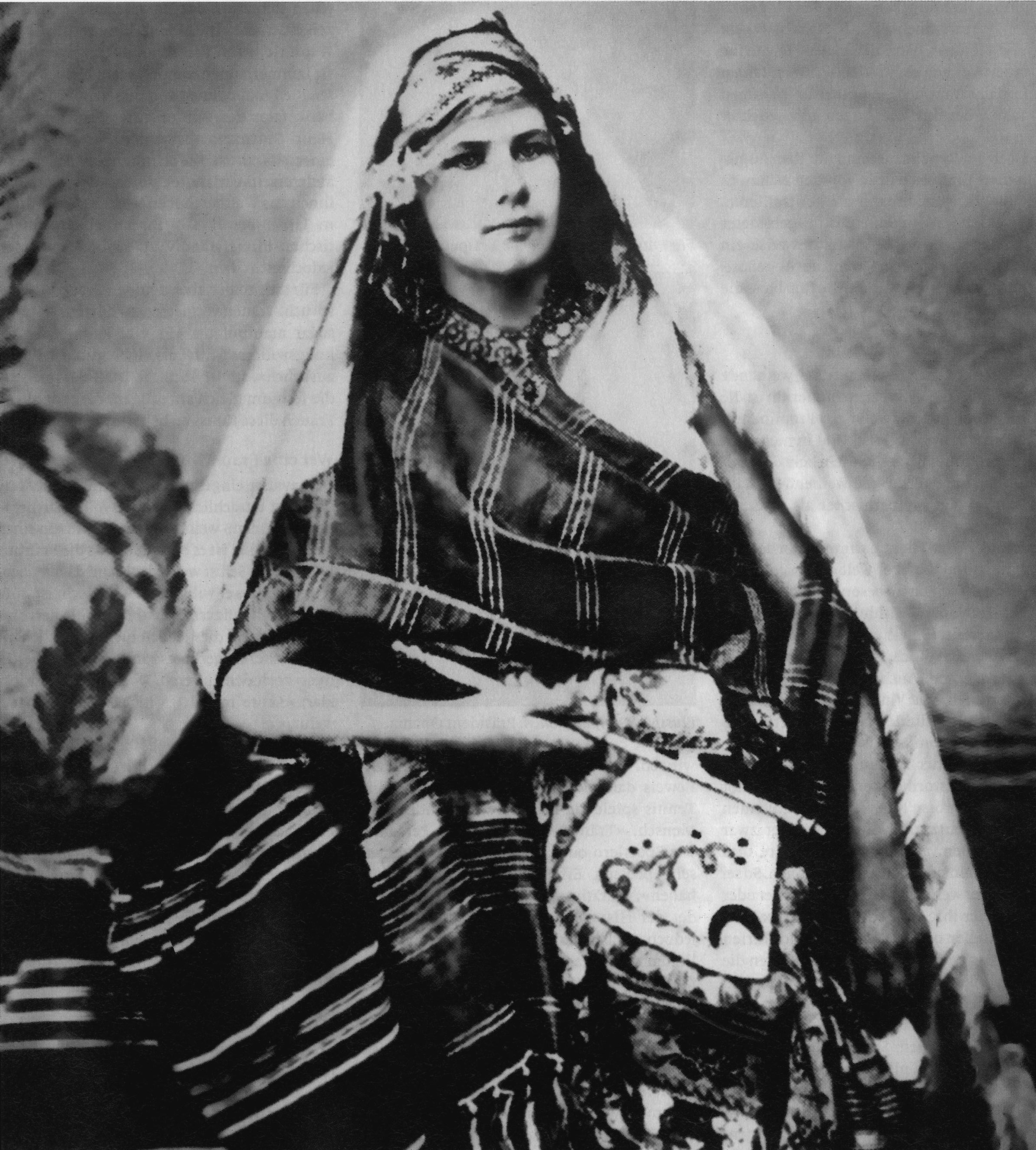
Isabelle Eberhardt (1877–1904)

- Eberhardt, Julius (1936–2012), österreichischer Bauunternehmer und Architekt
- Eberhardt, Jürgen (* 1943), deutscher Architekt, Denkmalpfleger und Hochschullehrer
- Eberhardt, Karl (1884–1980), württembergischer Beamter, MdL
- Eberhardt, Karl (1887–1973), deutscher Jurist und Politiker (FDP), MdL
- Eberhardt, Karl (1894–1978), deutscher Manager bei Krupp, verurteilter Kriegsverbrecher
- Eberhardt, Kjell (* 1961), deutscher Politiker, Staatssekretär in Thüringen
- Eberhardt, Klaus (1933–2010), deutscher Szenenbildner
- Eberhardt, Klaus (* 1948), deutscher Manager und Aufsichtsratsvorsitzender der MTU Aero Engines
- Eberhardt, Klaus (* 1956), deutscher Kommunalpolitiker der SPD, Oberbürgermeister von Rheinfelden (Baden)Klaus Eberhardt (* 1956)

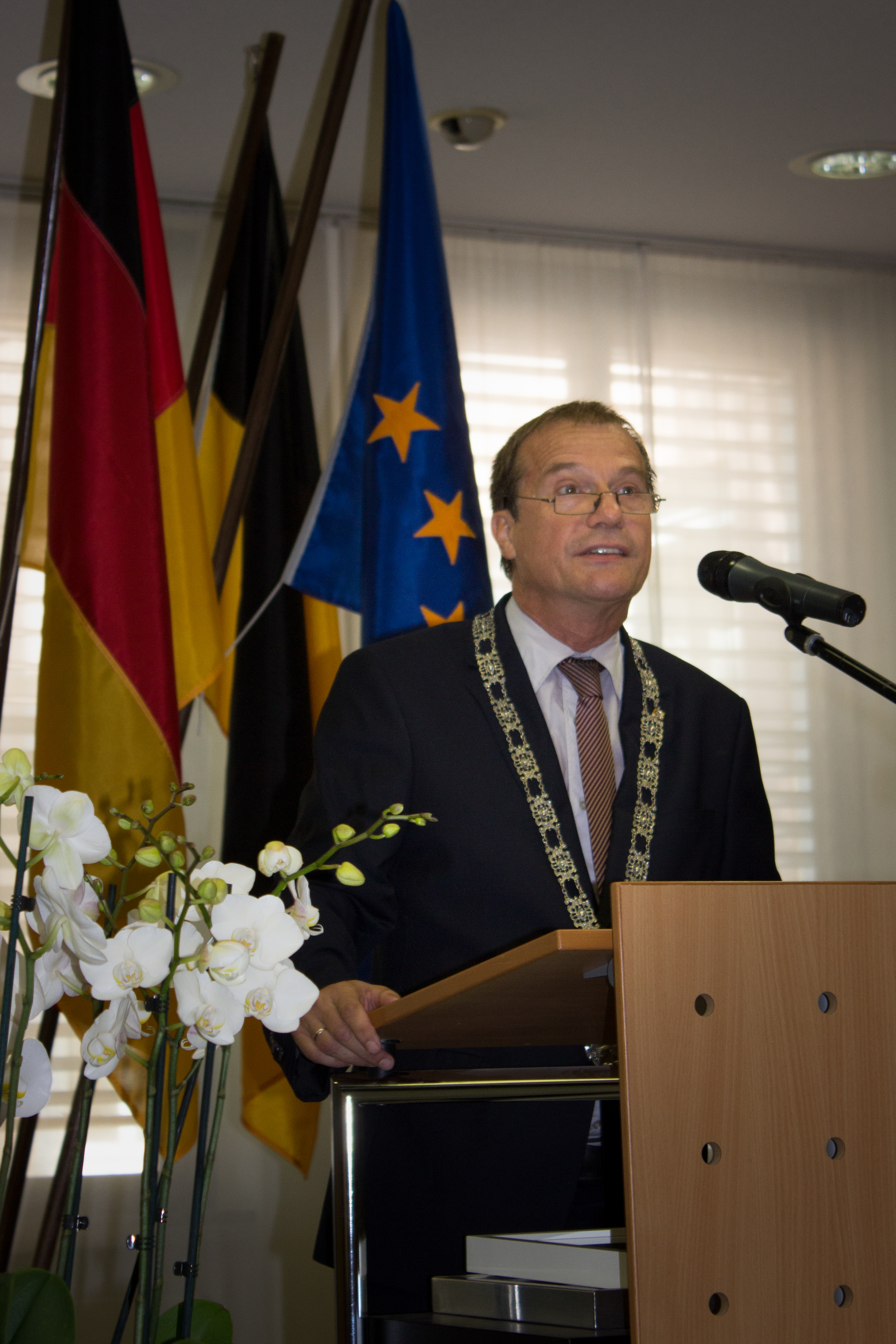
Klaus Eberhardt (* 1956)

- Eberhardt, Lydia (1913–1997), deutsche Speerwerferin und Fünfkämpferin
- Eberhardt, Magnus von (1855–1939), preußischer General der Infanterie im Ersten Weltkrieg
- Eberhardt, Margarete (1886–1958), deutsche Psychologin und Philosophin
- Eberhardt, Markus (* 1994), deutscher Eishockeyspieler
- Eberhardt, Martin (* 1975), österreichischer Fußballspieler
- Eberhardt, Max (* 1994), kanadischer Snowboarder
- Eberhardt, Norma (1929–2011), US-amerikanische Schauspielerin
- Eberhardt, Otto (1890–1939), deutscher Manager und Wehrwirtschaftsführer
- Eberhardt, Otto (1930–2019), deutscher Maler und Grafiker
- Eberhardt, Robert (* 1987), deutscher Verleger, Galerist und Autor
- Eberhardt, Sheldon (* 1995), deutscher Basketballspieler
- Eberhardt, Siegfried (1883–1960), deutscher Geiger
- Eberhardt, Stefan (* 1985), deutscher Mittelstreckenläufer
- Eberhardt, Verena (* 1994), österreichische Radsportlerin
- Eberhardt, Walter (1895–1981), deutscher Klassischer Philologe
- Eberhardt, Walter Heinrich (1902–1980), deutscher Pädagoge, Seminardirektor, Kirchenhistoriker
- Eberhardt, Walter von (1862–1944), deutscher Generalleutnant, Inspekteur der Fliegertruppen
- Eberhardt, Wilhelm von (1791–1867), preußischer Generalleutnant
- Eberhardt, Wolfgang (1928–2020), deutscher Oberst im Ministerium für Staatssicherheit (MfS) der DDR
- Eberhardt-Bürck, Adelheid (1836–1914), deutsche Schriftstellerin
- Eberhardt-Halász, Anna (* 1982), Schweizer Duathletin und Triathletin
- Eberhart von Landshut, Küchenmeister und Kochbuchautor
- Eberhart, Adolf (* 1935), deutscher Diplomat
- Eberhart, Adolph Olson (1870–1944), US-amerikanischer Politiker
- Eberhart, Mignon G. (1899–1996), US-amerikanische Krimiautorin
- Eberhart, Ralph E. (* 1946), US-amerikanischer General der United States Air Force
- Eberhart, Reinhard (* 1959), österreichischer Unternehmer, Aktionist, Parteigründer, Verleger
- Eberhart, Richard (1904–2005), US-amerikanischer Schriftsteller
- Eberhart, Serafin (1844–1921), österreichischer Bildhauer
- Eberhart-Rogenmoser, Hans (1956–2023), Schweizer Militärhistoriker
- Eberharter, Herman P. (1892–1958), US-amerikanischer Politiker
- Eberharter, Stephan (* 1969), österreichischer Skirennläufer
- Eberharter, Wilfried (* 1980), österreichischer Skispringer
- Eberhartinger, Klaus (* 1950), österreichischer Sänger, Schauspieler und ModeratorKlaus Eberhartinger (* 1950)

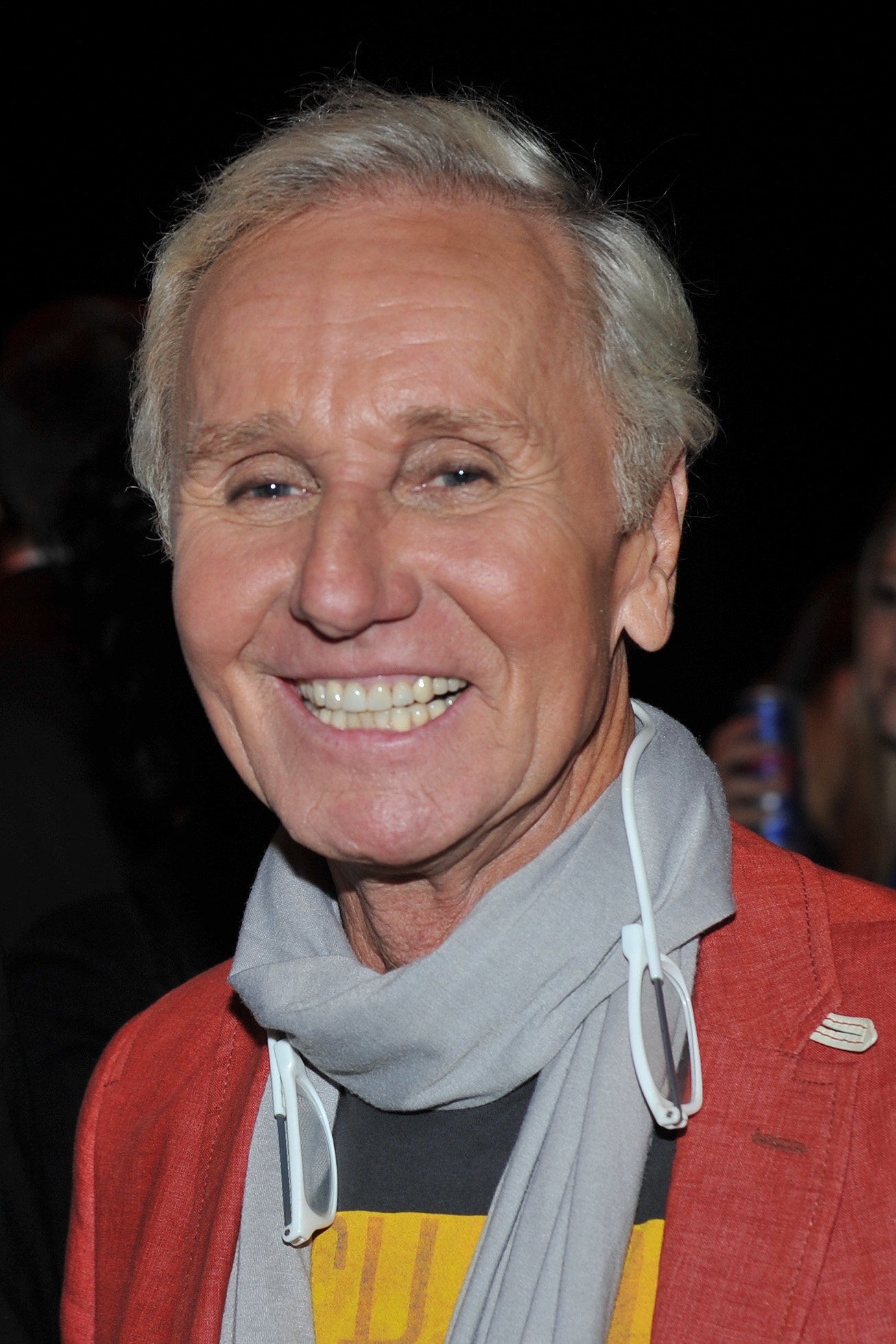
Klaus Eberhartinger (* 1950)

##### Eberi
- Eberius, Hans (1870–1950), deutscher Konteradmiral der Reichsmarine

##### Eberl
- Eberl, Alois (* 1986), österreichischer Jazzmusiker (Posaune, Akkordeon)
- Eberl, Anton (1765–1807), österreichischer Pianist und Komponist
- Eberl, Bartholomäus (1883–1960), deutscher Priester, Geograph, Volkskundler und Heimatpfleger
- Eberl, Christian (* 1954), deutscher Forstwissenschaftler und Politiker (FDP), MdB
- Eberl, Dieter G. (1929–2013), deutscher Schriftsteller
- Eberl, Elisabeth (* 1988), österreichische Speerwerferin
- Eberl, Georg (1936–2023), deutscher Eishockeyspieler
- Eberl, Harald (1902–1990), deutsch-österreichischer Jurist
- Eberl, Immo (* 1947), deutscher Historiker und Hochschullehrer
- Eberl, Inge (* 1964), deutsche Pflegewissenschaftlerin
- Eberl, Iris (* 1958), deutsche Politikerin (CSU)
- Eberl, Irmfried (1910–1948), deutsch-österreichischer Arzt und NSDAP-Mitglied
- Eberl, Josef (1947–2019), österreichischer Tischtennisspieler
- Eberl, Josef Wolfgang (1818–1857), bayerischer Gymnasialprofessor für katholische Theologie
- Eberl, Luke (* 1986), US-amerikanischer Filmschauspieler
- Eberl, Markus (* 1979), deutscher Eishockeyspieler
- Eberl, Martina (* 1981), deutsche Golf-Spielerin
- Eberl, Matthias (* 1975), deutscher Journalist
- Eberl, Max (* 1973), deutscher Fußballspieler und -funktionärMax Eberl (* 1973)

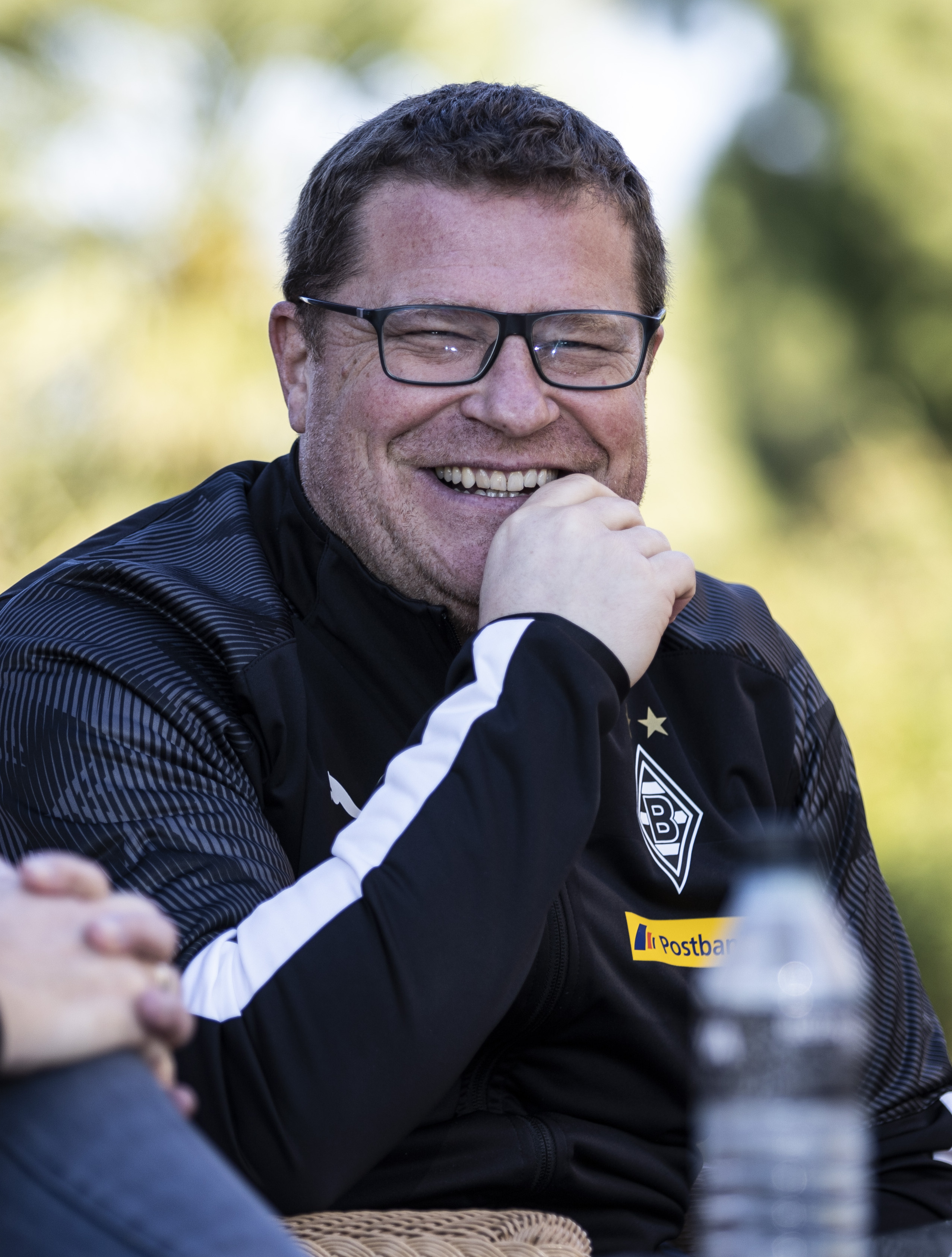
Max Eberl (* 1973)

- Eberl, Michael (1924–2021), deutscher Architekt
- Eberl, Otto (1901–1980), deutscher Diplomat
- Eberl, Reinhard (* 1981), österreichischer Skispringer
- Eberl, Rolf (* 1941), österreichischer Radrennfahrer
- Eberl, Roswitha (* 1958), deutsche Kanutin
- Eberl, Sebastian (1909–1982), deutscher Lagerführer des Konzentrationslagers „MI“ bei Mettenheim und stellvertretender Lagerführer des Konzentrationslagers Allach
- Eberl, Ulrich (* 1962), deutscher Physiker sowie Wissenschafts- und Technologiejournalist
- Eberl, Ute (* 1962), deutsche Theologin
- Eberl, Willy (1899–1947), Maler und Kunstsammler
- Eberl, Yorma (* 1957), Gründer der Systemgastronomiekette Yorma’s
- Eberl-Borges, Christina (* 1962), deutsche Rechtswissenschaftlerin und Universitätsprofessorin
- Eberl-Ruf, Kathrin (* 1962), deutsche Musikwissenschaftlerin und Professorin für Musikwissenschaft
- Eberle, Adam (1804–1832), deutscher Historienmaler und Lithograf der Romantik
- Eberle, Adolf (1843–1914), deutscher Maler
- Eberle, Adolf (1886–1976), deutscher Moraltheologe
- Eberle, Aloisia (* 1889), deutsche Politikerin (BVP), MdL
- Eberle, Beat (* 1953), Schweizer Schriftsteller, Buchhändler und Verlagsvertreter
- Eberle, Beat (* 1960), Schweizer Berufsoffizier (Brigadier)
- Eberle, Benjamin (* 1963), liechtensteinischer Skilangläufer
- Eberle, Carl (1879–1964), deutscher Politiker und Bürgermeister von Waldkirch
- Eberle, Carl-Eugen (* 1946), deutscher Medienrechtler und Hochschullehrer
- Eberle, Christoph (1869–1929), deutscher Maschinenbauingenieur und Hochschullehrer
- Eberle, Dieter (1927–1994), deutscher Journalist in der Deutschen Demokratischen Republik (DDR)
- Eberle, Dietmar (* 1952), österreichischer Architekt
- Eberle, Dominik (* 1996), deutscher American-Football-Spieler
- Eberle, Doraja (* 1954), österreichische Landespolitikerin der ÖVPDoraja Eberle (* 1954)

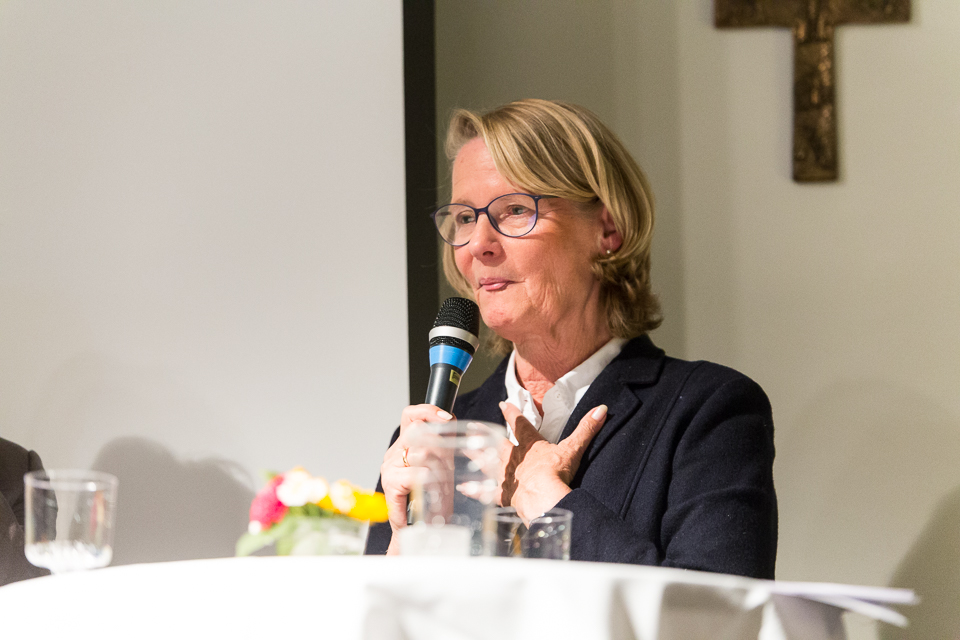
Doraja Eberle (* 1954)

- Eberle, Edward W. (1864–1929), US-amerikanischer Admiral; Chief of Naval Operations (1923–1927)
- Eberle, Elisabeth (* 1963), Schweizer Künstlerin
- Eberle, Elise (* 1993), US-amerikanische Schauspielerin und Model
- Eberle, Emilia (* 1964), rumänische Kunstturnerin
- Eberle, Eugen (1908–1996), deutscher Werkzeugmacher, Gewerkschafter und Politiker (KPD, parteilos)
- Eberle, Ewald (* 1933), liechtensteinischer Skirennläufer
- Eberle, Fabian (* 1992), liechtensteinischer Fussballspieler
- Eberle, Ferdinand (* 1949), österreichischer Politiker (ÖVP) und Landesrat
- Eberle, Franz (1908–1977), liechtensteinischer Politiker (FBP)
- Eberle, Franz (* 1955), Schweizer Pädagoge
- Eberle, Franz Xaver (1874–1951), bayerischer katholischer Geistlicher und Abgeordneter
- Eberle, Friedhelm (* 1935), deutscher SchauspielerFriedhelm Eberle (* 1935)

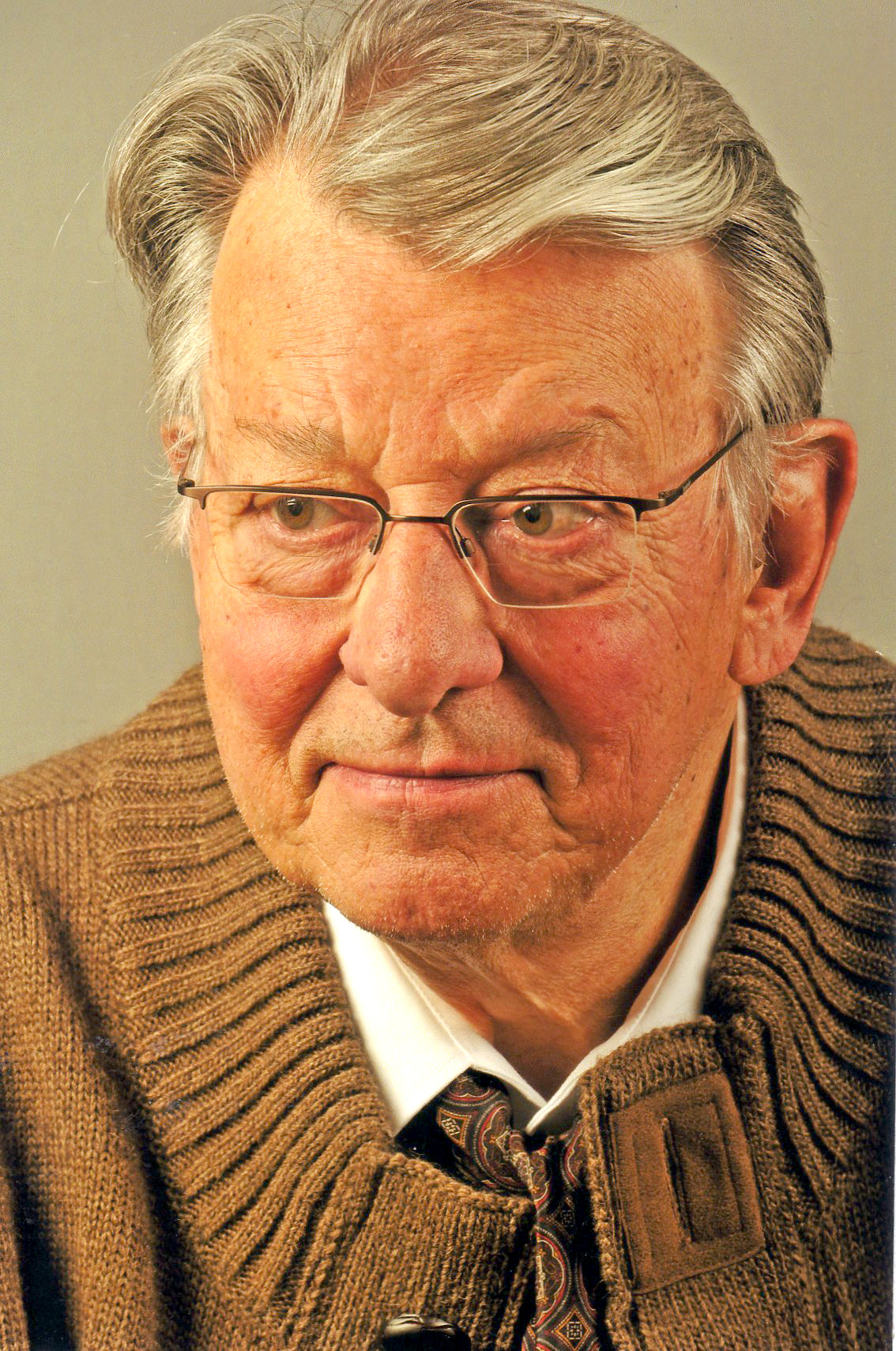
Friedhelm Eberle (* 1935)

- Eberle, Georg (1787–1855), österreichischer Feldmarschall-Leutnant und Festungsbaumeister
- Eberle, Glen (* 1963), US-amerikanischer Biathlet
- Eberle, Götz (* 1941), deutscher Flottillenadmiral
- Eberle, Hans (1925–1998), deutscher Fußballspieler
- Eberle, Hans Ulrich (1927–1988), deutscher Bibliothekar
- Eberle, Henrik (* 1970), deutscher Historiker und Publizist
- Eberle, Hugo (1870–1949), deutscher Politiker (SPD) und Gewerkschafter
- Eberle, Ingrid (* 1957), österreichische Skirennläuferin
- Eberle, Jakob (1718–1783), Bildhauer und Holzschnitzer des böhmischen Spätbarock
- Eberle, Jana (1952–2024), deutsch-tschechoslowakische Tischtennisspielerin
- Eberle, Johann (1798–1834), deutscher Mediziner und Physiologe
- Eberle, Johann (1879–1932), deutscher Politiker (DDP, RDP)
- Eberle, Johann Christian (1869–1937), deutscher Politiker und Sparkassen-Funktionär
- Eberle, Johann Ulrich (1699–1768), österreichischer Instrumentenbauer
- Eberle, Jordan (* 1990), kanadischer Eishockeyspieler
- Eberle, Jörg (* 1962), Schweizer Eishockeyspieler und -funktionär
- Eberle, Josef (1839–1903), deutscher Bildhauer
- Eberle, Josef (1901–1986), deutscher Schriftsteller und Verleger
- Eberle, Joseph (1884–1947), deutscher Publizist und Herausgeber
- Eberle, Karl (1869–1950), deutscher Politiker und Landtagsabgeordneter der SPD im Landtag von Preußen
- Eberle, Konrad (1903–1961), österreichischer Kinderarzt und Politiker (ÖVP), Landtagsabgeordneter
- Eberle, Kurt (1908–1992), deutscher evangelischer Geistlicher
- Eberle, Lana (* 2003), deutsche RadrennfahrerinLana Eberle (* 2003)

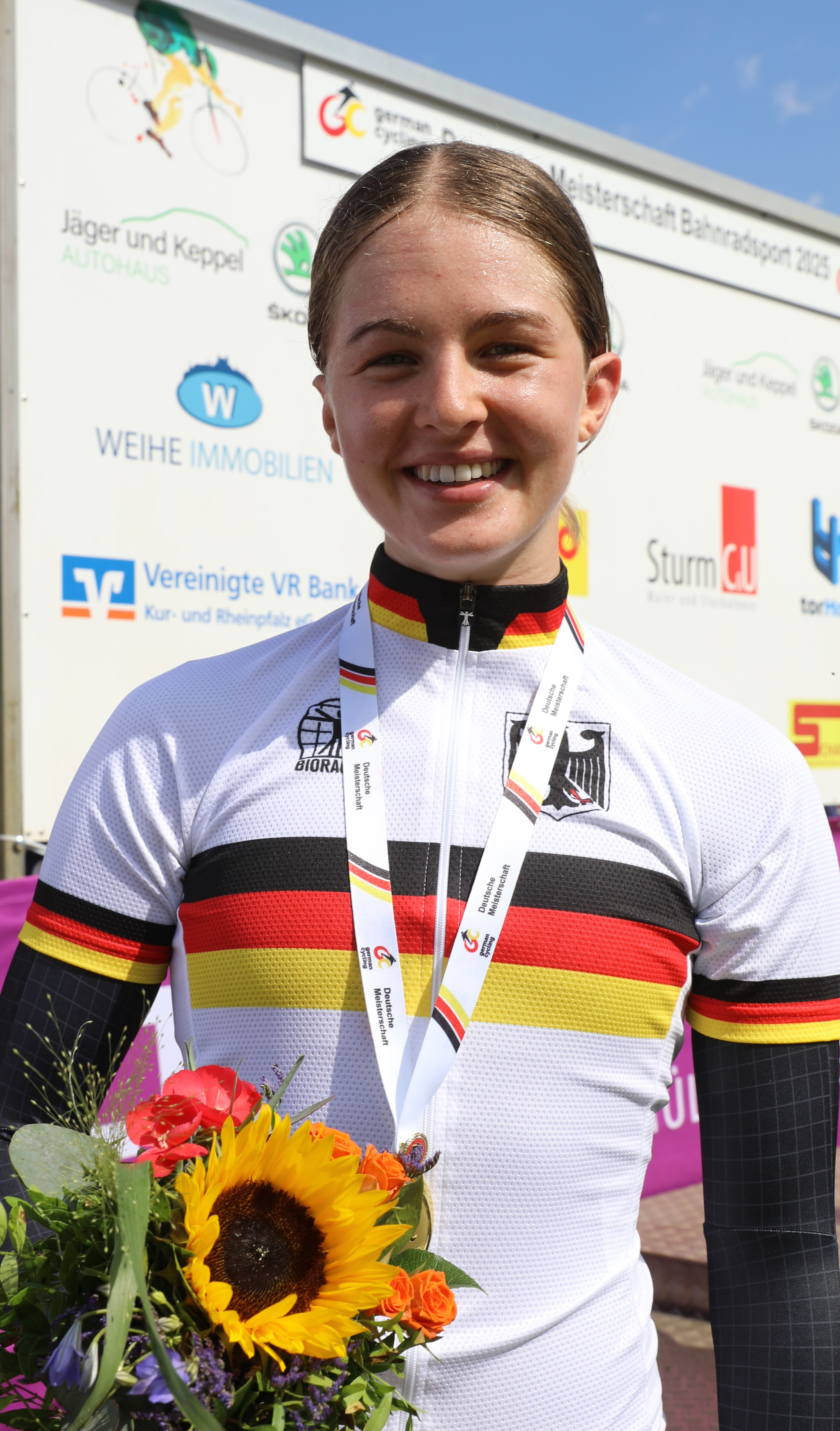
Lana Eberle (* 2003)

- Eberle, Leonhard (1870–1931), deutsch-russischer römisch-katholischer Geistlicher und Märtyrer
- Eberle, Lucas (* 1990), liechtensteinisch-schweizerischer Fussballspieler
- Eberle, Ludwig (1883–1956), deutscher Bildhauer, Medailleur, Maler und Grafiker
- Eberle, Marc (* 1972), deutscher Filmregisseur und Drehbuchautor
- Eberle, Marc (* 1980), deutscher Fußballspieler
- Eberle, Markus (* 1969), österreichisch-deutscher Skirennläufer
- Eberle, Martin (1930–1992), deutscher Gewichtheber
- Eberle, Martin (* 1968), deutscher Kunsthistoriker
- Eberle, Martin (* 1981), österreichischer Jazz- und Improvisationsmusiker (Trompete, Komposition)
- Eberle, Matthias (1944–2022), deutscher Kunsthistoriker
- Eberle, Max (* 1972), amerikanischer Poolbillardspieler
- Eberle, Norbert (* 1954), deutscher Maler, Grafiker und Kunstpädagoge
- Eberle, Oskar (1902–1956), Schweizer Regisseur, Dramatiker und Theaterwissenschaftler
- Eberle, Otto (1897–1966), deutscher Chemiker und Fabrikant
- Eberle, Paul (1924–2006), deutscher LDPD-Funktionär und Lehrer
- Eberle, Pierre-Yves (* 1968), Schweizer Berufsoffizier (Oberst i Gst)
- Eberle, Raimund (1929–2007), deutscher Jurist und Regierungspräsident von Oberbayern (1975–1994)
- Eberle, Rainer (* 1954), deutscher Botschafter
- Eberle, Ray (1919–1979), US-amerikanischer Swingsänger
- Eberle, Richard (1918–2001), deutscher bildender Künstler und Kunstpädagoge
- Eberle, Robert (1815–1860), deutscher Maler
- Eberle, Roland (* 1953), Schweizer Politiker (SVP)
- Eberle, Rudolf (1925–1978), deutscher Politiker (SPD)
- Eberle, Rudolf (1926–1984), deutscher Volkswirt und Politiker (CDU), MdL
- Eberle, Sigrid (* 1952), österreichische Skirennläuferin
- Eberle, Syrius (1844–1903), deutscher Bildhauer, Maler und Hochschullehrer
- Eberle, Verena (* 1950), deutsche Schwimmerin
- Eberle, Veronika (* 1988), deutsche GeigerinVeronika Eberle (* 1988)

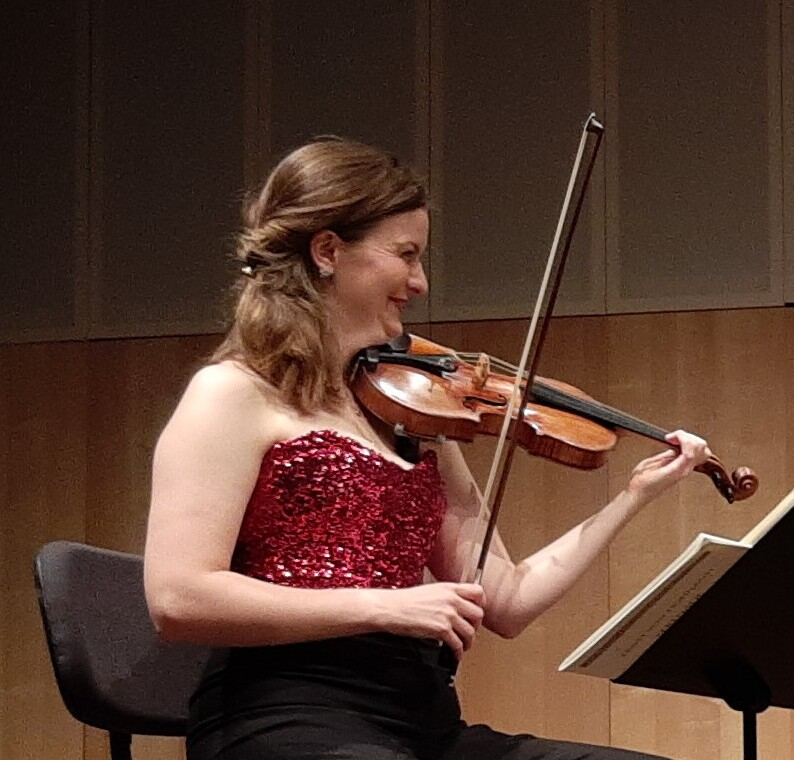
Veronika Eberle (* 1988)

- Eberle, Vincent (* 1991), deutscher Jazzmusiker (Trompete, Komposition)
- Eberle, William Denman (1923–2008), US-amerikanischer Politiker und Manager
- Eberle, Wolrad (1908–1949), deutscher Leichtathlet
- Eberle-Strub, Susanne (* 1960), liechtensteinische Politikerin (FBP)
- Eberlei, Walter (* 1960), deutscher Sozialwissenschaftler
- Eberlein, Alexander (* 1988), deutscher Fußballspieler
- Eberlein, Alfred (1916–1982), deutscher Bibliothekar
- Eberlein, Astrid (1935–2010), deutsche Pädagogin und Bibliothekarin
- Eberlein, August (1877–1949), deutscher Militär und bayerischer Staatsbeamter
- Eberlein, Christian Eberhard (* 1749), deutscher Zeichenlehrer
- Eberlein, Christian Nikolaus (1721–1788), Kopist, Porträtmaler und Galerieinspektor
- Eberlein, Frank (* 1969), deutscher Journalist, Moderator, Redakteur und Autor
- Eberlein, Georg (1819–1884), deutscher Architekt und Maler
- Eberlein, Georg (1888–1976), hessischer Politiker (DVP, LDP) Oberbürgermeister der Stadt Bad Homburg
- Eberlein, Gerald L. (1930–2010), deutscher Soziologe
- Eberlein, Gerhard (1858–1923), deutscher evangelisch-lutherischer Theologe und Kirchenhistoriker
- Eberlein, Gisela (1915–1992), deutsche Ärztin und Sachbuchautorin
- Eberlein, Gottfried (1936–2023), deutscher Fußballspieler
- Eberlein, Gustav (1847–1926), deutscher Bildhauer, Maler und Schriftsteller
- Eberlein, Heinz vom Kreuz (1935–1964), deutscher römisch-katholischer Ordensmann, Missionar und Märtyrer
- Eberlein, Hermann (1917–2010), deutscher Leichtathlet
- Eberlein, Hermann-Peter (* 1957), deutscher evangelischer Kirchenhistoriker
- Eberlein, Horst (* 1950), deutscher römisch-katholischer Geistlicher und Weihbischof im Erzbistum Hamburg
- Eberlein, Hugo (1887–1941), deutscher kommunistischer Politiker, Opfer des Großen Terrors in der SowjetunionHugo Eberlein (1887–1941)

Hugo Eberlein (1887–1941)

- Eberlein, Jakob (1575–1633), Bischof von Seckau
- Eberlein, Johann Christian (1778–1814), deutscher Zeichenlehrer
- Eberlein, Johann Friedrich (1695–1749), deutscher Bildhauer und Modelleur an der Porzellanmanufaktur Meißen
- Eberlein, Johann Georg (1858–1918), deutscher Architekt des Historismus
- Eberlein, Johann Konrad (* 1948), deutsch-österreichischer Kunsthistoriker
- Eberlein, Klaus (1941–2023), deutscher Graphiker, Illustrator und Keramik-Plastiker
- Eberlein, Kurt Karl (* 1890), deutscher Kunsthistoriker und Museumsdirektor
- Eberlein, Lars (* 1971), deutscher Basketballfunktionär und Unternehmer
- Eberlein, Ludwig (1902–1979), deutscher Jurist und Journalist
- Eberlein, Ludwig (* 1931), deutscher Ingenieur und Hochschullehrer
- Eberlein, Norbert (* 1956), deutscher Drehbuchautor und Schriftsteller
- Eberlein, Otto (1827–1896), deutscher Maler, Illustrator und Zeichenlehrer
- Eberlein, Richard (1869–1921), deutscher Tierarzt, Zoologe und Arzt
- Eberlein, Roland (* 1959), deutscher Musikwissenschaftler
- Eberlein, Werner (1919–2002), deutscher SED-Funktionär, MdV und Mitglied des Politbüros der SEDWerner Eberlein (1919–2002)

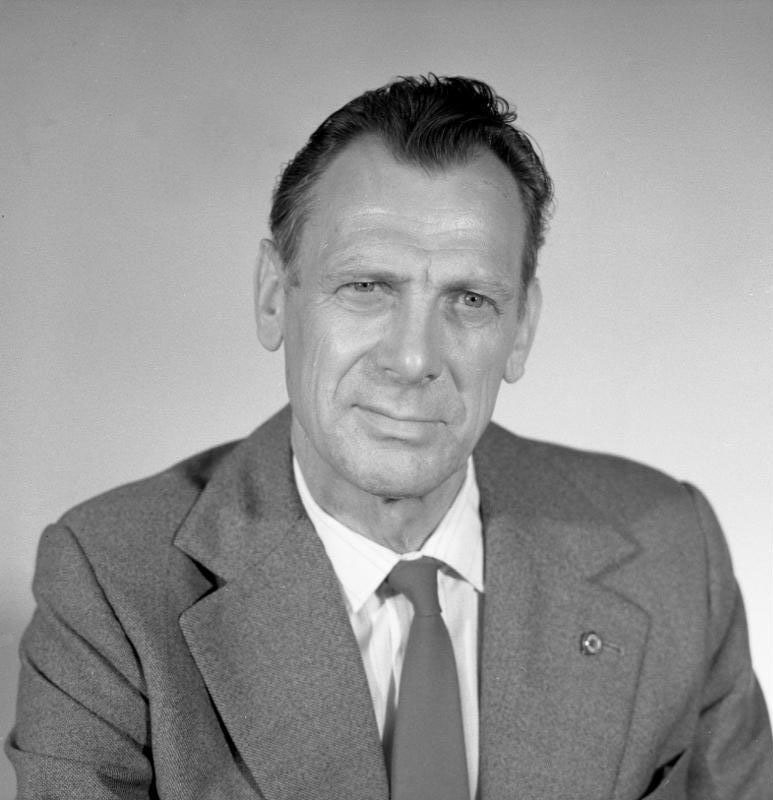
Werner Eberlein (1919–2002)

- Eberlein, Willi (1904–1986), deutscher Politiker (Radikal-Soziale Freiheitspartei), MdHB
- Eberlein, William Frederick (1917–1986), US-amerikanischer Mathematiker
- Eberli, Bolt († 1525), Schweizer Täuferprediger
- Eberlin von Günzburg, Johann († 1533), deutscher Theologe
- Eberlin, August (1838–1887), evangelischer Pfarrer und Heimatforscher
- Eberlin, Daniel, deutscher Kapellmeister und Komponist
- Eberlin, Johann Ernst (1702–1762), deutscher Komponist und Organist
- Eberlin, Peter († 1623), deutscher Maler
- Eberlin, Tobias († 1671), deutscher Organist
- Eberling, Alfred Rudolfowitsch (1872–1951), russischer und sowjetischer Maler
- Eberling, Benjamin (* 1979), deutscher Musicaldarsteller und Synchronsprecher
- Eberling, Hans (1905–1982), deutscher SPD, KPD- und SED-Funktionär, MdV
- Eberling, Ludwig (1823–1898), Hofgärtner auf der Insel Mainau
- Eberling, Pete (1952–2007), US-amerikanischer Eisschnellläufer
- Eberling, Willy (1902–1974), deutscher Parteisekretär (SPD/KPD/SPD) und Landespolitiker
- Eberly, Bob (1916–1981), US-amerikanischer Big-Band-Sänger
- Eberly, Janice C., US-amerikanische Wirtschaftswissenschaftlerin
- Eberly, Joseph H. (1935–2025), US-amerikanischer Physiker

##### Eberm
- Ebermaier, Carl Heinrich (1802–1870), deutscher Arzt und Botaniker
- Ebermaier, Johann Erdwin Christoph (1769–1825), deutscher Mediziner und Botaniker
- Ebermaier, Karl (1862–1943), Kaiserlicher Gouverneur von Kamerun
- Ebermann, Anna (1891–1944), deutsche Widerstandskämpferin
- Ebermann, Bohuslav (* 1948), tschechoslowakischer Eishockeyspieler
- Ebermann, Erwin (* 1953), österreichischer Afrikawissenschaftler
- Ebermann, Leo (1863–1914), österreichischer Journalist und Dramatiker
- Ebermann, Marlene (* 1990), deutsche Fußballspielerin
- Ebermann, Thomas (* 1951), deutscher Publizist und Politiker (Die Grünen), MdHB, MdBThomas Ebermann (* 1951)

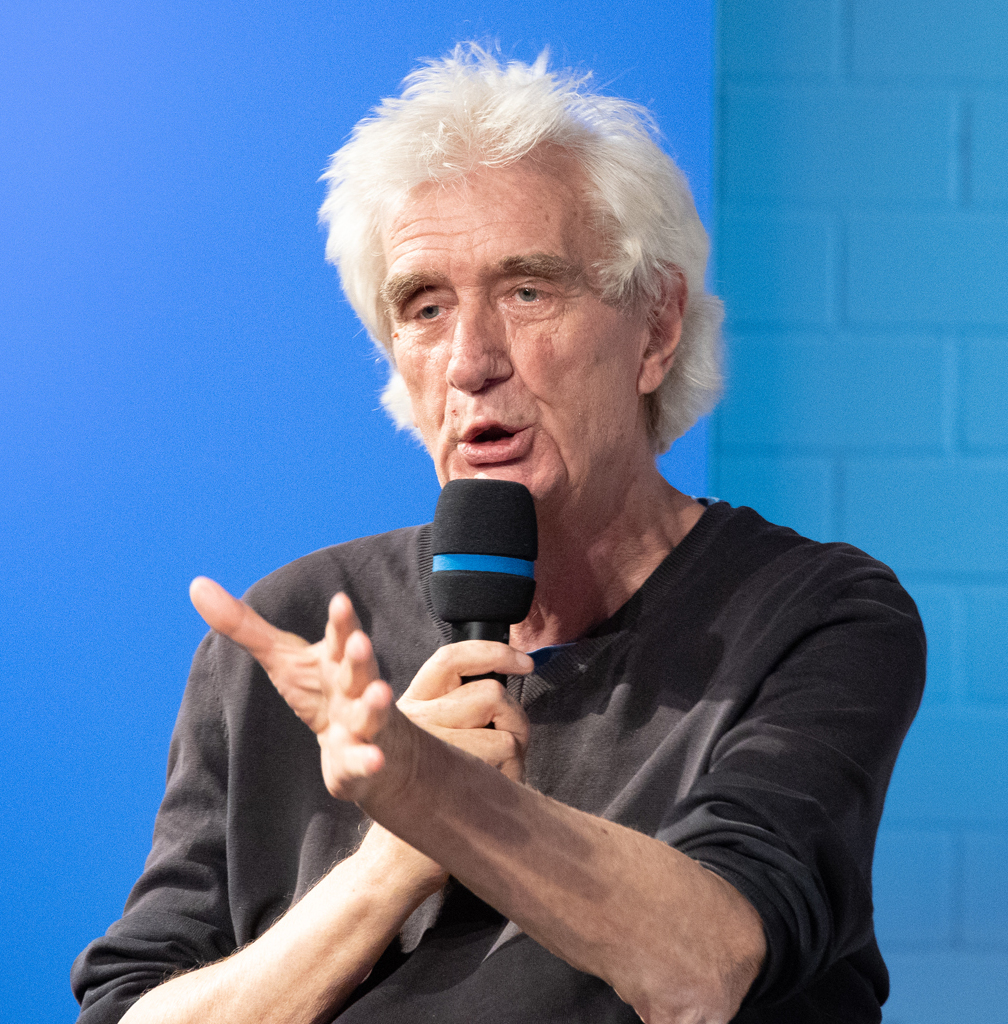
Thomas Ebermann (* 1951)

- Ebermayer, Erich (1900–1970), deutscher Schriftsteller
- Ebermayer, Ernst (1829–1908), deutscher Bodenkundler und Agrikulturchemiker
- Ebermayer, Gustav von (1839–1911), deutscher Ingenieur und Generaldirektor
- Ebermayer, Ludwig (1858–1933), Oberreichsanwalt

##### Ebers
- Ebers, Carl Friedrich (1770–1836), deutscher Komponist und Musikdirektor
- Ebers, Clara (1902–1997), deutsche Opernsängerin (Sopran)
- Ebers, Edith (1894–1974), deutsche Quartärgeologin und Naturschützerin
- Ebers, Emil (1807–1884), deutscher Maler
- Ebers, Georg (1837–1898), deutscher Ägyptologe und Schriftsteller
- Ebers, Godehard Josef (1880–1958), deutsch-österreichischer Rechtswissenschaftler, Universitätsprofessor und Verfassungsrichter
- Ebers, Hans (1924–1970), deutscher Bildhauer, Graphiker und Maler
- Ebers, Hermann (1881–1955), deutscher Maler und Illustrator
- Ebers, Jewell James (1921–1959), US-amerikanischer Elektroingenieur
- Ebers, Joseph (1845–1923), deutscher Architekt und Diözesanbaumeister
- Ebers, Martin (* 1970), deutscher Rechtswissenschaftler
- Ebers, Thomas (* 1964), deutscher Fachbuchautor, Referent und Verleger
- Ebers, Volker (1935–2010), deutscher Kirchenmusiker
- Ebersbach, Brigitte (* 1952), deutsche Verlegerin
- Ebersbach, Christine (* 1954), deutsche Grafikerin und Malerin
- Ebersbach, Emil (1880–1946), deutscher Bahnbeamter und Politiker (DNVP), MdR, MdL
- Ebersbach, Georg (1913–1993), deutscher Volkswirt und Verbandsfunktionär
- Ebersbach, Harry (1921–2008), deutscher Rechtswissenschaftler
- Ebersbach, Hartwig (* 1940), deutscher Maler
- Ebersbach, Herbert (1902–1984), deutscher Maler
- Ebersbach, Johannes Christian (1799–1862), deutscher Politiker und Bürgermeister von Waldeck
- Ebersbach, Oliver (* 1969), deutscher Fußballspieler
- Ebersbach, Reinhard (1938–2024), deutscher Politiker (SPD), Oberbürgermeister von Überlingen
- Ebersbach, Robert (1842–1892), Landtagsabgeordneter Waldeck
- Ebersbach, Volker (* 1942), deutscher Schriftsteller
- Ebersbach, Wilhelm (1805–1847), Verwaltungsjurist und Abgeordneter im Fürstentum Waldeck
- Ebersbach, Wilhelm (1824–1891), Landtagsabgeordneter Waldeck
- Ebersbach, Wolf-Dieter (* 1940), deutscher Fernsehjournalist und -moderator
- Ebersbach, Wolfram (* 1943), deutscher Maler und Hochschullehrer
- Ebersberg, Carl Martin (1818–1880), deutscher Porträt- und Pferdemaler, auch in Österreich tätig
- Ebersberg, Ernst Friedrich von (1687–1762), Regent der Herrschaft Gersfeld
- Ebersberg, Heinrich (1911–1976), deutscher Jurist und hoher Ministerialbeamter im Deutschen Reich und in der Bundesrepublik Deutschland
- Ebersberg, Josef Sigmund (1799–1854), österreichischer Autor und Journalist
- Ebersberg, Karl Julius (1831–1870), österreichischer Offizier und Schriftsteller
- Ebersberg, Ottokar Franz (1833–1886), österreichischer Theaterdichter und Autor
- Ebersberg, Sybilla von (1578–1622), Tochter von Ottheinrich von Ebersberg
- Ebersberger, Hans (1932–2010), deutscher Fußballfunktionär
- Ebersberger, Max (1852–1926), deutscher Genre- und Stilllebenmaler
- Ebersberger, Thomas (* 1957), deutscher Jurist und Politiker (CSU)
- Eberschweiler, Wilhelm (1837–1921), Jesuit und Spiritual
- Ebershoff, David (* 1969), US-amerikanischer Schriftsteller
- Ebersman, David (* 1969), US-amerikanischer Geschäftsmann
- Ebersol, Dick (* 1947), US-amerikanischer Radio- und Fernsehmoderator, NBC Sports-Präsident
- Ebersold, Ernst Walter (1894–1968), Schweizer Architekt
- Ebersold, Fritz (1851–1923), Schweizer Redaktor, Schriftsteller und Autor von Dialektschauspielen
- Ebersole, Christine (* 1953), US-amerikanische Schauspielerin und SängerinChristine Ebersole (* 1953)

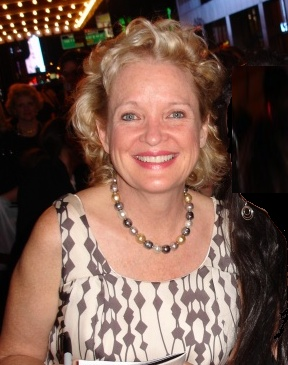
Christine Ebersole (* 1953)

- Eberson, John (1875–1954), Architekt
- Eberson, Jon (* 1953), norwegischer Jazzgitarrist
- Eberson, Marte (* 1987), norwegische Fusionmusikerin (Keyboards, Komposition)
- Eberspächer, August (1907–1983), deutscher Maler
- Eberspächer, Bettina (* 1957), deutsche Slawistin, Übersetzerin und Buchautorin
- Eberspächer, Hans (1943–2014), deutscher Psychologe, Sportlehrer und Sportwissenschaftler
- Eberspächer, Jörg (* 1945), deutscher Nachrichtentechniker
- Eberst, Peter (* 1975), deutscher Schauspieler, Synchronsprecher und Autor
- Eberstadt, Ferdinand (1808–1888), deutscher Kaufmann und Politiker
- Eberstadt, Gerhard (* 1934), deutscher Manager
- Eberstadt, Rudolph (1856–1922), deutscher Volkswirtschaftler und Stadtplaner
- Eberstaller, Alina (* 2000), österreichische Sportreporterin, Sportkommentatorin und Sportmoderatorin
- Eberstaller, Nikolaus (* 1968), österreichischer Grafikdesigner, Multimediakünstler und Autor
- Eberstark, Hans (1929–2001), österreichischer Linguist und Kopfrechner
- Eberstein, Bernd (* 1942), deutscher Sinologe
- Eberstein, Carl Hermann (1829–1885), deutscher Jurist
- Eberstein, Christian Ludwig von (1650–1717), deutscher Beamter
- Eberstein, Eberhard IV. von († 1263), Graf von Eberstein und Stauf, Stifter des Klosters Rosenthal (Pfalz)
- Eberstein, Ernst (1886–1966), deutscher Offizier in beiden Weltkriegen und Gründungsdirektor des Chemnitzer Flughafens
- Eberstein, Ernst Albrecht von (1605–1676), Generalfeldmarschall und Mitglied der Fruchtbringenden Gesellschaft
- Eberstein, Friedrich Karl von (1894–1979), deutscher Politiker (NSDAP), MdR, SS-Obergruppenführer und General der Waffen-SS
- Eberstein, Hedwig von (1817–1900), deutsche Rittergutsbesitzerin und Stifterin
- Eberstein, Josef Karl Theodor von (1761–1833), deutscher Politiker
- Eberstein, Karl Friedrich August von (1797–1864), preußischer Generalmajor, zuletzt Kommandant von Jülich
- Eberstein, Kaspar von (1604–1644), deutscher Generalleutnant
- Eberstein, Konrad von († 1245), Bischof von Speyer, Domherr in Straßburg
- Eberstein, Ludwig von, deutscher römisch-katholischer Geistlicher
- Eberstein, Ludwig von (1527–1590), Kaiserlicher Diplomat und Vertreter der pommerschen Landstände
- Eberstein, Marguerite Félicité Isidore Freifrau von (1770–1837), deutsche Stifterin
- Eberstein, Max von (1830–1889), preußischer Generalmajor
- Eberstein, Philipp II. von (1523–1589), Graf von Eberstein, kaiserlicher Rat, Oberster Hauptmann und Landvogt im Oberelsass
- Eberstein, Robert von (1801–1882), preußischer Generalmajor
- Eberstein, Stephan Heinrich von (1533–1613), Diplomat der Herzöge von Pommern
- Eberstein, Wilhelm IV. von (1497–1562), Graf von Eberstein, Reichskammergerichtspräsident
- Eberstein, Wilhelm Ludwig Gottlob von (1762–1805), deutscher Philosoph
- Eberstein, Wolf George von (1724–1779), preußischer Major

##### Ebert
- Ebert, Achim (1940–2024), deutscher Sozialarbeiter
- Ebert, Adolf (1820–1890), deutscher Literaturhistoriker und Romanist
- Ebert, Albert (1874–1935), sächsischer Abgeordneter
- Ebert, Albert (1906–1976), deutscher Maler und Grafiker
- Ebert, Alex (* 1978), US-amerikanischer Musiker, Sänger und KomponistAlex Ebert (* 1978)

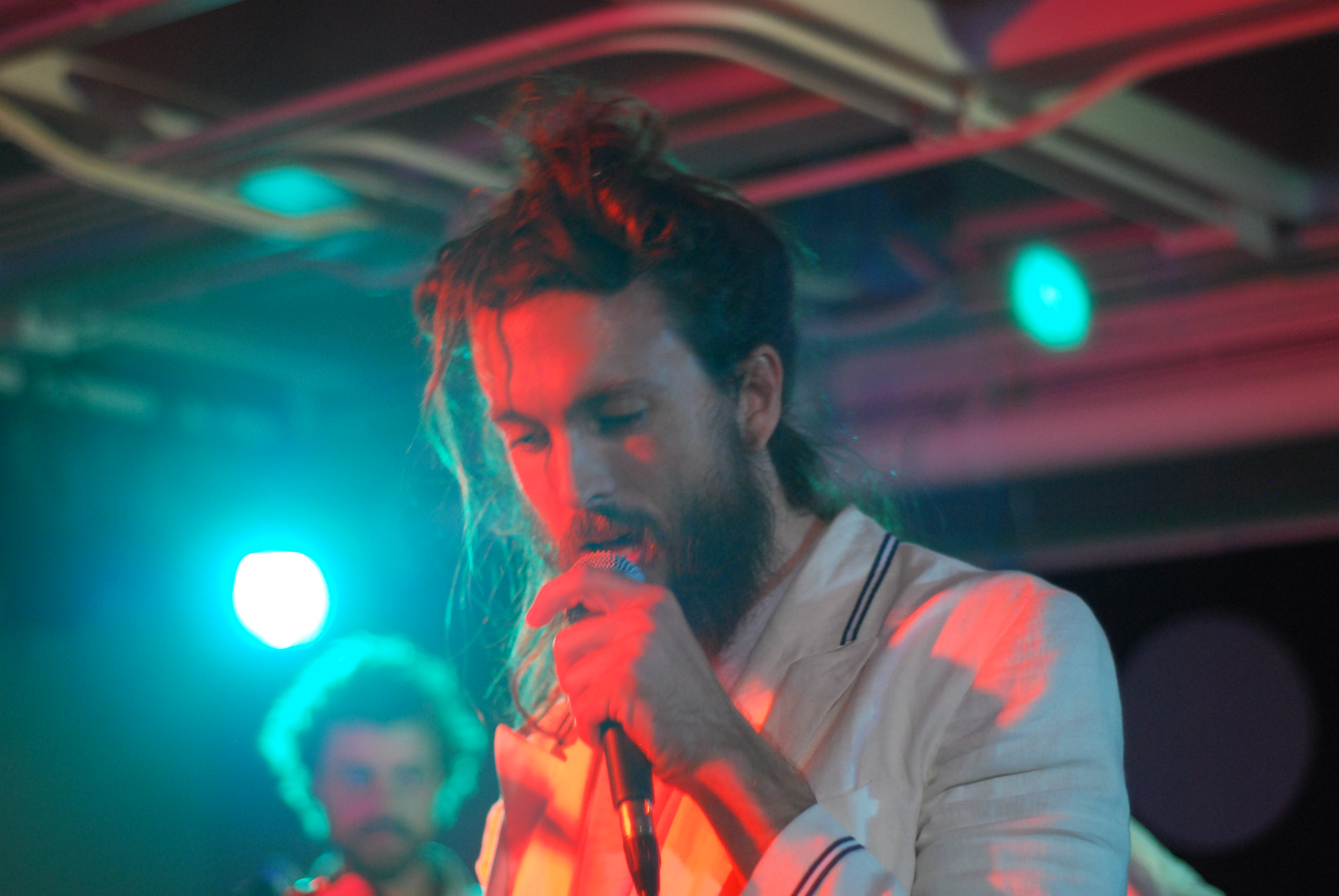
Alex Ebert (* 1978)

- Ebert, Amélie (* 1994), deutsche Synchronschwimmerin
- Ebert, Andreas (1952–2022), deutscher evangelischer Theologe, Buchautor und Liedtexter
- Ebert, Andreas D. (* 1963), deutscher Frauenarzt, Geburtshelfer und Historiker
- Ebert, Anna (1889–1947), deutsche Politikerin, KZ-Häftling
- Ebert, Anton (1845–1896), österreichischer Porträt- und Landschaftsmaler
- Ebert, Arno (1899–1955), deutscher Schauspieler und Hörspielsprecher
- Ebert, Arnold (1921–1989), deutscher Jurist und Staatssekretär
- Ebert, Artur (1891–1978), deutscher Geologe
- Ebert, August Wilhelm (1815–1888), evangelischer Geistlicher, Konsistorialrat und Superintendent
- Ebert, Benjamin L. (* 1970), US-amerikanischer Hämatologe
- Ebert, Bernd (* 1972), deutscher Kunsthistoriker und Kurator
- Ebert, Bernhard (1925–1999), deutscher Pianist und Hochschullehrer
- Ebert, Burkhard (* 1942), deutscher Radrennfahrer
- Ebert, Carl (1821–1885), deutscher Landschaftsmaler
- Ebert, Carl (1887–1980), deutscher Schauspieler, Regisseur und Intendant
- Ebert, Carl (1889–1974), deutscher Hockeytorwart
- Ebert, Christa (* 1947), deutsche Literaturwissenschaftlerin, Slawistin, Autorin, Herausgeberin und Übersetzerin
- Ebert, Christof (* 1964), deutscher Informatiker und Unternehmer
- Ebert, Constantin (* 1996), deutscher Basketballspieler
- Ebert, Cordula (1878–1905), deutsche Missionsbenediktinerin und Märtyrin
- Ebert, David A. (* 1958), US-amerikanischer Ichthyologe
- Ebert, David Daniel (* 1979), deutscher Psychologe und Hochschullehrer
- Ebert, Diana (* 1986), deutsche Schauspielerin und Synchronsprecherin
- Ebert, Dietrich (* 1948), deutscher Illustrator und Grafikdesigner
- Ebert, Doris (1928–2021), deutsche Heimatforscherin
- Ebert, Eike (* 1940), deutscher Politiker (SPD), MdB
- Ebert, Elisabeth (* 1928), deutsche Opernsängerin (Sopran)
- Ebert, Erich (1922–2000), deutscher Schauspieler, Synchronsprecher und Synchronautor/-regisseur
- Ebert, Ernst (1915–1999), deutscher Maler und Grafiker
- Ebert, Ferry (* 1934), österreichischer Unternehmer
- Ebert, Frank (* 1970), deutscher Bürgerrechtler, DDR-Oppositioneller
- Ebert, Franz, deutscher Jurist und Sänger (Bass)
- Ebert, Franz (1940–2015), deutscher Politiker (CDU), MdL
- Ebert, Friedrich (1850–1914), deutscher Architekt und Bauunternehmer
- Ebert, Friedrich (1871–1925), deutscher Politiker (SPD), MdBB, MdR, Reichspräsident der Weimarer RepublikFriedrich Ebert (1871–1925)

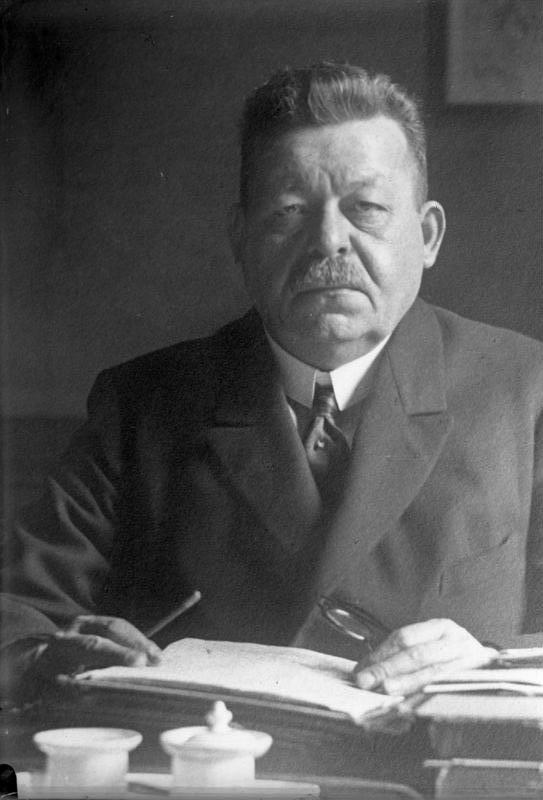
Friedrich Ebert (1871–1925)

- Ebert, Friedrich (1882–1971), deutscher Gymnasiallehrer, Archäologe und Heimatforscher
- Ebert, Friedrich Adolf (1791–1834), deutscher Bibliothekar und Bibliograph
- Ebert, Friedrich junior (1894–1979), deutscher Politiker (SPD, SED), MdR, MdV und Oberbürgermeister von Ost-Berlin
- Ebert, Friedrich Nikolaus, österreichischer Politiker (ÖVP)
- Ebert, Gabriel, US-amerikanischer Musicaldarsteller und Schauspieler
- Ebert, Georg (1885–1971), Gewerkschafter und Abgeordneter des Provinziallandtages der Provinz Hessen-Nassau
- Ebert, Georg (1928–2013), österreichischer Pianist und Hochschullehrer
- Ebert, Georg (1931–2020), deutscher Politiker (SED, PDS)
- Ebert, Georg von (1885–1956), deutscher Wirtschaftswissenschaftler
- Ebert, Gerhard (1922–2012), deutscher Fußballspieler
- Ebert, Gerhard (* 1930), deutscher Journalist und Hochschullehrer in der DDR
- Ebert, Gotthard (1912–1980), deutscher Synchronsprecher
- Ebert, Gunda (* 1969), deutsche Schauspielerin
- Ebert, Günter (1925–2006), deutscher Schriftsteller, Journalist und Literaturkritiker
- Ebert, Günter (* 1937), deutscher Oberst im Ministerium für Staatssicherheit (MfS) der DDR
- Ebert, Gustav (1886–1968), deutscher Politiker (SPD), MdL
- Ebert, Gustav Robert (1835–1911), deutscher Lehrer und Naturwissenschaftler
- Ebert, Hans (1873–1942), deutscher Schauspieler
- Ebert, Hans (1889–1952), deutscher Komponist, Kapellmeister am Theater und Filmkomponist
- Ebert, Hans (1889–1967), deutscher Jurist und Politiker
- Ebert, Hans (1919–1988), deutscher Kunsthistoriker und Museologe
- Ebert, Hans-Georg (* 1953), deutscher Rechts- und Islamwissenschaftler
- Ebert, Harald (* 1958), deutscher Sonderpädagoge
- Ebert, Henrietta (* 1954), deutsche Ruderin
- Ebert, Hermann (1861–1913), deutscher Experimentalphysiker
- Ebert, Hermann (1896–1983), deutscher Physiker
- Ebert, Horst (1929–2015), deutscher Fußballspieler
- Ebert, Horst (1930–2008), deutscher Fußballspieler
- Ebert, Horst (1943–2014), deutscher Musiker
- Ebert, Ina (* 1964), deutsche Juristin
- Ebert, Jakob (1549–1614), deutscher Theologe und Dichter
- Ebert, Jakob (* 1982), deutscher Kameramann
- Ebert, James D. (1921–2001), US-amerikanischer Embryologe, Entwicklungsbiologe und Wissenschaftsfunktionär
- Ebert, Joachim (1930–1999), deutscher Altphilologe
- Ebert, Johann Arnold (1723–1795), deutscher Schriftsteller und Übersetzer
- Ebert, Johann Jacob (1737–1805), deutscher Mathematiker, Dichter, Astronom, Journalist und Autor
- Ebert, Johannes (* 1963), deutscher Orientalist, Generalsekretär des Goethe-InstitutsJohannes Ebert (* 1963)

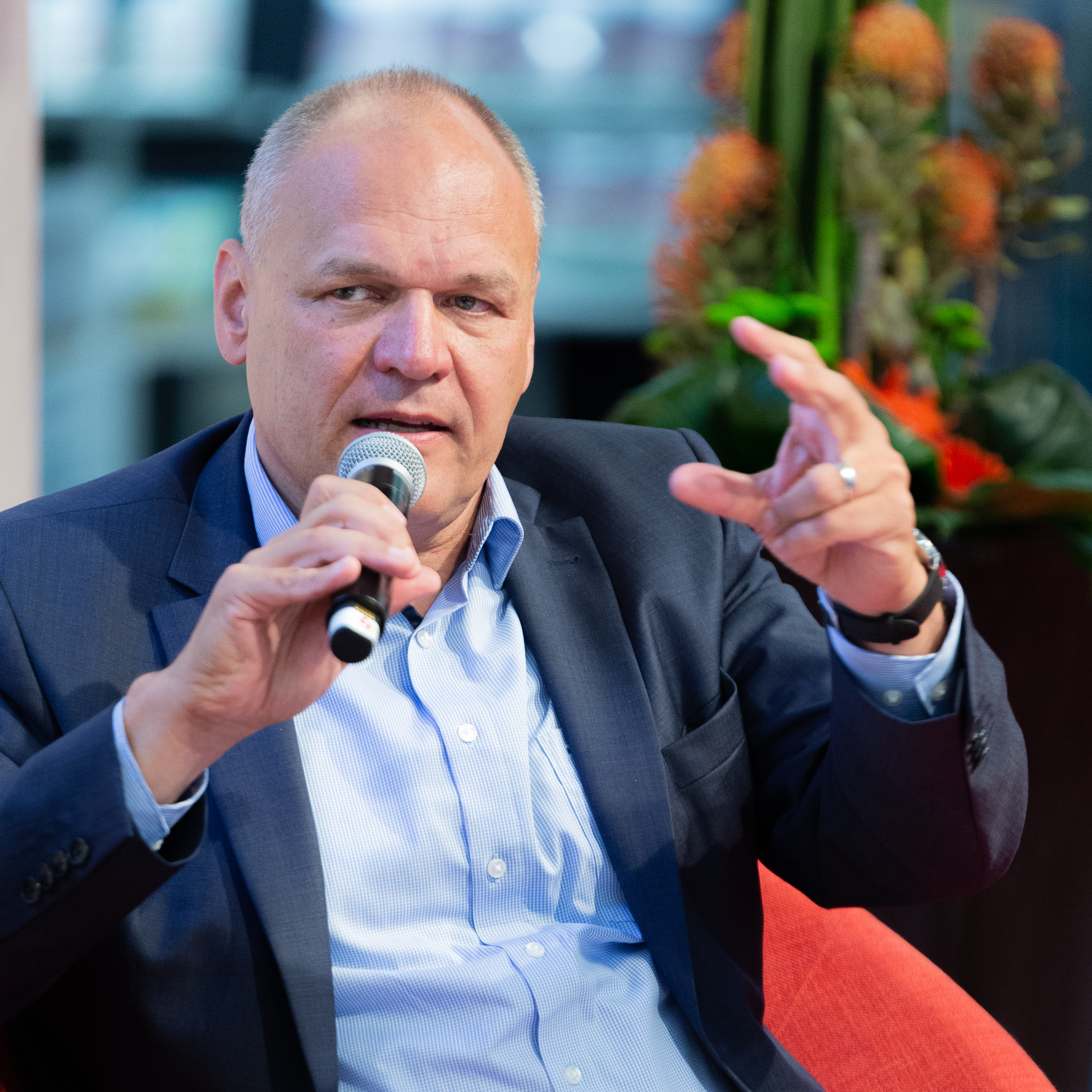
Johannes Ebert (* 1963)

- Ebert, Johannes Louis (* 1867), sächsischer Oberst und Brigadekommandeur
- Ebert, Johannes Ludwig (1894–1956), deutscher Chemiker (Physikalische Chemie)
- Ebert, Jörg († 1582), deutscher Orgelbauer
- Ebert, Julius (1898–1993), dänischer Mittel- und Langstreckenläufer
- Ebert, Jürgen (* 1954), deutscher Bildhauer
- Ebert, Karl (1869–1949), deutscher Buchbinder
- Ebert, Karl (1869–1948), deutscher Verwaltungsjurist
- Ebert, Karl (1899–1975), deutscher Politiker (SPD)
- Ebert, Karl (1900–1950), deutscher Politiker (BCSV, CDU)
- Ebert, Karl (1916–1974), deutscher katholischer Theologe
- Ebert, Karl (* 1927), deutscher Fußballspieler
- Ebert, Karl Egon († 1882), deutsch-böhmischer Schriftsteller
- Ebert, Karl Friedrich (1838–1889), deutscher Rittergutsbesitzer, Industrieller und Politiker, MdR
- Ebert, Klaus (1949–2003), deutscher Maler
- Ebert, Kurt (* 1942), österreichischer Rechtswissenschaftler
- Ebert, Leonie (* 1999), deutsche Florettfechterin und deutsche Meisterin
- Ebert, Lily (1923–2024), ungarisch-britische Holocaustüberlebende
- Ebert, Lisa (* 2000), deutsche Fußballspielerin
- Ebert, Louise (1873–1955), deutsche Ehefrau des 1. deutschen Reichspräsidenten Friedrich EbertLouise Ebert (1873–1955)

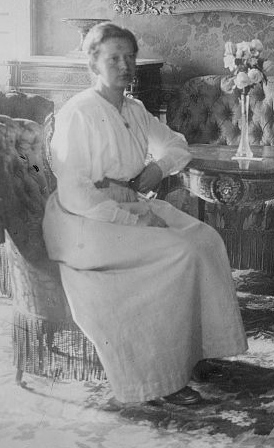
Louise Ebert (1873–1955)

- Ebert, Malina (* 1978), polnische Schauspielerin
- Ebert, Malte (* 1994), dänischer Popmusiker
- Ebert, Manfred (1930–2016), deutscher Oberst im Ministerium für Staatssicherheit (MfS) der DDR
- Ebert, Manfred (1935–2003), deutscher Fußballspieler
- Ebert, Margot (1926–2009), deutsche Schauspielerin
- Ebert, Martin, Koch
- Ebert, Matthias (* 1968), deutscher Mediziner und Hochschullehrer
- Ebert, Max (1879–1929), deutscher Prähistoriker
- Ebert, Michael, deutscher Ökonom
- Ebert, Michael (* 1959), deutscher Fotograf und Kurator
- Ebert, Michael (* 1970), deutscher Polizeibeamter, Direktor des Landesbereitschaftspolizeiamtes in Mecklenburg-Vorpommern
- Ebert, Michael (* 1974), deutscher Journalist und Autor
- Ebert, Michaela (* 1997), deutsche Radsportlerin
- Ebert, Nik (* 1954), deutscher Karikaturist
- Ebert, Otto Erich (1880–1934), deutscher Bibliothekar
- Ebert, Patrick (* 1987), deutscher Fußballspieler und -trainer
- Ebert, Paul (1873–1939), deutscher Marineoffizier und 1918/19 letzter Chef der Nachrichtenabteilung des Admiralstabs
- Ebert, Peter (1918–2012), deutsch-britischer Opernregisseur und Theaterintendant
- Ebert, Peter (* 1942), deutscher Fußballspieler
- Ebert, Roger (1942–2013), US-amerikanischer FilmkritikerRoger Ebert (1942–2013)

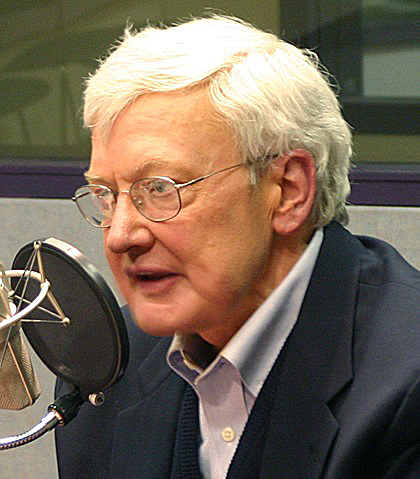
Roger Ebert (1942–2013)

- Ebert, Rolf (1926–2013), deutscher Physiker
- Ebert, Rumiana (* 1945), deutsche Schriftstellerin bulgarischer Herkunft
- Ebert, Ryan, US-amerikanischer Drehbuchautor, Filmregisseur, Filmproduzent und Schauspieler
- Ebert, Sabine (* 1958), deutsche Journalistin und Romanautorin
- Ebert, Tamara (* 1936), deutsche Malerin, Zeichnerin und Grafikerin
- Ebert, Theodor (1589–1630), deutscher Hebraist
- Ebert, Theodor (1857–1899), deutscher Geologe
- Ebert, Theodor (* 1937), deutscher Politologe und Friedensforscher
- Ebert, Theodor (* 1939), deutscher Philosoph
- Ebert, Thomas (* 1973), dänischer Ruderer
- Ebert, Tom (1919–2013), US-amerikanischer Jazzposaunist des Hot Jazz
- Ebert, Udo, deutscher Volkswirtschaftler
- Ebert, Udo (* 1940), deutscher Jurist und Hochschullehrer
- Ebert, Ulrich (1948–2005), deutscher Fußballspieler
- Ebert, Vince (* 1968), deutscher Kabarettist, Autor, Physiker und ModeratorVince Ebert (* 1968)

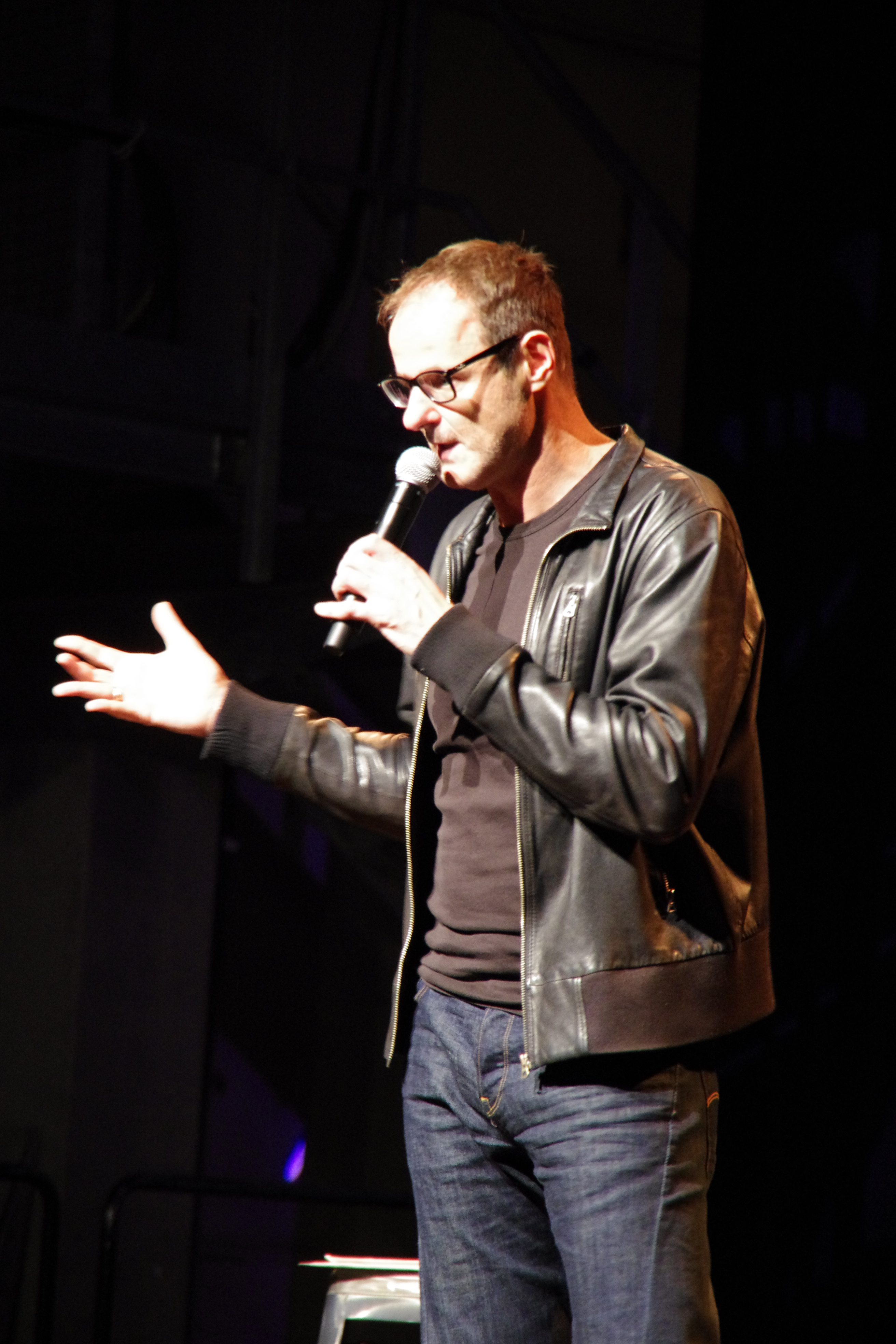
Vince Ebert (* 1968)

- Ebert, Werner (1933–2014), deutscher Pathologe und Hochschullehrer
- Ebert, Wilhelm (1904–1995), deutscher SS-Untersturmführer, Gestapo-Beamter und Angehöriger des Sonderkommandos 4a der Einsatzgruppe C
- Ebert, Wilhelm (1923–2017), deutscher Lehrer, Bundesvorsitzender des Verbandes Bildung und Erziehung
- Ebert, Wils (1909–1979), deutscher Architekt und Stadtplaner
- Ebert, Wolfgang (1923–1997), deutscher Satiriker und Romancier
- Ebert, Wolfgang (1940–2014), deutscher Dokumentarfilmer, Regisseur und Sachbuchautor
- Ebert-Schifferer, Sybille (* 1955), deutsche Kunsthistorikerin
- Ebert-Stockinger, Clara (* 1863), deutsche Buchautorin
- Eberth, Alexander (* 1944), deutscher Anwalt und Senator (Bayern)
- Eberth, Carl (1882–1955), deutscher Fotograf
- Eberth, Claus (1934–2009), deutscher Schauspieler
- Eberth, David A. (* 1953), kanadischer Wirbeltier-Paläontologe
- Eberth, Fritz (1910–1968), deutscher Theater-, Film- und Fernsehschauspieler
- Eberth, Gisela, deutsche Tischtennisspielerin
- Eberth, Karl (1877–1952), deutscher General der Artillerie im Zweiten Weltkrieg
- Eberth, Karl Joseph (1835–1926), deutscher Mediziner und Hochschullehrer
- Eberth, Marie (1884–1971), deutsche Stifterin
- Eberth, Michael (* 1943), deutscher Dramaturg und Autor
- Eberth, Michael (* 1959), deutscher Cembalist und Musikpädagoge
- Eberth, Thomas (* 1975), deutscher Kommunalpolitiker (CSU)
- Eberth, Werner (* 1935), deutscher Jurist und Heimatforscher
- Ebertin, Elsbeth (1880–1944), deutsche Astrologin, Graphologin und Schriftstellerin
- Ebertin, Reinhold (1901–1988), deutscher Astrologe, Kosmobiologe und Esoteriker
- Eberto, Gustavo (1983–2007), argentinischer Fußballspieler
- Ebertowski, Jürgen (* 1949), deutscher Autor
- Eberts, Christopher Campbell (1913–1975), kanadischer Diplomat
- Eberts, Eduard Wilhelm (1808–1864), deutscher Jurist und Politiker
- Eberts, Gerhard (* 1938), deutscher Journalist, römisch-katholischer Geistlicher und Theologe
- Eberts, Heinrich (1883–1979), deutscher Forst- und Ministerialbeamter
- Eberts, Jake (1941–2012), kanadischer Filmproduzent
- Eberts, Johann Heinrich (1726–1793), Bankier, Kunsthändler und Kupferstecher
- Eberts, Martin (* 1957), deutscher Diplomat
- Ebertshäuser, Georg, deutscher Sinologe
- Ebertshäuser, Rudolf (* 1953), deutscher Bibellehrer, Verlagslektor und Autor
- Ebertus, Andreas (1479–1557), deutscher lutherischer Theologe
- Eberty, Eduard Gustav (1840–1894), deutscher Politiker (DFP), MdR
- Eberty, Felix (1812–1884), deutscher Jurist, Amateurastronom und Schriftsteller
- Eberty, Gustav (1806–1887), deutscher Jurist und Politiker, MdR
- Eberty, Paula (1870–1929), deutsche Theater- und Stummfilmschauspielerin
- Ebertz, Harald (* 1967), deutscher Fußballtorhüter
- Ebertz, Michael (* 1953), deutscher Religionssoziologe und Hochschullehrer

##### Eberw
- Eberwein, Carl (1786–1868), deutscher Komponist und Dirigent
- Eberwein, Hans (* 1937), deutscher Erziehungswissenschaftler und Hochschullehrer
- Eberwein, Henriette (1790–1849), deutsche Opernsängerin (Sopran) und Gesangspädagogin
- Eberwein, Jan (* 1945), deutscher Schauspieler und Hörspielsprecher
- Eberwein, Josef (1895–1981), bayerischer Volksmusiker
- Eberwein, Julius (1802–1870), Rechtsanwalt, Landtagspräsident in Schwarzburg-Rudolstadt
- Eberwein, Jürgen (* 1966), deutscher Politiker (CSU)
- Eberwein, Michael (* 1996), deutscher Fußballspieler
- Eberwein, Robert (1909–1972), deutscher Maler, Grafiker und Illustrator
- Eberwein, Simon (1555–1625), kursächsischer Oberförster
- Eberwein, Theodorus (1658–1708), königlich-polnischer und kurfürstlich-sächsischer Oberforst- und Wildmeister
- Eberwein, Traugott Maximilian (1775–1831), deutscher Komponist und Dirigent
- Eberwein, Werner (* 1955), deutscher Psychotherapeut und Autor
- Eberwin († 1142), Fürstpropst von Berchtesgaden
- Eberwin III. von Bentheim-Steinfurt (1536–1562), Graf von Bentheim, Steinfurt und Tecklenburg, Herr von Rheda
- Eberwin von Helfenstein († 1152), deutscher Heiliger
- Eberwin von Kransberg, Schultheiß von Frankfurt am Main

##### Eberz
- Eberz, Josef (1880–1942), deutscher Maler und Grafiker
- Eberz, Otfried (1878–1958), deutscher Kulturphilosoph und Religionswissenschaftler
- Eberz-Alber, Gertrud (1879–1955), deutsche Malerin

#### Ebey
- Ebey, Isaac (1818–1857), US-amerikanischer Pionier und Offizier

### Ebh
- Ebhardt, Bodo (1865–1945), deutscher Architekt und BurgenforscherBodo Ebhardt (1865–1945)

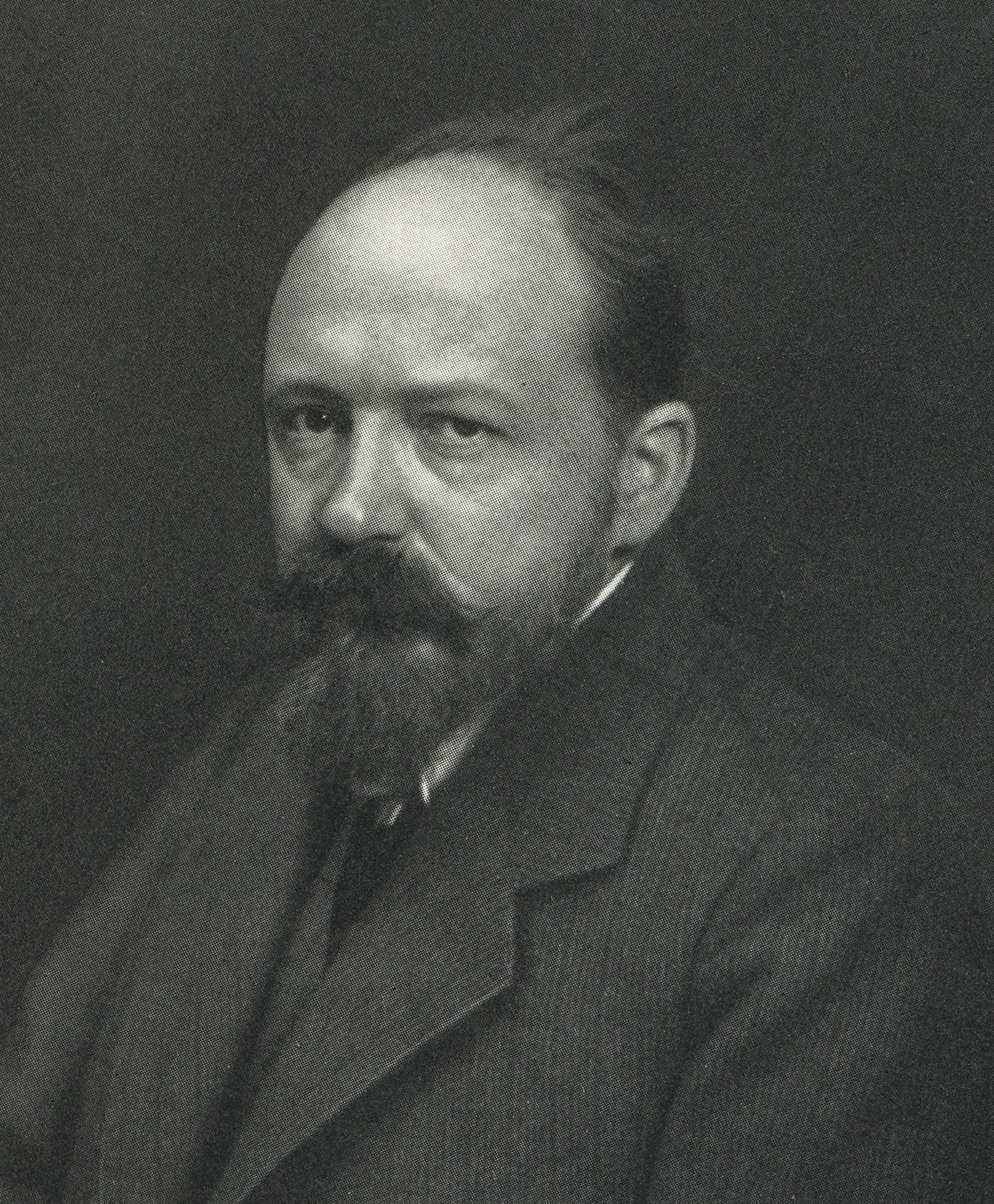
Bodo Ebhardt (1865–1945)

- Ebhardt, Christian Hermann (1804–1884), deutscher Rechtsanwalt und Notar, Oberlandesgerichtsanwalt, Königlich Hannoverscher Justizrat und juristischer Schriftsteller
- Ebhardt, Ernst (* 1849), deutscher Rittergutsbesitzer und Politiker (SPD), MdPl
- Ebhardt, Hans (1895–1937), deutscher SS-Führer und politischer Funktionär
- Ebhardt, Heinrich († 1899), deutscher Buchdrucker und Fabrikant
- Ebhardt, Julius (1816–1894), deutscher Gutsbesitzer in Ostpreußen
- Ebhardt, Kurt (* 1890), deutscher Verwaltungsjurist und Landrat
- Ebhardt, Matthias (* 1981), deutscher Kanute
- Ebhart, Ambros (* 1952), österreichischer Ordensgeistlicher und Pädagoge, Abt des Stiftes Kremsmünster
- Ebhart, Ludwig (1897–1944), österreichischer Maschinenfahrer und Widerstandskämpfer gegen den Nationalsozialismus

### Ebi
- Ebi (* 1949), iranischer Sänger und MusikerEbi (* 1949)

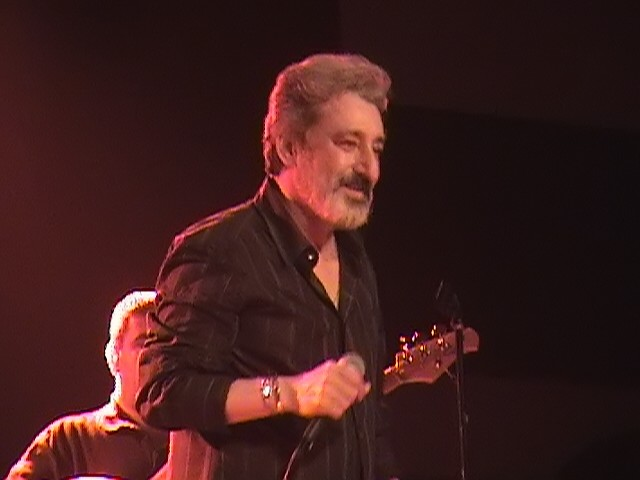
Ebi (* 1949)

- Ebi, Alex (* 1964), Schweizer Handballspieler, Handballfunktionär und Politiker (LDP)
- Ebi, Fritz (1889–1961), Schweizer Politiker (SP)
- Ebi, Kristie, US-amerikanische Gesundheitswissenschaftlerin
- Ebi, Onome (* 1983), nigerianische Fußballspielerin
- Ebiary, Abo El Seoud El (1910–1969), ägyptischer Autor, Drehbuchautor und Journalist
- Ebiḫ-Il, Beamter von Mari in der Šakkanakku-Periode
- Ebihara, Hiroyuki (1940–1991), japanischer Boxer im Fliegengewicht
- Ebihara, Kinosuke (1904–1970), japanischer Maler
- Ebihara, Yuki (* 1985), japanische Speerwerferin
- Ebiketie, Arnold (* 1999), kamerunischer American-Football-Spieler
- Ebila, Florence, ugandische Sozial- und Literaturwissenschaftlerin
- Ebin, David Gregory (* 1942), US-amerikanischer Mathematiker
- Ebina, Danjō (1856–1937), japanischer Missionar und Erzieher
- Ebina, Toshiaki (1899–1990), japanischer Mediziner
- Ebinger, Antoine (* 1976), Schweizer Handballspieler
- Ebinger, Blandine (1899–1993), deutsche Schauspielerin und ChansonniereBlandine Ebinger (1899–1993)

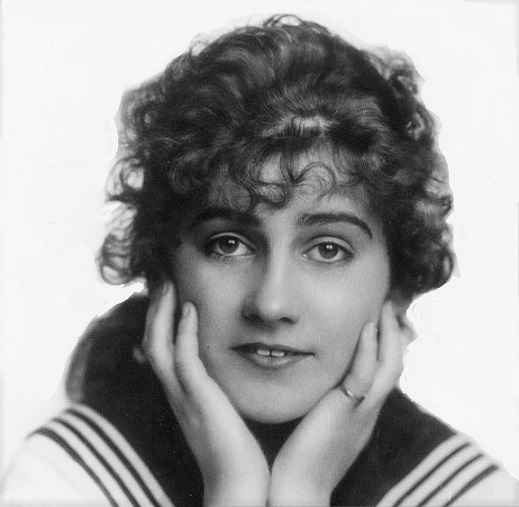
Blandine Ebinger (1899–1993)

- Ebinger, Gerald (* 1958), österreichischer Politiker (FPÖ), Landtagsabgeordneter und Gemeinderat
- Ebinger, Peter (1958–2015), österreichischer Dressurreiter
- Ebinuma, Masashi (* 1990), japanischer Judoka
- Ebisawa, Daisuke (* 1978), japanischer Biathlet
- Ebisawa, Katsuhito (* 1972), japanischer Skilangläufer
- Ebisawa, Shinji (* 1977), japanischer Biathlet und Skilangläufer
- Ebisawa, Tatsuo (* 1958), japanischer bildender Künstler und Hochschullehrer

### Ebk
- Ebke, Heinz (* 1922), deutscher Fußballtorhüter
- Ebke, Werner F. (* 1951), deutscher Jurist und Hochschullehrer
- Ebken, Oliver (* 1971), deutscher Politiker (SPD)

### Ebl
- Eblé, Charles (1799–1870), französischer General
- Eble, Franz (1918–1996), deutscher Autogroßhändler und Verbandsfunktionär
- Eblé, Jean Baptiste (1758–1812), französischer General
- Eble, Theo (1899–1974), Schweizer Maler und Grafiker
- Éblé, Vincent (* 1957), französischer Politiker (Parti socialiste)
- Ebler, Erich (1880–1922), deutscher Chemiker
- Ebles II. († 1103), Graf von Roucy und Herr von Ramerupt (1063–1103)
- Ebli, Friederike (* 1950), deutsche Politikerin (SPD), MdL
- Ebli, Kate (1958–2011), US-amerikanische Politikerin (Demokratische Partei)
- Ebling, Iris (* 1940), deutsche Präsidentin des Bundesfinanzhofs
- Ebling, Klaus (* 1935), deutscher Jurist, Vizepräsident des Bundesfinanzhofs
- Ebling, Michael (* 1967), deutscher Politiker (SPD)
- Ebling, Sonia (1918–2006), brasilianische Bildhauerin und Kunsthochschullehrerin

### Ebm
- Ebm, Martina (* 1982), österreichische SchauspielerinMartina Ebm (* 1982)

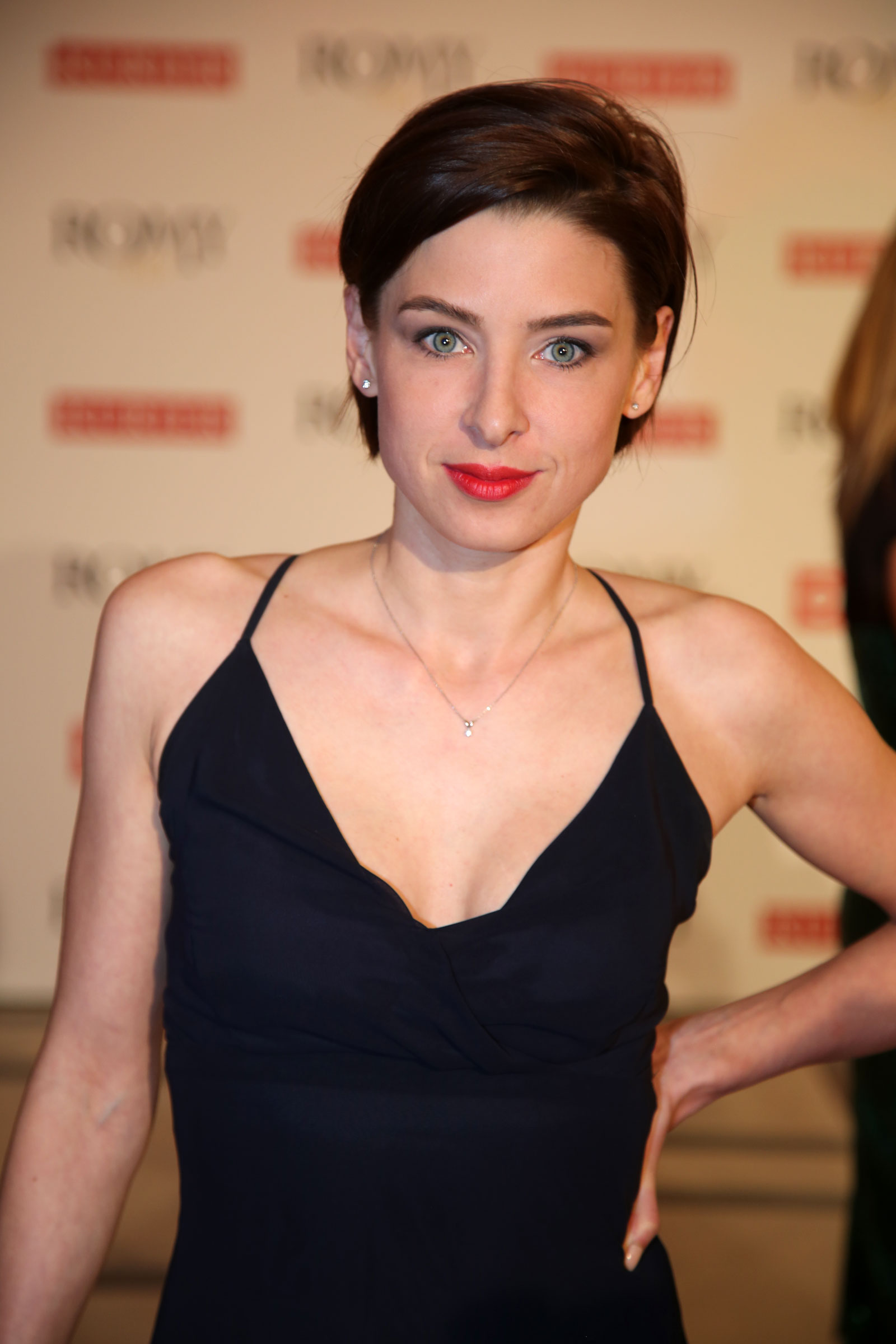
Martina Ebm (* 1982)

- Ebmeier, Carl Heinrich (1793–1850), deutscher Politiker und Jurist
- Ebmer, Ludwig († 1516), Bischof von Chiemsee
- Ebmeyer, Joachim (* 1985), deutscher Politiker (CDU)
- Ebmeyer, Michael (* 1973), deutscher Schriftsteller, Texter und Übersetzer
- Ebmeyer, Otto von (1850–1919), preußischer Offizier, langjähriger Adjutant des Reichskanzlers, Kurdirektor von Wiesbaden

### Ebn
- Ebn, Stephan (* 1978), deutscher Schlagzeuger und Musikproduzent
- Ebner von Eschenbach, Hieronymus Wilhelm (1673–1752), deutscher Diplomat, Historiker und Gelehrter
- Ebner von Rofenstein, Johann Nepomuk (1790–1876), österreichischer Beamter und Kreishauptmann von Vorarlberg
- Ebner, Adalbert (1861–1898), deutscher katholischer Priester
- Ebner, Adam (1894–1973), deutscher Politiker (KPD), MdR
- Ebner, Adelheid (* 1961), österreichische Politikerin (SPÖ), Landtagsabgeordnete, Mitglied des Bundesrates
- Ebner, Alexander (1821–1890), österreichischer Apotheker und Politiker, Landtagsabgeordneter
- Ebner, Alexander (* 1967), deutscher Sozialwissenschaftler und Hochschullehrer
- Ebner, Alois (* 1948), deutscher Diplom-Psychologe, Neurologe und Epileptologe
- Ebner, Anton (1876–1963), österreichischer Politiker (SDAP), Landtagsabgeordneter, Abgeordneter zum Nationalrat
- Ebner, Astrid, österreichische Skeletonsportlerin
- Ebner, Bartholomäus († 1716), Architekt, Kirchenbaumeister und Hofbaumeister
- Ebner, Bernhard (* 1973), österreichischer Politiker (ÖVP), Bundesrat, Landtagsabgeordneter
- Ebner, Bernhard (* 1990), deutscher Eishockeyspieler
- Ebner, Caroline (* 1970), deutsche Schauspielerin und Synchronsprecherin
- Ebner, Christian (* 1978), deutscher Soziologe
- Ebner, Christine (1277–1356), deutsche Dominikanerin und Mystikerin
- Ebner, Dieter (* 1940), österreichischer Ruderer
- Ebner, Domenico (* 1994), italienisch-deutscher HandballspielerDomenico Ebner (* 1994)

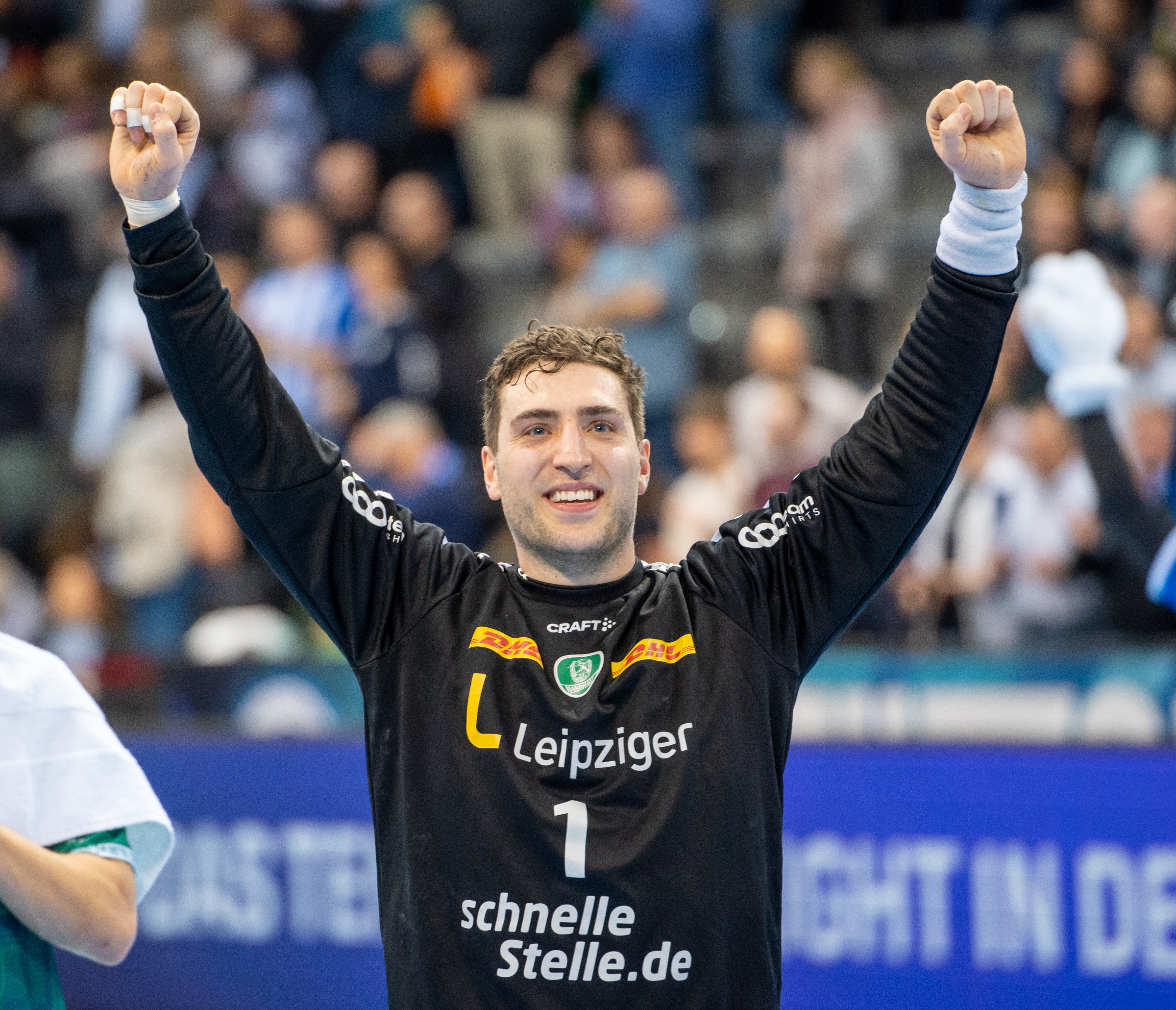
Domenico Ebner (* 1994)

- Ebner, Dominik (* 1994), deutscher Handballspieler
- Ebner, Eduard (1877–1924), deutscher Germanist, Literarhistoriker und Lehrer
- Ebner, Erasmus (1511–1577), deutscher Diplomat, Gelehrter und Staatsmann
- Ebner, Eva (1922–2006), deutsche Schauspielerin, Drehbuchautorin und Regieassistentin
- Ebner, Ferdinand (1882–1931), österreichischer Philosoph (dialogisches Denken)
- Ebner, Ferdinand Robert (1873–1919), deutsch-niederländischer Fotograf
- Ebner, Florian (* 1970), deutscher Kunsthistoriker und Kurator, spezialisiert auf Fotografie
- Ebner, Franz (1869–1923), deutscher Jurist und bayerischer Heimatforscher
- Ebner, Franz (* 1979), österreichischer Politiker (ÖVP)
- Ebner, Franz Anton († 1756), Salzburger Barockmaler
- Ebner, Fritz (1922–2010), deutscher Goethe-Forscher und Literaturhistoriker
- Ebner, Fritz (* 1946), österreichischer Paläontologe und Geologe
- Ebner, Georg (1784–1863), deutscher Verleger
- Ebner, Gerd (* 1945), österreichischer Generalmajor
- Ebner, Gregor (1892–1974), deutscher praktischer Arzt, Leiter der Heime des LebensbornGregor Ebner (1892–1974)

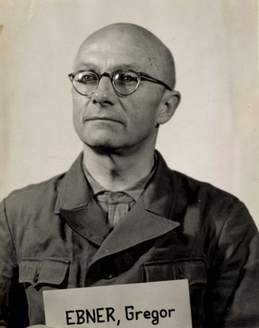
Gregor Ebner (1892–1974)

- Ebner, Gustav (1846–1925), evangelischer Theologe und Prediger
- Ebner, Hannes (* 1958), österreichischer Politiker (SPÖ), Landtagsabgeordneter in Salzburg
- Ebner, Hanns (* 1900), deutscher Beamter und Parteifunktionär (NSDAP)
- Ebner, Hans (1889–1969), österreichischer Politiker (HB, fraktionslos), Abgeordneter zum Nationalrat
- Ebner, Hans (1900–1977), deutscher Bauingenieur
- Ebner, Harald (* 1964), deutscher Politiker (Bündnis 90/Die Grünen), MdB
- Ebner, Heinrich (* 1939), österreichischer Photogrammeter und Hochschullehrer
- Ebner, Hermann (1834–1895), deutscher Jurist und Mitglied des Preußischen Abgeordnetenhauses
- Ebner, Hermann (1896–1964), deutscher Jurist und Politiker
- Ebner, Herwig (1928–2010), österreichischer Historiker
- Ebner, Hubert (1906–1990), deutscher Radsportler
- Ebner, Jakob (1873–1960), deutscher Pfarrer und Heimatforscher
- Ebner, Jakob (* 1942), österreichischer Germanist, Sachbuchautor und Lexikograph
- Ebner, Jeannie (1918–2004), österreichische Schriftstellerin und Übersetzerin
- Ebner, Johann Friedrich († 1825), deutscher Verleger
- Ebner, Jörg (1942–2015), deutscher Radiomoderator
- Ebner, Jorn (* 1966), deutscher Künstler
- Ebner, Julia (* 1991), österreichische ExtremismusforscherinJulia Ebner (* 1991)

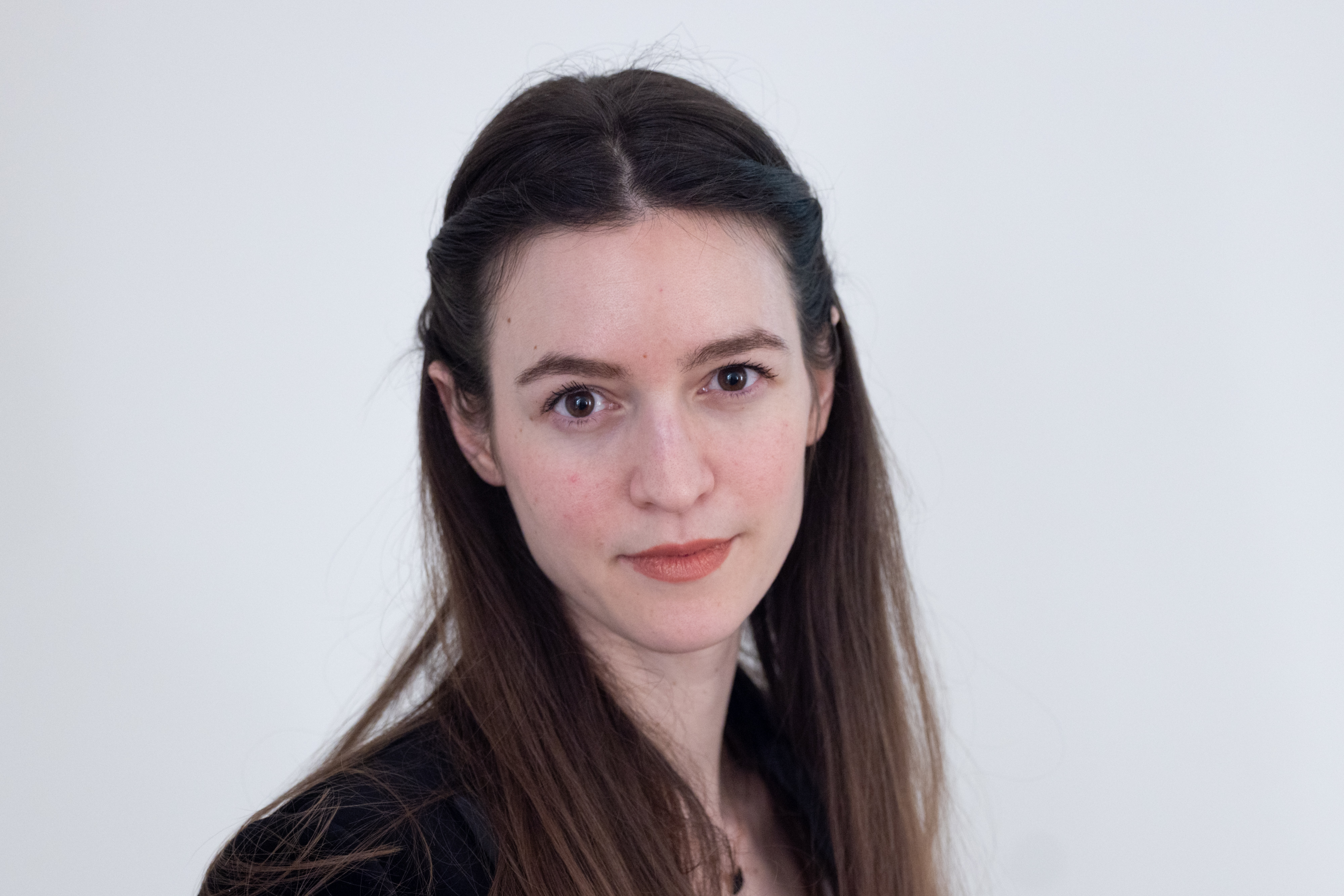
Julia Ebner (* 1991)

- Ebner, Juliane (* 1970), deutsche Künstlerin und Filmemacherin
- Ebner, Karl (1901–1983), österreichischer Jurist, Gestapo-Chef und SS-Obersturmbannführer
- Ebner, Karl-Michael (* 1972), österreichischer Oboist, Tenor und Dirigent
- Ebner, Klaus (* 1964), österreichischer Schriftsteller
- Ebner, Ludwig (1858–1903), deutscher Komponist
- Ebner, Manfred (1953–2015), österreichischer Politiker (FPÖ), Landtagsabgeordneter der Steiermark
- Ebner, Manfred (* 1953), österreichischer Politiker (SPÖ), Abgeordneter zum Kärntner Landtag
- Ebner, Margareta († 1351), katholische Mystikerin des Mittelalters
- Ebner, Marianne (1920–2007), banatschwäbische Heimat- und Mundartdichterin
- Ebner, Markus (* 1962), deutscher Maler und Konzeptkünstler
- Ebner, Markus (* 1964), deutscher Fußballspieler
- Ebner, Markus (* 1969), deutscher Moderedakteur und Stylist
- Ebner, Markus (* 1970), deutscher Snowboarder
- Ebner, Martin (* 1945), Schweizer Bankier, Börsenhändler und Financier
- Ebner, Martin (* 1956), deutscher katholischer Theologe
- Ebner, Matthias (* 1984), deutscher Politiker (Tierschutzpartei)
- Ebner, Mayer (1872–1955), jüdischer Journalist und Politiker
- Ebner, Michl (* 1952), italienischer Unternehmer, Verleger, Autor und Politiker (Südtiroler Volkspartei), MdEP
- Ebner, Mischa (1975–2002), Schweizer Waffenläufer und Mörder
- Ebner, Nate (* 1988), US-amerikanischer Football- und RugbyspielerNate Ebner (* 1988)

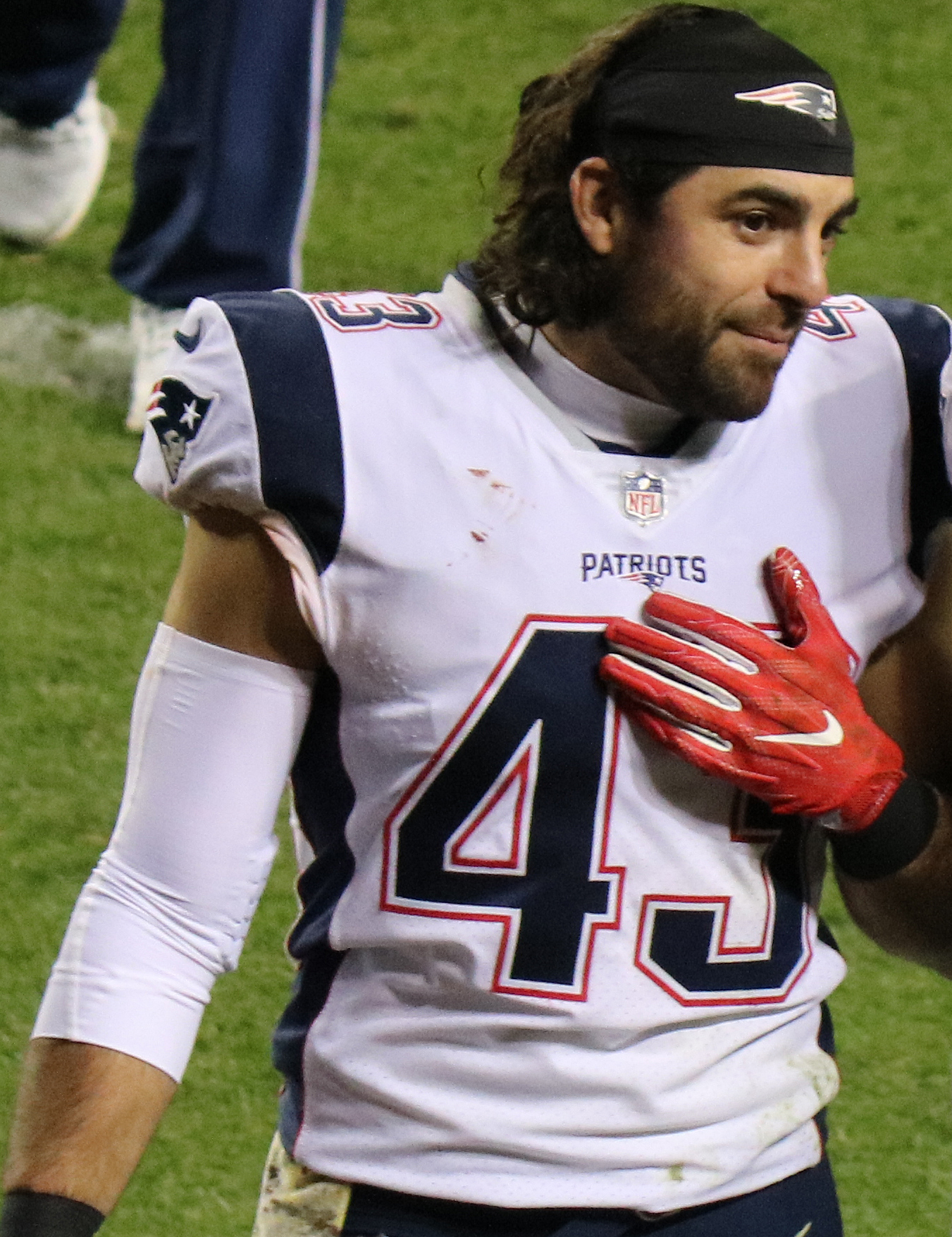
Nate Ebner (* 1988)

- Ebner, Paul (1884–1930), österreichischer Filmmanager und Filmproduzent beim deutschen Stummfilm der 1920er Jahre
- Ebner, Pauli (1873–1949), österreichische Malerin und Illustratorin
- Ebner, Paulus (* 1963), österreichischer Historiker
- Ebner, Peter (1932–2018), österreichischer Dichter und Schriftsteller
- Ebner, Robert (1831–1894), deutscher Jurist und Mitglied der Württembergischen Landstände
- Ebner, Robert (1940–2008), deutscher Religionspädagoge und Religionshistoriker
- Ebner, Stefan (* 1980), deutscher Politiker (CSU)
- Ebner, Stefan (* 1986), österreichischer Fußballspieler
- Ebner, Stefan (* 1991), österreichischer Fußballschiedsrichter
- Ebner, Thomas (* 1971), österreichischer Leichtathlet
- Ebner, Thomas (* 1992), österreichischer Fußballspieler
- Ebner, Toni (1918–1981), italienischer Politiker (SVP), Mitglied der Camera dei deputati, Journalist, Verleger und Mitglied des Staatsrats
- Ebner, Toni (* 1957), italienischer Journalist (Südtirol)
- Ebner, Walter (1911–1992), österreichischer Politiker (NSDAP)
- Ebner, Walter (* 1952), österreichischer Politiker (FPÖ, BZÖ), Kärntner Landtagsabgeordneter und Bundesrat
- Ebner, Wolfgang (1612–1665), deutscher Organist, Kapellmeister und Komponist
- Ebner-Eschenbach, Marie von (1830–1916), mährisch-österreichische SchriftstellerinMarie von Ebner-Eschenbach (1830–1916)

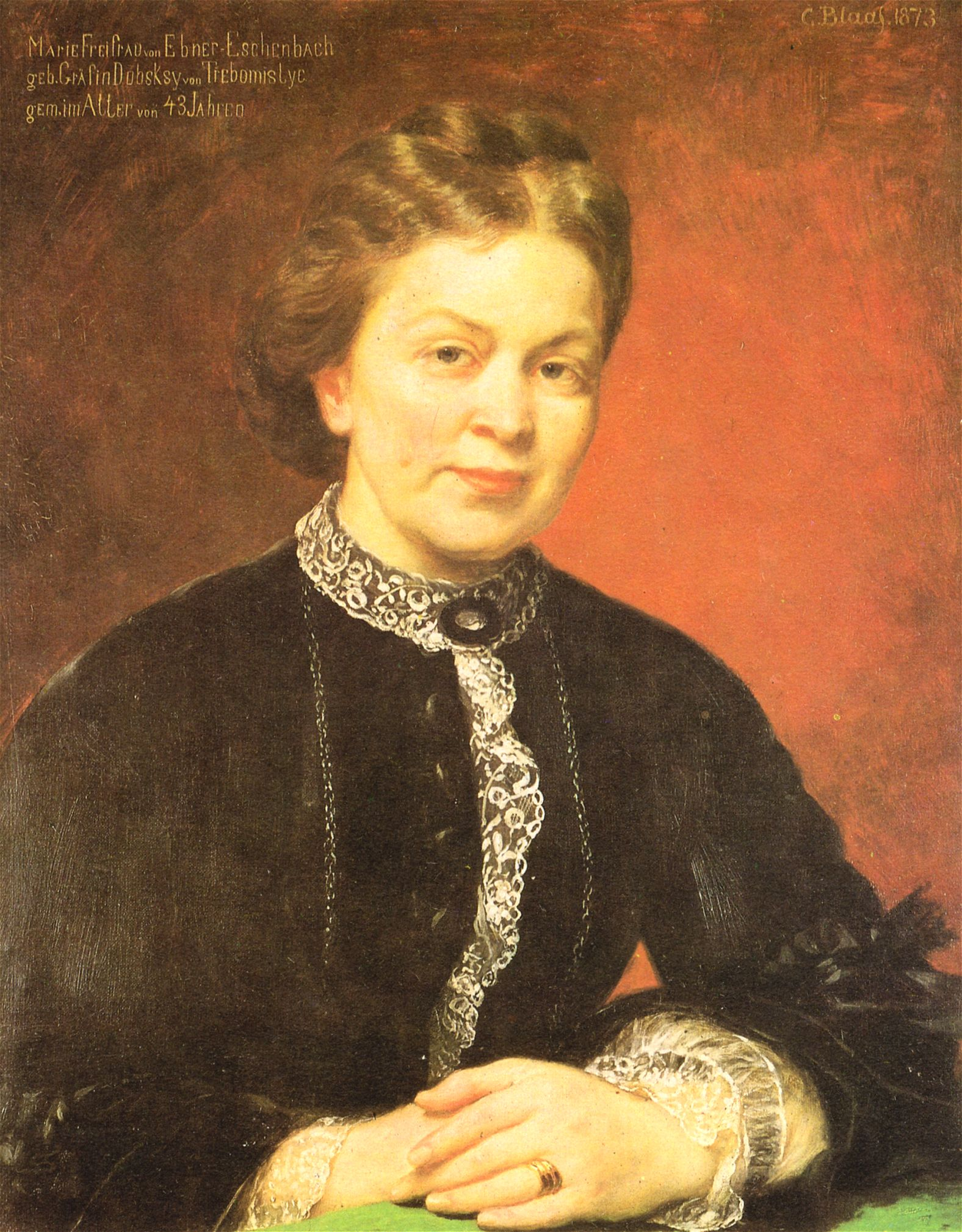
Marie von Ebner-Eschenbach (1830–1916)

- Ebner-Eschenbach, Moritz von (1815–1898), österreichischer Offizier, Techniker und Erfinder
- Ebner-Rofenstein, Viktor von (1842–1925), österreichischer Histologe
- Ebner-Steiner, Katrin (* 1978), deutsche Politikerin (AfD), MdL
- Ebnet, Liselotte (1932–2009), deutsche Operetten- und Musicalsängerin
- Ebnet, Otto (* 1944), deutscher Politiker (SPD)
- Ebneter, Theodor (1923–2003), Schweizer Romanist, Sprachwissenschaftler und Hochschullehrer
- Ebneter, Werner (* 1945), Schweizer Politiker (CVP)
- Ebnöther, Josef (* 1937), Schweizer Maler
- Ebnöther, Luzia (* 1971), Schweizer Curlerin
- Ebnöther, Marcel (1920–2008), Schweizer Industrieller und Kunstsammler
- Ebnou, Beddy, mauretanischer Schriftsteller, politischer Analyst und islamischer Aktivist
- Ebnoutalib, Faissal (* 1970), deutsch-marokkanischer Taekwondoin

### Ebo
- Ebo († 1163), deutscher Mönch und Biograph
- Ebo von Reims († 851), Erzbischof von Reims
- Ebobissé, Musina (* 1990), französischer Jazzmusiker (Tenorsaxophon, Komposition)
- Eboe-Osuji, Chile (* 1962), nigerianischer Jurist, Richter am Internationalen Strafgerichtshof
- Eboh, Sunday (* 1957), nigerianischer Tischtennisspieler
- Eboli, Thomas (1911–1972), US-amerikanischer Mobster der Genovese-Familie
- Ebon, Martin (1917–2006), US-amerikanischer Schriftsteller und Parapsychologe
- Ebondo, Syrine (* 1983), tunesische Stabhochspringerin
- Ebongo, Henriette Ekwe (* 1949), kamerunische Journalistin
- Ebonog, Simon (* 2004), französisch-kamerunischer Fußballspieler
- Ebosele Ekpu, Patrick (1931–2024), nigerianischer Geistlicher, römisch-katholischer Erzbischof von Benin City
- Ebosele, Tessy (* 2002), spanische Weit- und Dreispringerin
- Ebossé Bodjongo, Albert (1989–2014), kamerunischer Fußballspieler
- Ebosse, Enzo (* 1999), französisch-kamerunischer Fußballspieler
- Eboua, Paul (* 2000), kamerunischer Basketballspieler
- Ebouaney, Eriq (* 1967), französischer Schauspieler
- Eboué, Emmanuel (* 1983), ivorischer Fußballspieler
- Éboué, Félix (1884–1944), französischer Kolonialpolitiker
- Éboué-Tell, Eugénie (1891–1972), französische Politikerin, Ethnologin, Lehrerin und Widerstandskämpferin
- Eboumbou, Patience (1950–2025), kamerunische Politikerin
- Eboussi Boulaga, Fabien (1934–2018), kamerunischer Theologe und Philosoph

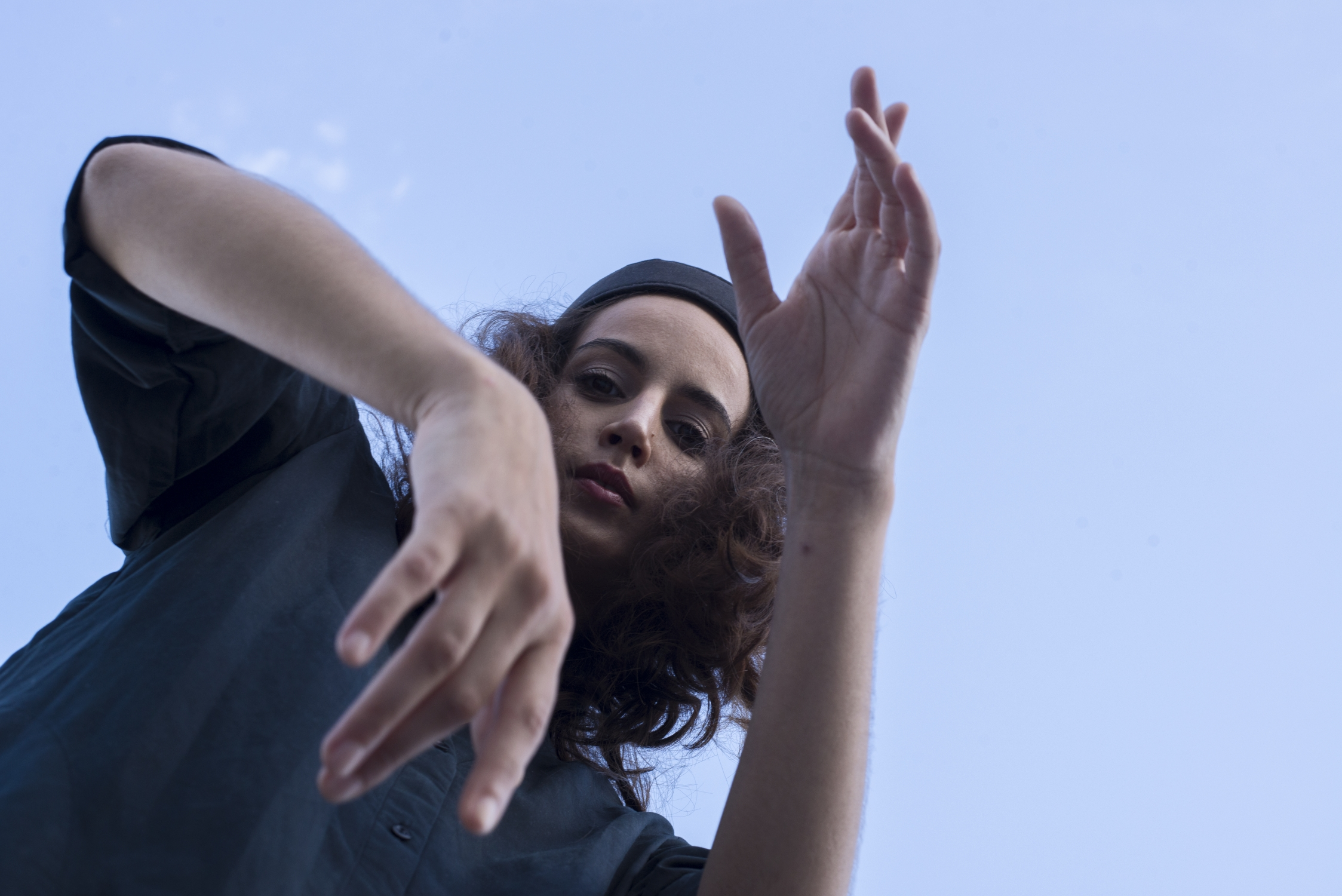
Ebow (* 1990)

- Ebow (* 1990), deutsche RapperinEbow (* 1990)

### Ebr
- Ebra, Friedrich Ludwig von († 1779), kursächsischer Amtshauptmann
- Ebra, Hildebrand von, stolbergischer Dienstmann und Gutsbesitzer
- Ebra, Ludwig Wilhelm August von (1759–1818), preußischer Generalleutnant, Militärgouverneur zwischen Elbe und Weser sowie Erbherr auf Ustrungen
- Ebra, Reinhardt Ludwig von († 1748), stolbergischer Hofmeister
- Ebrachar († 971), Bischof von Lüttich
- Ebrahim, Armaan (* 1989), indischer Automobilrennfahrer
- Ebrahim, Ebrahim Ismail (1937–2021), südafrikanischer Anti-Apartheid-Aktivist indischer Herkunft
- Ebrahimi, Asghar (* 1982), iranischer Gewichtheber
- Ebrahimi, Hasiba (* 1996), afghanische Schauspielerin
- Ebrahimi, Leila (* 1979), iranische Leichtathletin
- Ebrahimi, Mohammad (1938–2022), afghanischer Ringer
- Ebrahimi, Nava (* 1978), iranisch-österreichische Autorin
- Ebrahimi, Omid (* 1987), iranischer Fußballspieler
- Ebrahimi, Susan, deutsche Liedtexterin und Schlagersängerin mit persisch-österreichischen Wurzeln
- Ebrahimi, Zar Amir (* 1981), iranische Fernsehschauspielerin
- Ebrahimi, Zekeria (* 1996), afghanischer Schauspieler
- Ebrahimpour Mirzaie, Ario (* 1985), deutscher Politiker (Bündnis 90/Die Grünen)
- Ebrahimzadeh, Benjamin (* 1980), deutsch-iranischer Tennisspieler und -trainerBenjamin Ebrahimzadeh (* 1980)

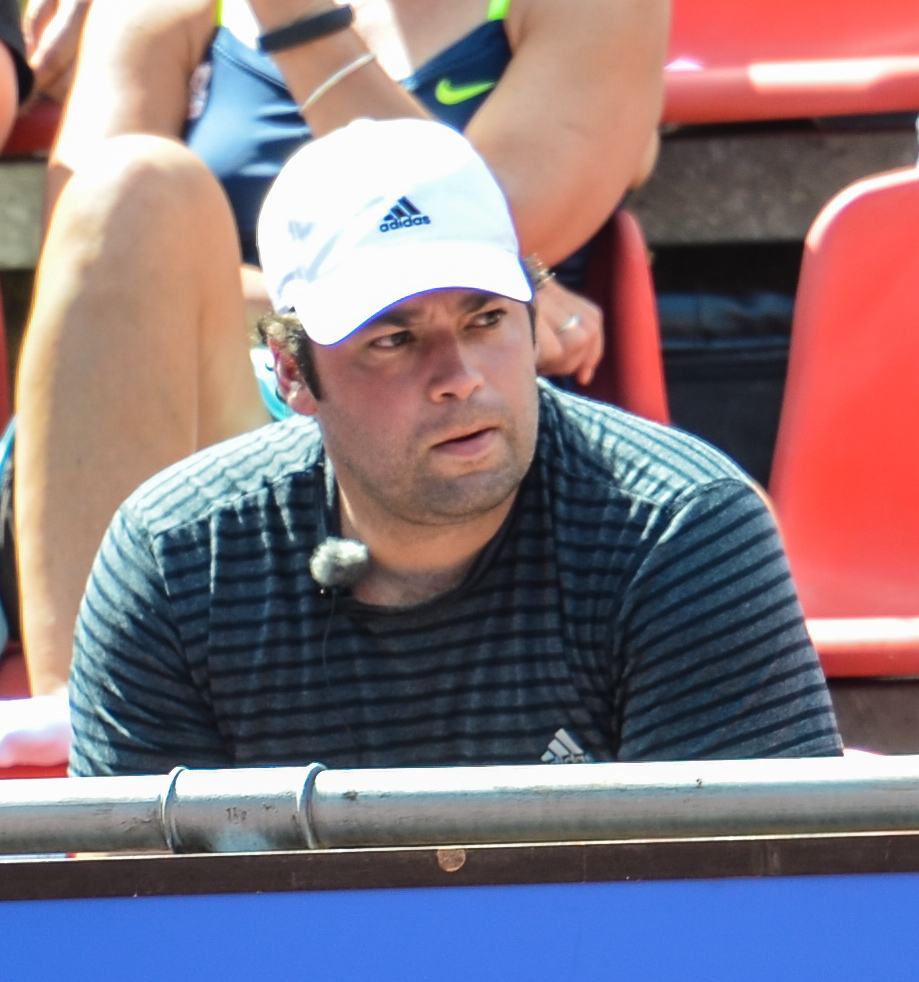
Benjamin Ebrahimzadeh (* 1980)

- Ebrahimzadeh, Mahmud (* 1951), iranischer Fußballspieler
- Ebralidse, Mariko (* 1984), georgische Jazz-Sängerin
- Ebrard, August (1818–1888), deutscher reformierter Theologe
- Ebrard, Friedrich (1891–1975), Schweizer Jurist und Rechtshistoriker
- Ebrard, Friedrich Clemens (1850–1935), deutscher Historiker und Bibliothekar
- Ebrard, Marcelo (* 1959), mexikanischer Politiker, Bürgermeister von Mexiko-Stadt
- Ebrecht, George (1895–1977), deutscher Generalleutnant der Polizei sowie Höherer SS- und Polizeiführer
- Ebrecht, Walter (1910–1978), evangelischer Theologe
- Ebreo, Guglielmo, italienischer Tänzer, Tanzmeister und Tanztheoretiker
- Ebright, Don H. (1902–1976), US-amerikanischer Bankier, Beamter und Politiker
- Ebrill, Thomas, britischer Kaufmann
- Ebrium, Minister von Ebla
- Ebroin († 680), fränkischer Hausmeier
- Ebron, Eric (* 1993), US-amerikanischer American-Football-Spieler

### Ebs
- Ebschbach, Horst (1924–1977), deutscher Dreher und Hochschullehrer an der Universität Halle
- Ebsejew, Boris Safarowitsch (* 1950), russischer Jurist und Politiker, Präsident der russischen Teilrepublik Karatschai-Tscherkessien
- Ebsen, Buddy (1908–2003), US-amerikanischer Schauspieler
- Ebsen, Friedrich (1888–1947), deutscher SS-Unterscharführer und Lagerführer des KZ Schandelah
- Ebsen, Ingwer (* 1943), deutscher Rechtswissenschaftler
- Ebsen, John Bohn (* 1988), dänischer Straßenradrennfahrer
- Ebser, Catherine (* 1982), österreichische Fotografin, Künstlerin und Grafikdesignerin
- Ebser, Johann († 1438), Bischof von Chiemsee
- Ebstein, Erich (1880–1931), deutscher Arzt und Schriftsteller
- Ebstein, Katja (* 1945), deutsche Sängerin und SchauspielerinKatja Ebstein (* 1945)

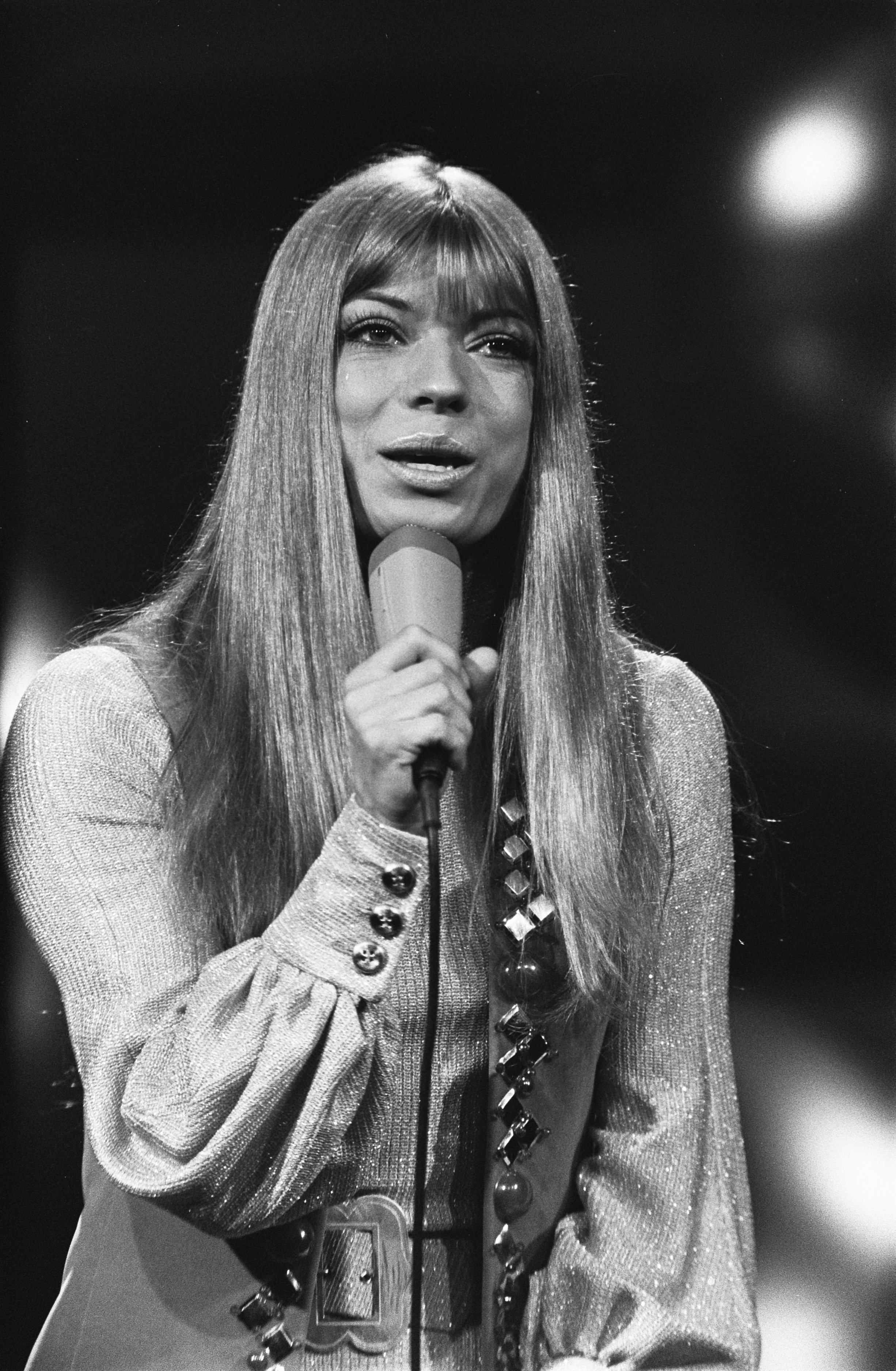
Katja Ebstein (* 1945)

- Ebstein, Lilly (1897–1966), deutsche Wissenschaftsillustratorin und Fotografin (Medizin und Zoologie)
- Ebstein, Wilhelm (1836–1912), deutscher Internist und Hochschullehrer
- Ebstel, John (1919–2000), US-amerikanischer Fotograf
- Ebster, Norbert (* 1952), österreichischer Fußballspieler

### Ebt
- Ebtehadsch, Huschang (1928–2022), iranischer Poet
- Ebtekar, Masoumeh (* 1960), iranische Politikerin und Immunologin

### Ebu
- Ebu Sehil Nu'man Efendi, osmanischer Rechtsgelehrter und Historiker
- Ebubekir bin Abdullah, Soldat und Chronist
- Ebubekir Pascha (* 1670), osmanischer Verwaltungsbeamter
- Ebuchi, Manami (* 1987), japanische Badmintonspielerin
- Ebuehi, Tyronne (* 1995), nigerianisch-niederländischer Fußballspieler
- Ebukam, Samson (* 1995), nigerianischer American-Football-Spieler
- Eburne, Maude (1875–1960), kanadische Schauspielerin
- Ebussuud Efendi, Mehmed (1490–1574), hanafitischer Faqih (Rechtsgelehrter), Gelehrter des Tafsir, Mufti, Kazasker und Kadi im Osmanischen Reich
- Ebuwei-Holmes, Tomuke (* 1976), amerikanische Handballspielerin
- Ebuya, Joseph (* 1987), kenianischer Langstreckenläufer
- Ebüzziya Siesbye, Alev (* 1938), türkische Glas- und Keramikkünstlerin
- Ebüzziya, Cemre (* 1989), türkische Schauspielerin

### Eby
- Eby, Anders (* 1949), schwedischer Dirigent
- Eby, David (* 1976), kanadischer Politiker und Rechtsanwalt
- Eby, Earl (1894–1970), US-amerikanischer Mittelstreckenläufer